# Liste Breslauer Persönlichkeiten
Breslau war als kulturell und wirtschaftlich bedeutende Stadt Wirkungs- oder Geburtsort vieler wichtiger Persönlichkeiten. Hier findet sich eine Auflistung der Nobelpreisträger, Ehrenbürger, wichtigsten Söhne und Töchter der Stadt nach ihrem Geburtsjahr sowie sonstiger Persönlichkeiten, die mit der Stadt in Verbindung stehen.

## Nobelpreisträger aus Breslau

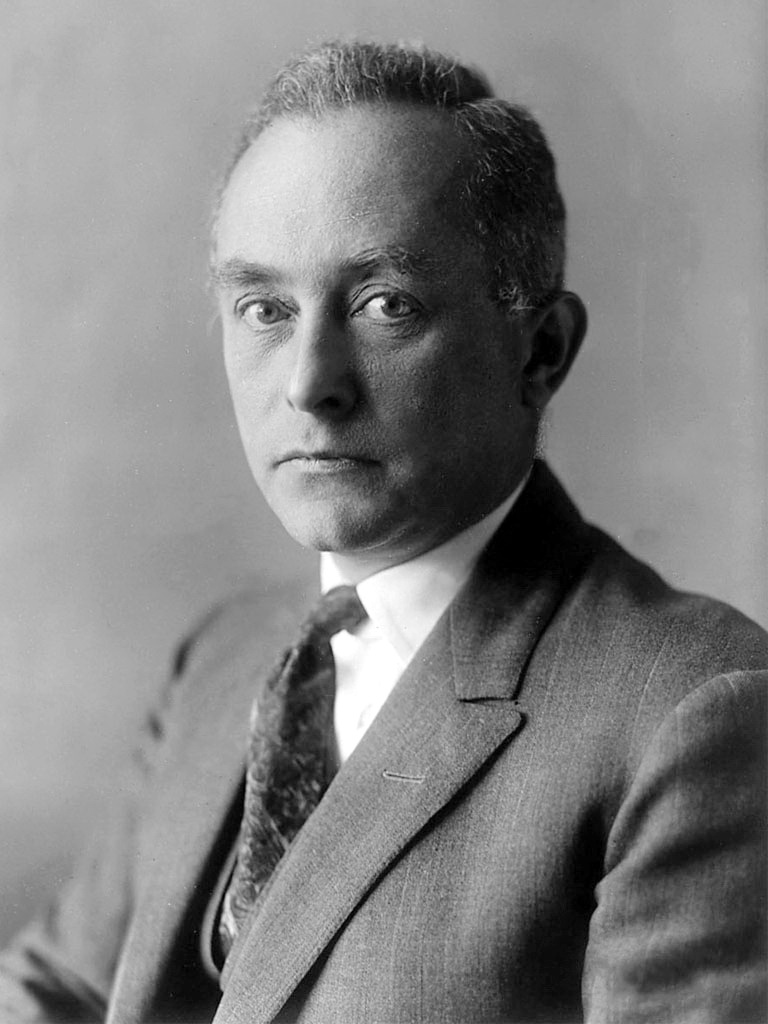
Max Born

Einige Nobelpreisträger wurden in Breslau geboren oder haben hier gewirkt:
- Theodor Mommsen; Nobelpreis für Literatur 1902
- Philipp Lenard; Nobelpreis für Physik 1905
- Eduard Buchner; Nobelpreis für Chemie 1907
- Paul Ehrlich; Nobelpreis für Medizin 1908
- Gerhart Hauptmann; Nobelpreis für Literatur 1912
- Fritz Haber; Nobelpreis für Chemie 1918
- Friedrich Bergius; Nobelpreis für Chemie 1931
- Otto Stern; Nobelpreis für Physik 1943
- Max Born; Nobelpreis für Physik 1954
- Reinhard Selten; Nobelpreis für Wirtschaftswissenschaften 1994
- Olga Tokarczuk; Nobelpreis für Literatur 2018

## Ehrenbürger der Stadt Breslau

### Bis 1945

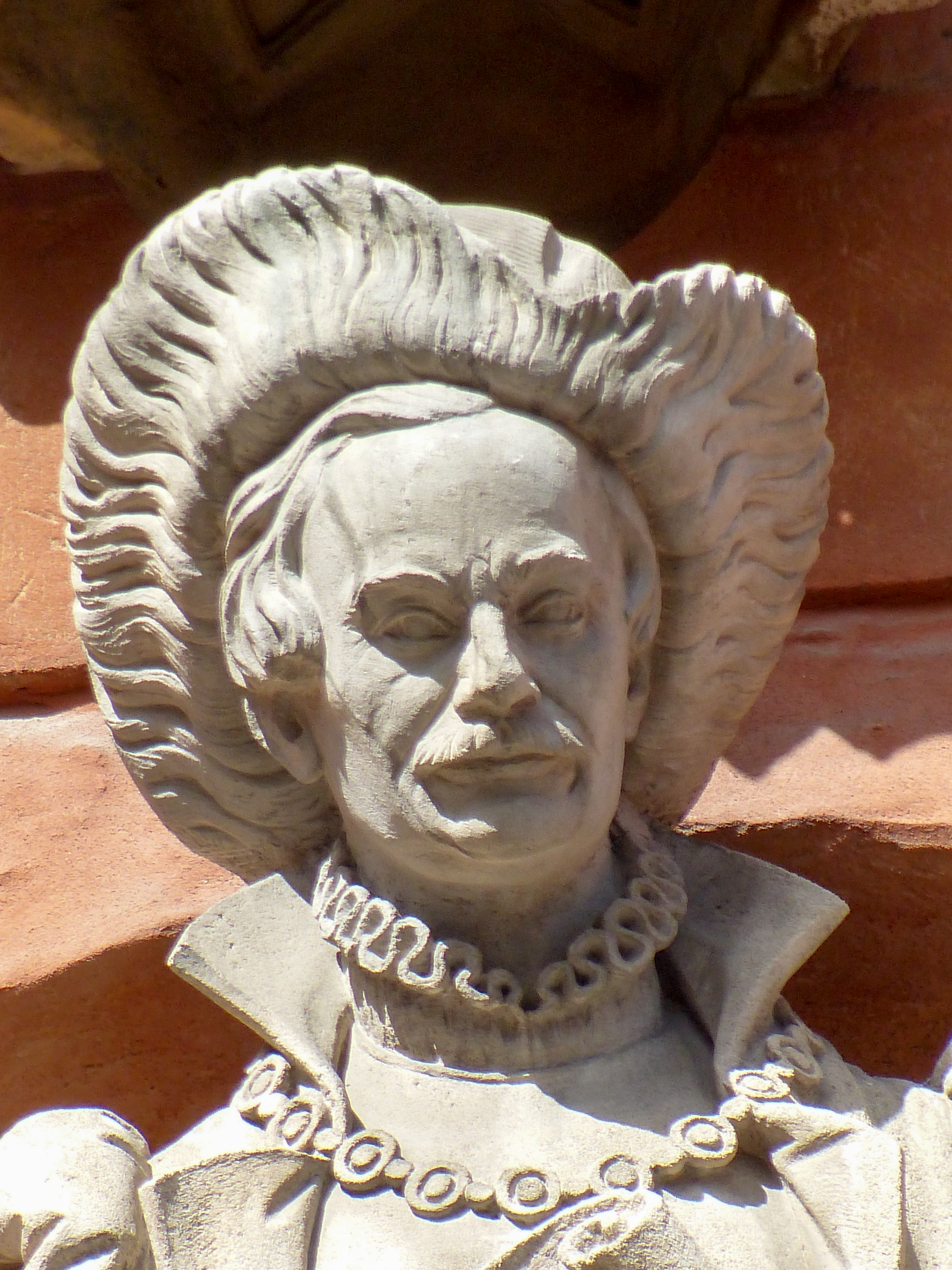
Gustav Dickhuth von Oskar Rassau am Rathaus Breslau, 1892

- Georg Bender (1848–1924), Kommunalpolitiker und langjähriger Oberbürgermeister der Stadt Breslau (1912)
- Ferdinand Julius Cohn (1828–1898), Botaniker und Mikrobiologe. Mitbegründer der modernen Bakteriologie
- Gustav Dickhuth (1825–1893), Zweiter Bürgermeister von Breslau
- August von Ende (1815–1889), preußischer Beamter, 1853 Landrat, 1862 Polizeipräsident in Breslau, zuletzt Oberpräsident der Provinz Hessen-Nassau und Politiker (1870)
- Max von Forckenbeck (1821–1892), Jurist, Politiker und von 1878 bis 1892 Berliner Oberbürgermeister (1878)
- Joseph Goebbels (1897–1945), NS-Politiker, Minister für Propaganda (1938)
- Heinrich Göppert (1800–1884), Botaniker, Paläontologe, Arzt und Universitätsprofessor
- Hermann von Hatzfeldt, 3. Fürst von Hatzfeldt, 1. Herzog zu Trachenberg (1848–1933), Oberpräsident der Provinz Schlesien (15. Juni 1903)
- Gerhart Hauptmann (1862–1946), Schriftsteller und Dramatiker, Nobelpreisträger (19. Oktober 1922)
- Ferdinand Heinke (1782–1857), Polizeipräsident 1824 bis 1848, Kurator der Universität ab 1834 (1831)
- Paul von Hindenburg (1847–1934), Reichspräsident (15. September 1927)[1]
- Adolf Hitler (1889–1945), Reichskanzler (31. März 1933)
- Arthur Hobrecht (1824–1912), Politiker (Nationalliberale Partei) (1872)
- Fritz Hofmann (1866–1956), Chemiker und Erfinder des synthetischen Kautschuks, Professor der Technischen Hochschule Breslau (2. November 1936)[2]
- Georg von Kopp (1837–1914), Kardinal, von 1881 bis 1887 Bischof von Fulda und von 1887 bis 1914 Fürstbischof von Breslau (1912)
- Adolph von Menzel (1815–1905), Maler, Zeichner und Illustrator
- Helmuth Karl Bernhard von Moltke (1800–1891), preußischer Generalfeldmarschall und Chef des Generalstabes
- Otto Muehl (1841–1908), Richter, Geh. Regierungsrat, Stadtrat seit 1888, Bürgermeister 1904
- Victor II. Amadeus von Ratibor, Fürst Corvey, Prinz von Hohenlohe (1847–1923), Standesherr und preußischer Politiker
- Alfred von Scholtz (1850–1934), langjähriger Stadtbaurat in Breslau (27. November 1924)
- Julius Schottländer (1835–1911), Philanthrop (um 1901)
- David Schulz (1779–1854), katholischer Theologe, Professor an den Universitäten Halle und Breslau (Ehrenbürger seit 22. Oktober 1845)
- Otto Theodor von Seydewitz (1818–1898), Politiker, 1879–80 Reichstagspräsident des Deutschen Kaiserreiches, 1879–80 Oberpräsident von Schlesien(1894)
- Wilhelm von Tümpling (1809–1884), preußischer General der Kavallerie (1880)
- Ernst Wachler (1803–1888), Kreisgerichtsdirektor in Breslau und Politiker
- Remus von Woyrsch (1847–1920), königlich preußischer Generalfeldmarschall, Mitglied des Preußischen Herrenhauses
- Robert Graf Zedlitz und Trützschler (1837–1914), preußischer Beamter und 1891/92 Kultusminister (1909)

Titel aberkannt:
Den nachfolgend genannten Personen, die den Titel des Ehrenbürgers von Breslau während der Periode des Dritten Reiches erhalten haben, wurde dieser gemäß der Stellungnahmen der städtischen Beamten im Rahmen der Nürnberger Prozesse aberkannt, soweit nicht bereits mit dem Tode erloschen:
- Helmuth Brückner (1896–1951), NS-Politiker, Oberpräsident von Niederschlesien (31. März 1933)
- Hermann Göring (1893–1946), NS-Politiker, preußischer Ministerpräsident und Oberbefehlshaber der Luftwaffe (26. Oktober 1935)

### 1946 bis 1979
Nach dem Zweiten Weltkrieg wurde der Titel des Ehrenbürgers honorowy obywatel Wrocławia nur wenige Male vergeben:
- Romesh Chandra (1919–2016), indischer Journalist und Friedensaktivist (Ehrenbürger seit 27. Juni 1979)
- Władysław Gomułka (1905–1982), Politiker der PPR, Minister für die Westgebiete (28. Mai 1946)
- Mirosław Hermaszewski (1941–2022), Raumfahrer (28. Juli 1978)
- Rodion Malinowski (1898–1967), Marschall der Sowjetunion (14. Oktober 1963)
- Stanisław Piaskowski (1901–1963), Politiker der PPS, erster Woiwode von Breslau (28. Mai 1946)
- Stanisław Popławski (1902–1973), sowjetischer und polnischer General (20. November 1947)
- Konstanty Rokossowski (1896–1968), Marschall der Sowjetunion und Marschall von Polen (22. April 1949)

### Seit 1993
Titel Civitate Wratislaviensi Donatus wird in der Regel einmal jährlich vergeben (Ausnahmen: 2010 und 2015):
- Władysław Bartoszewski (1922–2015), Historiker und Politiker (2004)
- Norman Davies (* 1939), britischer Historiker (2002)
- Wojciech Dzieduszycki (1912–2008), Kulturschaffender (1999, Titel 2006 abgelegt)
- Władysław Frasyniuk (* 1954), Politiker und ehemaliger Streikführer (2011)
- Eugeniusz Get-Stankiewicz (1942–2011), Graphiker und Bildhauer (postum 2012)
- Jerzy Grotowski (1933–1999), Theaterregisseur und -theoretiker (1998)
- Henryk Roman Gulbinowicz (1923–2020), Kardinal, 1976–2004 Erzbischof von Breslau (1996, Ehrenbürgerschaft am 20. November 2020 vom Stadtrat wieder aberkannt)[4]
- Tendzin Gyatsho (* 1935), Dalai Lama (2008)
- Václav Havel (1936–2011), tschechischer Schriftsteller und Politiker, 1993–2003 Präsident der Tschechischen Republik (2001)
- Alfred Jahn (1915–1999), Geograph und Polarforscher, Professor der Universität Breslau (1993)
- Urszula Kozioł (1931–2025), Dichterin (2009)
- Kurt Masur (1927–2015), Dirigent (2007)
- Jan Miodek (* 1946), Sprachwissenschaftler, Professor der Universität Breslau (2014)
- Jan Nowak-Jeziorański (1914–2005), Journalist (2000)
- Johannes Paul II. (1920–2005), Papst (1997)
- Aleksandra Natalli-Świat (1959–2010), Politikerin (postum 2010)
- Stanisław Orzechowski (* 1939), katholischer Geistlicher und ehemaliger Oppositioneller (2015)
- Tadeusz Różewicz (1921–2014), Dichter (1994)
- Władysław Stasiak (1966–2010), Politiker (postum 2010)
- Jerzy Szmajdziński (1952–2010), Politiker (postum 2010)
- Henryk Tomaszewski (1919–2001), Pantomime und Kulturschaffender (1995)
- Andrzej Wajda (1926–2016), Filmregisseur (2003)
- Lech Wałęsa (* 1943), Politiker, 1990–1995 Präsident der Republik Polen (2005)
- Ludwik Wiśniewski (* 1936), katholischer Mönch, ehemaliger Oppositioneller (2015)
- Bogdan Zdrojewski (* 1957), Politiker, 1990–2001 Stadtpräsident von Breslau (2013)

## Stadtoberhäupter

### Oberbürgermeister
Die Oberbürgermeister der Stadt Breslau waren:
- 1809–1812 Benjamin Gottlieb Müller
- 1812–1832 Friedrich August Carl von Kospoth
- 1833–1838 Gottlieb Donatus Menzel
- 1838–1842 Karl Gottlieb Lange
- 1843–1848 Julius Pinder
- 1851–1863 Julius Alexander Elwanger
- 1863–1872 Arthur Hobrecht
- 1872–1878 Max von Forckenbeck
- 1879–1891 Ferdinand Friedensburg
- 1891–1912 Georg Bender
- 1912–1919 Paul Matting
- 1919–1933 Otto Wagner
- 1933–1934 Helmut Rebitzky
- 1934–1945 Hans Fridrich
- 1944–1945 Ernst Leichtenstern (kommissarisch)

### Stadtpräsidenten
Seit 1945 tragen die Stadtoberhäupter den in Polen üblichen Titel Stadtpräsident (prezydent miasta). In den Jahren 1950–1973 wurde die Stadt kollegial durch den Städtischen Nationalrat geleitet. 1975 bis 1984 wurden die Ämter des Woiwoden (Regierungspräsidenten) und des Stadtpräsidenten zusammengelegt.
- 14. März 1945 – 9. Juni 1945 Bolesław Drobner
- 13. Juni 1945 – 15. Februar 1947 Aleksander Wachniewski
- 1947–1950 Bronisław Kupczyński
- 1950–1973 Amt abgeschafft
- 1973–1975 Marian Czuliński
- 1975–1979 Zbigniew Nadratowski (Woiwode von Breslau und von Amts wegen Stadtpräsident)
- 1979–1984 Janusz Owczarek (Woiwode von Breslau und von Amts wegen Stadtpräsident)
- 1984–1985 Stanisław Apoznański
- 1985–1990 Stefan Skąpski
- 1990–2001 Bogdan Zdrojewski
- 2001–2002 Stanisław Huskowski
- 2002–2018 Rafał Dutkiewicz
- seit 2018 Jacek Sutryk

## Söhne und Töchter der Stadt

### Bis ins 17. Jahrhundert

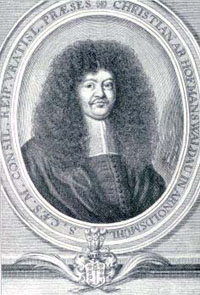
Christian Hoffmann von Hoffmannswaldau (1616–1679)

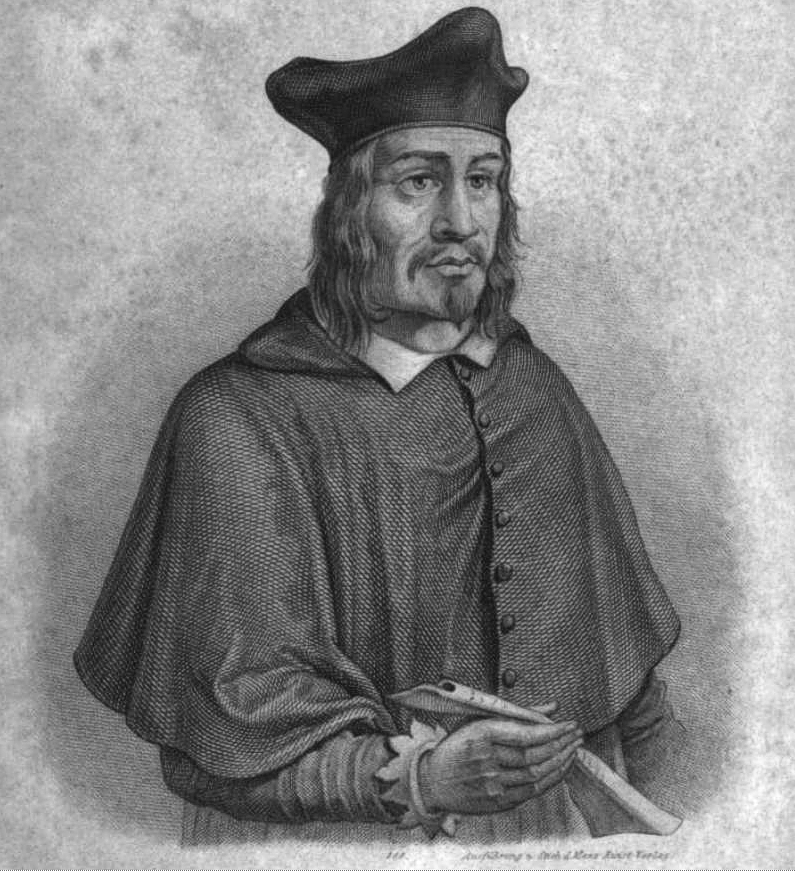
Angelus Silesius (1624–1677)

- Margarethe von Münsterberg (1473–1530), Herzogin von Münsterberg, Gräfin von Glatz und Fürstin von Anhalt
- Ambrosius Moibanus (1494–1554), lutherischer Publizist und ab 1525 erster evangelischer Pastor der St.-Elisabeth-Kirche
- Antonius Niger (1500–1555), Humanist, Naturwissenschaftler und Mediziner
- Andreas Walther I (um 1506–um 1568), Bildhauer und kurfürstlicher Büchsenmacher
- Andreas Aurifaber (1514–1559), Mediziner
- Johannes Aurifaber (1517–1568), Theologe
- Johann Crato von Krafftheim (1519–1585), Arzt und Wissenschaftler
- Petrus Vincentius (1519–1581), Rhetoriker, Ethiker, Dialekt und Pädagoge
- Simon Bruns (1525–1570), lutherischer Theologe und Reformator
- Seyfried Rybisch (1530–1584), Kaiserlicher Rat und Gelehrter
- Andreas Walther II (um 1530–um 1583), Bildhauer und kurfürstlicher Büchsenmacher
- Christoph Walther II (1534–1584), Bildhauer
- Lucas Pollio (1536–1583), lutherischer Theologe
- Zacharias Ursinus (1534–1583), Theologe
- Thomas Rehdiger (1540–1576), Sammler von Büchern und Gemälden
- Andreas Calagius (1549–1609), Pädagoge und Dichter
- Martin Kober (1550–1609), Maler des Manierismus und des Frühbarocks
- Adam von Dobschütz (1558–1624), Ratsherr (ab 1587), Ratsältester und Landeshauptmann des Fürstentums Breslau (1607–1624); als Protestant verteidigte er im Dreißigjährigen Krieg das Fürstentum Breslau gegen die katholische Kirche
- Andreas Walther III (um 1560–1596), Bildhauer der späten Renaissance
- Jan Jessenius (1566–1621), Mediziner, Politiker und Philosoph
- Bartholomäus von Dobschütz (1568–1637), Gutsbesitzer und Kaufmann, Ratsältester in Breslau sowie Landeshauptmann des Weichbildes Namslau
- Caspar Cunradi (1571–1633), Mediziner, Historiker und Lyriker
- Joachim Pollio (1577–1644), lutherischer Theologe
- Johann Seyfried (1577–1625), Zisterzienser, Abt von Zwettl
- Valentin Händel (1582–1636), Großvater von Georg Friedrich Händel
- Ambrosius Profe (1589–1661), Organist, Komponist und Musikherausgeber
- Bartholomäus Strobel (1591–nach 1648), Maler, der in Breslau, Prag und Polen-Litauen wirkte
- Johannes Müller (1598–1672), lutherischer Theologe
- Bernhard Link (1606–1671), Zisterzienser, Abt und Historiker
- Gottfried Fibig (1612–1646), Rechtswissenschaftler
- Christian Hoffmann von Hoffmannswaldau (wohl 1616–1679), Schriftsteller
- Hans Hinüber (1618–1680), Postmeister
- Johann Christfried Sagittarius (1617–1689), Kirchenhistoriker und lutherischer Theologe
- Johannes Scheffler, Angelus Silesius (1624–1677), Dichter
- Philipp Jakob Sachs von Löwenheim (1627–1672), Mediziner, Breslauer Stadtphysicus
- Friedrich Viccus, auch Vick (1629–1697), evangelischer Theologe und Gymnasialprofessor
- Paul Hofmann (1630–1704), lutherischer Theologe
- Paul Ammann (1634–1691), Mediziner, Botaniker und Hochschullehrer
- Christian Hoffmann (1634–1674), Lehrdichter und Rhetoriker
- Gottfried Schubart (1634–1691), Mediziner und Stadtphysikus in Hirschberg und Brieg
- Daniel Speer (1636–1707), Kirchenmusiker, Komponist, Lehrer und Schriftsteller
- Heinrich Mühlpfort (1639–1681), Dichter
- Joachim Georg Elsner (1642–1676), Mediziner, Breslauer Stadtphysicus
- Gottfried Schultz (1643–1698), Mediziner, Breslauer Stadtphysicus
- Hans Aßmann von Abschatz (1646–1699), Lyriker
- Caspar Neumann (1648–1715), Naturwissenschaftler, Mathematiker, evangelischer Kirchenlieddichter, Pfarrer und Kircheninspektor
- Johann Schmid (1649–1731), Rhetoriker und lutherischer Theologe, Universitätsrektor in Leipzig
- Hans von Assig (1650–1694), Dichterjurist
- Quirinus Kuhlmann (1651–1689), Dichter und religiöser Führer
- Johann Adam Limprecht (1651–1735), Mediziner
- David Reich von Ehrenberg (1652–nach 1716), Stadtarzt in Breslau und Mitglied der Gelehrtenakademie Leopoldina
- Samuel Grass, sen. (1653–1730), Stadtphysicus in Breslau und Mitglied der Gelehrtenakademie Leopoldina
- Carl Oehmb (1653–1706), Mediziner, Breslauer Stadtphysicus
- Daniel Vetter (1657–1721), Organist und Komponist
- Johann Acoluth (1658–1696), Mediziner, Stadtarzt in Breslau
- Johann Jacob Eybelwieser (1667–1744), Barockmaler und möglicherweise in Wien geboren
- Aaron Hart (1670–1756), Großrabbiner des Vereinigten Königreichs
- Gottlieb von Albrecht und Baumann (1671–1725), Mediziner, Stadtarzt in Breslau und Kaiserlicher Rat
- Moses Hart (1675–1756), Geschäftsmann und Gründer der Großen Synagoge von London
- Christian Hölmann (1677–1744), Mediziner und Dichter
- Johann Kanold (1679–1729), Mediziner
- Christian Wolff (1679–1754), Mathematiker und Philosoph der Aufklärung
- Johann Georg Kulmus (1680–1731), Arzt in Danzig, Schwiegervater von Johann Christoph Gottsched
- Samuel Grass, jun., (1684–1745), Oberarzt in Breslau und Mitglied der Gelehrtenakademie Leopoldina
- Silvius Leopold Weiss (1687–1750), Lautenist und Komponist (wahrscheinlich in Grottkau geboren)
- Tobias Ferdinand Pauli (1688–1750), Arzt
- Johann Friedrich Burg (1689–1766), evangelischer Theologe
- Johann Adam Kulmus (1689–1745), Anatom in Danzig, Bruder von Johann Georg Kulmus
- Georg Wilhelm Neunhertz (1689–1749), Kirchenmaler und Zeichner
- Johann Sigismund Weiss (nach 1690–1737); Lautenist und Komponist (Bruder von Silvius Leopold Weiss)
- Benjamin Acoluth (1693–1759), Jurist
- Johann Gottfried von Hahn (1694–1753), Medizinalrat und ab 1745 Dekan des Ärzte- und Sanitätskollegiums zu Breslau
- Christian Martini (1699–1739?), Philosoph und Physiker
- Johann Karl Acoluth (1700–1763), Mediziner und Apotheker

### 18. Jahrhundert

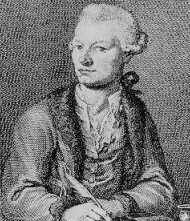
Johann Gottlieb Stephanie (1741–1800)

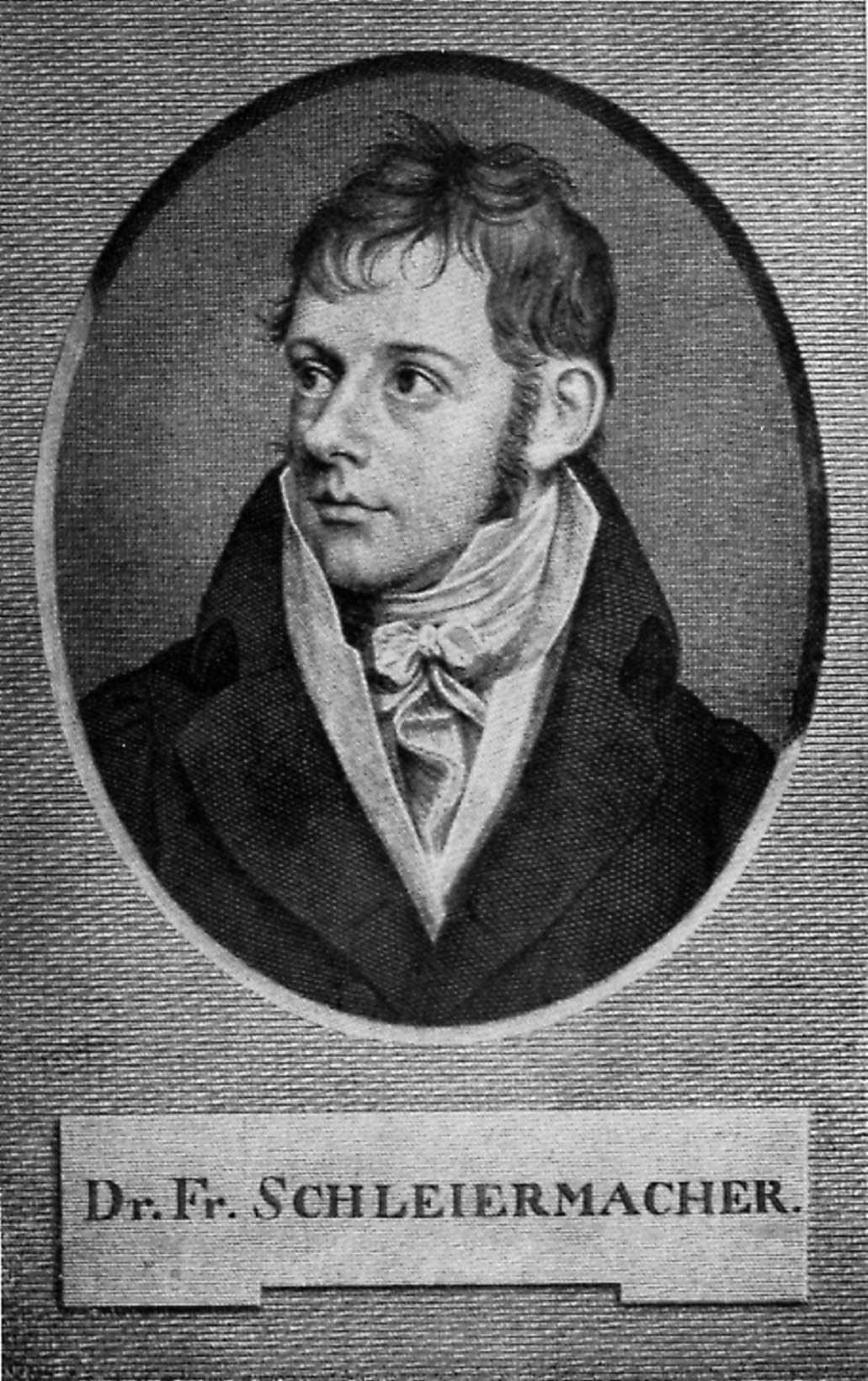
Friedrich Schleiermacher (1768–1834)

- Johann Balthasar Reimann (1702–1747/49), Kantor, Organist und Komponist
- Johann Heinrich Zedler (1706–1751), Buchhändler und Verleger
- Carl Friedrich Kaltschmied (1706–1769), Mediziner
- Balthasar Ludwig Tralles (1708–1797), Mediziner und Schriftsteller
- Karl Wilhelm Sachs (1709–1763), Stadtarzt zu Breslau, Mitglied der Leopoldina
- Georg Christian Luther (1717–1800), schlesisch-estländischer Kaufmann und Unternehmer
- Franz Anton Palko (1717–1766), Maler und Portraitist
- Anton Gotthard von Schaffgotsch (1721–1811), Ritter des goldenen Vlieses und kaiserlicher Obersthofmarschall
- Johann Ludwig Starke (1723–1769), Künstler
- Franz Xaver Karl Palko (1724–1767), Historien- und Porträtmaler sowie Radierer
- Johann Friedrich von Hahn (1725–1786), Arzt in Breslau
- Daniel Gottlob Burg (1727–1795), evangelischer Theologe
- Paul von Salis-Samaden (1729–1799), österreichischer Feldmarschall-Lieutenant und Divisionär
- Ephraim Moses Kuh (1731–1790), Kaufmann und Dichter
- Johanna Christiana Starke (1731–1809), Schauspielerin
- Johann Ephraim Scheibel (1736–1809), Mathematiker und Astronom
- Johann Jacob Ebert (1737–1805), Mathematiker, Dichter, Astronom, Journalist und Autor
- Johann Samuel Adler (1738–1799), Beamter
- Wilhelm Gottlieb Korn (1739–1806), Verleger
- Johann Gottlieb Stephanie der Jüngere (1741–1800), österreichischer Schauspieler, Dramatiker und Opernlibrettist
- Christian Garve (1742–1798), Philosoph
- Ernst Theodor Langer (1743–1820), Hofmeister und Bibliothekar der Herzog August Bibliothek in Wolfenbüttel
- Ernst Ferdinand Klein (1744–1810), Jurist und Vertreter der Berliner Aufklärung
- Carl Friedrich Lentner (1746–1776), Arzt und Schriftsteller
- Christian Benjamin Uber (1746–1812), Komponist
- Wilhelm Jacob Jagwitz (1752–1826), preußischer Beamter
- Samuel Gottlieb Bürde (1753–1831), Schriftsteller
- Helene Charlotte von Friedland (1754–1803), Gutsherrin und Landwirtschaftsreformerin
- Sofie Huber (1754 – nach 1783), Schauspielerin
- Friedrich von Gentz (1764–1832), Politiker und Generalsekretär des Wiener Kongresses
- Augusta von Goldstein (1764–1837), deutsche Schriftstellerin
- Salomon von Haber (1764–1839), Hofbankier
- August Theodor Zanth (1764–1836), Mediziner, der eigentlich Abraham Zadig hieß
- Johann Gottfried Hoffmann (1765–1847), Statistiker, Staatswissenschaftler und Nationalökonom
- Johann Gottlieb Korn (1765–1837), Buchhändler und Verleger
- Heinrich Gentz (1766–1811), Architekt und Baubeamter
- Carl Samuel Held (1766–1845), Architekt und Baubeamter
- Joseph von Zerboni di Sposetti (1766–1831), Beamter, erster Oberpräsident der Provinz Posen und umstrittener Publizist
- Friedrich Wilhelm Karl von Aderkas (1767–1843), Prof. der Kriegswissenschaften in Dorpat
- Lucie Domeier (1767–1836), Schriftstellerin und Übersetzerin
- Friedrich Daniel Ernst Schleiermacher (1768–1834), protestantischer Theologe und Philosoph
- David Ferdinand Howaldt (1772–1850), Goldschmiedemeister
- Raphael Biow (1773–1836), Maler
- Jonas Fraenckel (1773–1846), Bankier, Kommerzienrat und Philanthrop
- Karl Theodor Christian Gerhard (1773–1841), protestantischer Theologe und Schriftsteller
- Friedrich August Wentzel (1773–1823), Schriftsteller
- Johann Friedrich Knorr (1775–1847), Architekt
- Friedrich Theodor von Merckel (1775–1846), preußischer Oberpräsident der Provinz Schlesien
- Christian Friedrich Paritius (1775–1849), Breslauer Stadtrat und Historiker
- Karoline Lessing (1779–1834), romantische Schriftstellerin
- Carl Franz van der Velde (1779–1824), Schriftsteller
- Friedrich Wilhelm Berner (1780–1827), Kirchenmusiker und Kirchenlied-Komponist
- Karl Gottlieb Lange (1780–1842), Jurist und Politiker, Oberbürgermeister der Stadt Breslau
- Karl Schall (1780–1833), Theaterkritiker
- Karl Heinrich Ferdinand Grünig (1781–1846), Jurist und Schriftsteller
- Carl Ferdinand Langhans (1781–1869), Architekt von Theater, Alte Börse, Storchsynagoge in Breslau
- Hermann Uber (1781–1822), Musiker
- Ferdinand Heinke (1782–1857), Jurist und preußischer Beamter
- David Ferdinand Koreff (1783–1851), Schriftsteller und Arzt
- Johann Gottfried Scheibel (1783–1843), Professor der Theologie
- August zu Hohenlohe-Öhringen (1784–1853), General und Standesherr in Württemberg
- Leopold von Frankenberg und Ludwigsdorf (1785–1878), preußischer Jurist und konservativer Politiker
- Julie Mihes (1786–1855), Malerin und Ordensfrau
- Theodor Emil Schummel (1786–1848), Lehrer, Botaniker und Entomologe
- Christian Gottlieb Berger (1787–1813), Soldat in den Befreiungskriegen 1813
- Josef Max (Joseph Max; 1787–1873), Buchhändler und Verleger in Breslau, u. a. von Werken Jean Pauls und Holteis
- Wilhelm von Tresckow (1788–1874), preußischer Generalleutnant
- Karl Ludwig Klose (1791–1863), Mediziner und Historiker
- Friedrich Leopold Bürde (1792–1849), Maler, Kupferstecher und Lithograf
- Friedrich Anton König (1794–1844), Medailleur
- Friedrich August Wernicke (1794–1819), deutscher klassischer Philologe, Sprachwissenschaftler und Archäologe
- Karl Friedrich Ludwig von Hahn (1795–1865), preußischer General der Infanterie
- Karl Ludwig von Zanth (1796–1857), Architekt der Stuttgarter Wilhelma
- Adolf zu Hohenlohe-Ingelfingen (1797–1873), Politiker, Präsident des Preußischen Herrenhauses
- Ernst Eduard Vogel von Falckenstein (1797–1885), preußischer General der Infanterie
- Karl von Holtei (1798–1880), Schriftsteller und Schauspieler
- Willibald Alexis (1798–1871), Schriftsteller
- August Kopisch (1799–1853), Maler und Schriftsteller, Verfasser der Ballade Die Heinzelmännchen zu Köln
- Heinrich von Kittlitz (1799–1874), Naturforscher und Zeichner
- Julius Korn (1799–1837), Buchhändler und Stadtrat
- Johann Anton Theiner (1799–1860), katholischer Theologe

### 19. Jahrhundert
- Jenny von Rahden (?–1921), Kunstreiterin, Schriftstellerin und Sängerin

#### 1801 bis 1820

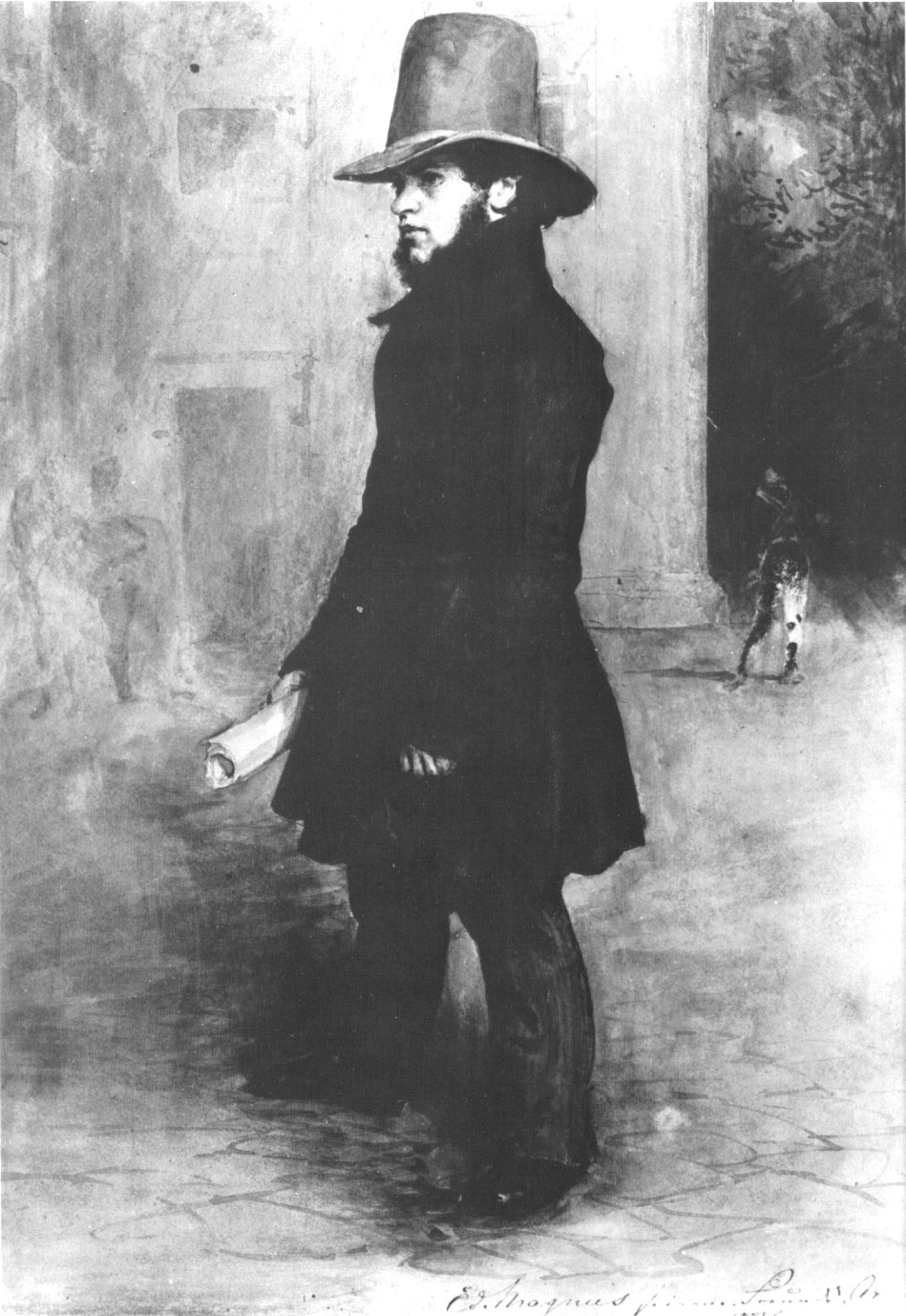
Adolph Menzel (1815–1905)

- Albert Hayn (1801–1863), Geburtshelfer und Hochschullehrer
- Alexander von Bally (1802–1853), Gutsbesitzer, Politiker und Unternehmer
- Hermann Franck (1802–1855), Schriftsteller
- Friedrich Beckmann (1803–1866), Komiker
- Ferdinand Anderson (1804–1864), Jurist und Abgeordneter der Frankfurter Nationalversammlung
- August Borsig (1804–1854), Unternehmer
- Robert Walter (1804–1861), Jurist und Politiker, Abgeordneter der Frankfurter Nationalversammlung
- Julius Conradi (1805–1889), Schauspieler und Leiter einer Theaterschule
- Rudolf Freitag (1805–1890), Bildhauer, Kunstsammler, Mitbegründer des Danziger Kunstmuseums
- Karl August Milde (1805–1861), Unternehmer, Politiker, preußischer Handelsminister, Mitglied des Preußischen Herrenhauses
- Heinrich Mücke (1806–1891), Maler und Grafiker der Düsseldorfer Schule
- Ludwig Landsberg (1807–1858), Musikpädagoge und Autographensammler
- Hermann Schmeidler (1807–1867), lutherischer Prediger und Kirchenhistoriker
- Anton Johann Gross-Hoffinger (1808–1875), Schriftsteller
- Carl Friedrich Lessing (1808–1880), Maler
- Eduard Maria Oettinger (1808–1872), Journalist, Schriftsteller und Bibliograph
- Moritz Bauschke (1809–1851), Schriftsteller, Verleger, Buchhändler und Publizist
- Max Theodor Hayn (1809–1888), Kaufmann, Hamburger Senator und 2. Bürgermeister der Stadt
- Adolf Friedrich Hesse (1809–1863), Komponist und Organist
- Carl Schnabel (1809–1881), Pianist, Komponist und Klavierbauer
- Albert Franck (1810–1896), deutscher Buchhändler in Paris
- Johann Julius Seidel (1810–1856), Organist und Orgeltheoretiker
- Gabriel Gustav Valentin (1810–1883), Arzt und Physiologe
- Julius Lasker (1811–1876), Mediziner und Schriftsteller
- Samuel Moritz Pappenheim (1811–1882), Arzt und Forscher
- Friedrich Wilhelm Ladislaus Tarnowski (1811–1847), Schriftsteller
- Louis Eichborn (1812–1882), Bankier
- Hugo von Rothkirch-Panthen (1812–1868), Astronom
- Friedrich von Schirnding (1812–1881), Amtsgerichtsrat und Genealoge
- Ernst Wilhelm Schuler von Senden (1812–1899), preußischer Generalleutnant
- Jenny Bossard-Biow (1813 – nach 1858), Fotografin
- Hermann Kletke (1813–1886), Lyriker
- Hermann Lebert, eigentlich Hermann Lewy (1813–1878), deutsch-schweizerischer Mediziner und Hochschullehrer
- Gustav Meyer (1813–1884), deutscher Richter und Politiker
- Albert von Rheinbaben (1813–1880), preußischer General der Kavallerie
- Ludwig Rosenfelder (1813–1881), Maler
- Heinrich Neumann (1814–1884), Psychiater, Klinikdirektor und Hochschullehrer
- Wilhelm Gottlieb Schneider (1814–1889), Entomologe, Botaniker und Mykologe
- Caesar Wollheim (1814–1882), deutscher Unternehmer
- Rudolf von Raumer (1815–1876), Sprachwissenschaftler und Germanist
- Adolph Menzel (1815–1905), Maler
- Kurt von Haugwitz (1816–1888), Gutsbesitzer, Politiker, Mitglied des Preußischen Herrenhauses
- Lazarus Henckel von Donnersmarck (1817–1887), Diplomat
- Immanuel Guttentag (1817–1862), deutscher Verlagsbuchhändler
- Bernhard von Kessel (1817–1882), preußischer General und Generaladjutant von Kaiser Wilhelm I.
- Adolf Anderssen (1818–1879), Schachmeister
- Friedrich Moritz Hoffmann (1818–1882), Reichsgerichtsrat und Richter am Reichsoberhandelsgericht
- Benedikt Zuckermann (1818–1891), Dozent und Bibliothekar am Jüdisch-Theologischen Seminar
- August Assmann (1819–1898), deutscher Entomologe
- Ernst Dohm (geborener Elias Levy; 1819–1883), Redakteur, Schriftsteller und Übersetzer
- Rudolf Löwenstein (1819–1891), Schriftsteller
- Carl Stern (1819–1875), katholischer Theologe
- Karl Friedrich Adolf Wuttke (1819–1870), lutherischer Theologe
- William Anders (1820–1873), Jurist und Politiker
- Julius Friedländer (1820–1889), Verleger, Buch-, Musikalien- und Instrumentenhändler
- Friedrich Günsburg (1820–1859), Arzt am Allerheiligen-Hospital in Breslau
- Ludwig Ernst Hahn (1820–1888), Regierungsrat, Politiker, Historiker und Publizist
- David Kalisch (1820–1872), Schriftsteller
- Ernst Otto Lindner (1820–1867), musikwissenschaftlicher Schriftsteller und Journalist
- Julius Stern (1820–1883), Musikpädagoge und Komponist

#### 1821 bis 1840

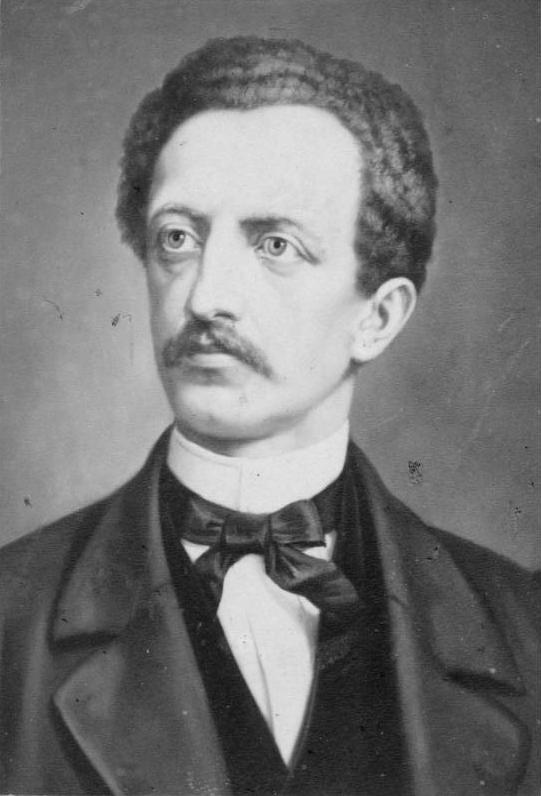
Ferdinand Lassalle
(1825–1864)

Wilhelm Haupt
(1831–1913)

Auguste Schmidt
(1833–1902)

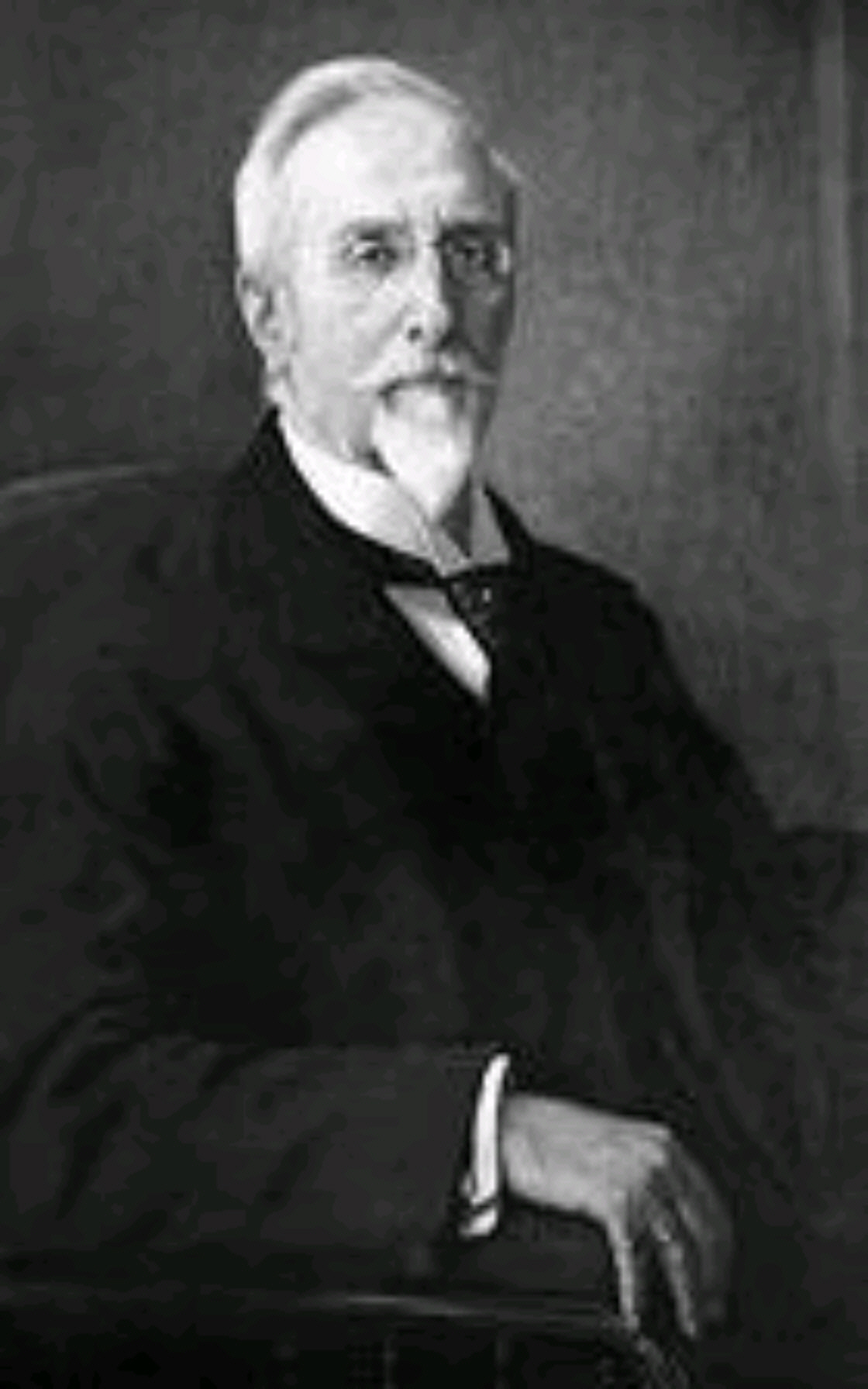
Friedrich von Heyden
(1838–1926)

- Friedrich Wilhelm von Falkenhausen (1821–1889), preußischer Generalleutnant
- Felix Geisheim (1821–zwischen 1892 und 1901), deutscher Archivar und Historiker
- Daniel Harrwitz (1821–1884), Berufsschachspieler
- Max Wirth (1822–1900), Nationalökonom
- Rudolf Gottschall (1823–1909), Dramatiker, Epiker, Erzähler, Literarhistoriker und Kritiker
- Ottilie Heinke (1823–1888), Komponistin und Klavierpädagogin
- Moritz Schmidt (1823–1888), klassischer Philologe, Professor an der Universität Jena
- Albert Emil Brachvogel (1824–1878), Schriftsteller
- Ulrike Laar (1824–1881), Genre- und Porträtmalerin
- Albrecht Theodor Middeldorpf (1824–1868), Mediziner
- Julius Milde (1824–1871), Botaniker
- Gustav von Saurma-Jeltsch (1824–1885), Gutsbesitzer und Reichstagsabgeordneter (Zentrum)
- Ferdinand Lassalle (1825–1864), Sozialistenführer
- Max Waldau (1825–1855), Schriftsteller
- Albrecht Weber (1825–1901), Indologe
- Hermann Bloch (Ḥayyim Ben Ẓevi; 1826–1896), Rabbiner und Autor
- Karl Gustav Wilhelm Stenzel (1826–1905), Botaniker
- Karl Rudolf Friedenthal (1827–1890), Politiker
- August von Heyden (1827–1897), Maler und Dichter
- Hermann Krone (1827–1916), Fotograf, Wissenschaftler, Hochschullehrer und Publizist
- Friedrich von Ravenstein (1827–1894), Rittergutsbesitzer und Mitglied des Deutschen Reichstags
- Paul Schulze (1827/28–1897), deutschamerikanischer Architekt
- Leopold Auerbach (1828–1897), Anatom, Pathologe und Hochschullehrer
- Ferdinand Julius Cohn (1828–1898), Botaniker, Mikrobiologe und einer der Begründer der Bakteriologie
- Richard Kunisch von Richthofen (1828–1885), Landrat und Mitglied des Preußischen Abgeordnetenhauses
- Anna Grobecker (1829–1908), Operettensängerin
- Heinrich Hahn (1829–1919), Historiker, Gymnasiallehrer und Autor
- Heinrich von Korn (1829–1907), Verlagsbuchhändler, Bankier und Politiker
- Hugo Krüger (eigentlich Hugo Freiherr von Gillern; 1829–1871), Opernsänger
- Rudolf von Winterfeldt (1829–1894), General der Infanterie
- Albrecht Bräuer (1830–1897), deutscher Maler und Zeichner
- Guido Henckel von Donnersmarck (1830–1916), Industrieller
- Wilhelm Krauß (1830–1866), Maler
- Lina Morgenstern (1830–1909), Schriftstellerin und Frauenrechtlerin
- Philipp Schmieder (1830–1914), Politiker, Reichstagsabgeordneter
- Hermann Severin (1830–1883), Politiker
- Oscar Hahn (1831–1898), Verwaltungsjurist, Richter und Reichstagsabgeordneter
- Wilhelm Haupt (1831–1913), Baptistenpastor und Evangelist der Freikirche
- Emanuel Purkyně (1831–1882), tschechischer Botaniker, Meteorologe, Bioklimatologe und Professor der Naturwissenschaften
- Arthur von Saurma-Jeltsch (1831–1878), preußischer Rittergutsbesitzer und Reichstagsabgeordneter
- Julius Leopold Schwabach (1831–1898), Bankier
- Jenny Asch (1832–1907), Malerin, Philanthropin und Fröbelpädagogin
- Robert Eitner (1832–1905), Musikwissenschaftler
- Erdmann von Pückler (1832–1888), Politiker und Mitglied des Preußischen Herrenhauses
- Julius Sachs (1832–1897), Botaniker und Begründer der experimentellen Pflanzenphysiologie
- Alfred Stenzel (1832–1906), Marineoffizier, Konteradmiral der Kaiserlichen deutschen Marine
- Friedrich von Strantz (1832–1909), preußischer Generalleutnant
- Franz Theodor Bach (1833–1897), deutscher Philologe, Turner und Schulleiter
- Antonie Brehmer-Gaffron (1833–1908), Schriftstellerin
- Heinrich Fiedler (1833–1899), Geologe, Mineraloge und Pädagoge
- Albert Glatzel (1833–1896), Jurist
- Ferdinand Gustav Lindner (1833–1893), Gymnasiallehrer und Altphilologe
- Hermann von Schkopp (1833–1898), General der Infanterie
- Auguste Schmidt (1833–1902), wissenschaftliche Lehrerin, Schriftstellerin, Frauenrechtlerin und Mitbegründerin des Allgemeinen Deutschen Frauenvereins
- Ludwig von Wäcker-Gotter (1833–1908), Gesandter in Mexiko und Belgrad
- Hermann Witte (1833–1876), Jurist, Rechtswissenschaftler und Hochschullehrer
- Ludwig Adolf Cohn (1834–1871), Historiker
- Karel Purkyně (1834–1868), Maler und Kunstkritiker
- Wilhelm Zülzer (1834–1893), Physiologe an der Berliner Charité
- Friedrich von Frankenberg und Ludwigsdorf (1835–1897), Politiker, Mitglied des Reichstages und des Preußischen Herrenhauses
- Alfred Frief (1836–1893), Bergbauingenieur
- Hedwig Haberkern (1837–1901/02), Kinderbuchautorin und Lehrerin
- Reinhold Hermann Kaemp (1837–1899), Ingenieur und Unternehmer
- Anna Schmidt (1837–1908), Lehrerin und Frauenrechtlerin
- Friedrich von Heyden (1838–1926), Chemiker und Unternehmer
- Paul von Reibnitz (1838–1900), Marineoffizier, Konteradmiral der Kaiserlichen deutschen Marine
- Fritz Schneider (1838–1921), Jurist, Autor und Politiker, Mitglied des Deutschen Reichstags
- William Wolf (1838–1913), Musikwissenschaftler
- Reinhold von Flanß (1839–1909), evangelischer Geistlicher, Familienforscher und Regionalhistoriker Westpreußens
- Karl von Funck (1839–1925), preußischer Offizier und Kommandant von Spandau
- Wilhelm Körner (1839–1925), deutsch-italienischer Chemiker und Hochschullehrer
- Georg Lunge (1839–1923), Chemiker, Fabrikdirektor und Hochschullehrer
- Richard Sadebeck (1839–1905), Lehrer und Botaniker
- Marie Meyer (1840–1908), Schauspielerin

#### 1841 bis 1860

Adolf Ernst (1846–1927)

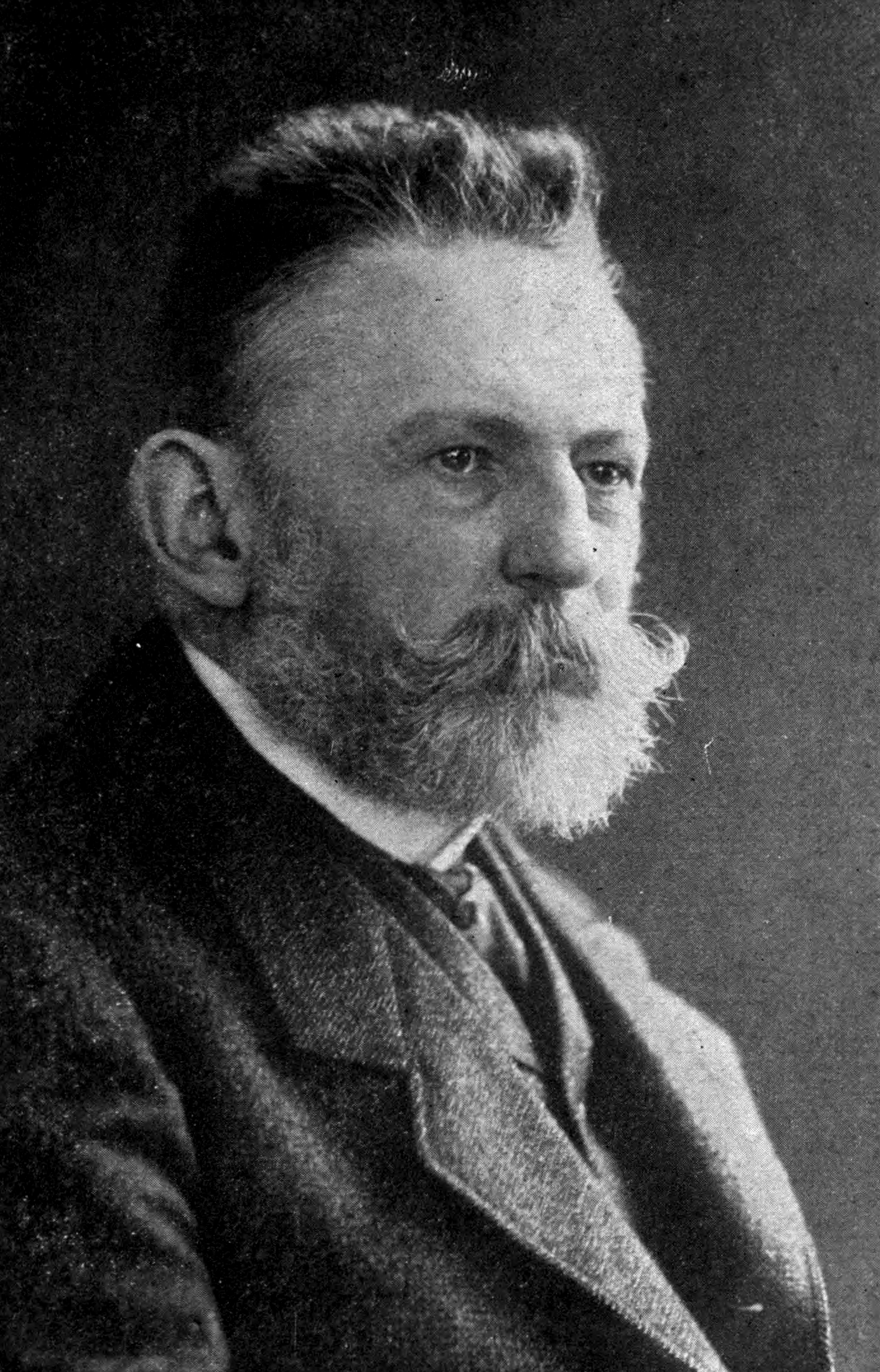
Martin Hartmann (1851–1918)

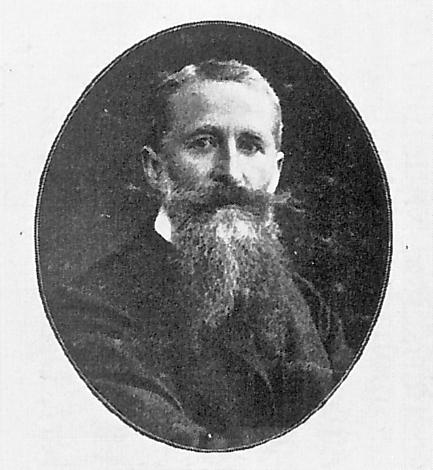
Cuno von Uechtritz-Steinkirch (1856–1908)

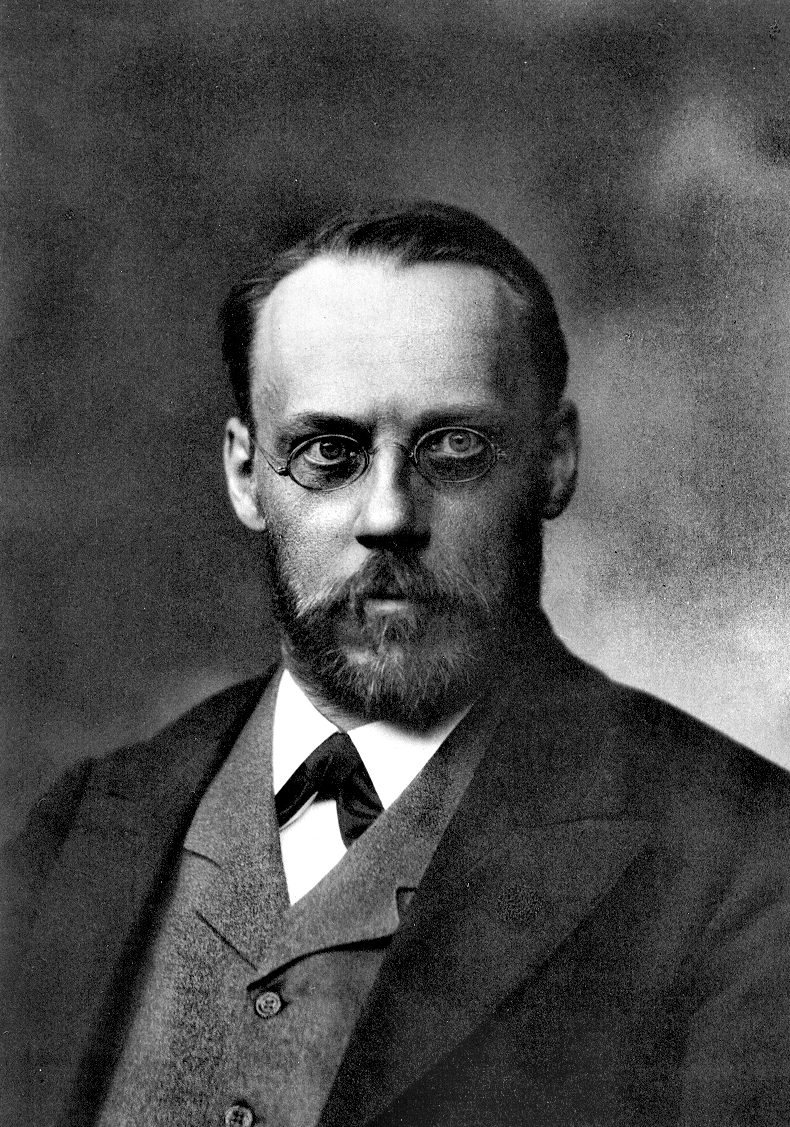
Adolf Schmidt (1860–1944)

- Leopold Kny (1841–1916), Botaniker
- Herman Greulich (1842–1925), Politiker, Gründer der Sozialdemokratischen Partei der Schweiz
- Blanca von Hagen (1842–1885), Porträt- und Genremalerin
- Felix Friedrich Bruck (1843–1911), deutscher Jurist und Schriftsteller
- Hugo Hayn (1843–1923), Bibliograf
- Theodor Lindner (1843–1919), Historiker und Hochschullehrer
- Otto Tischler (1843–1891), Prähistoriker
- Julius Ertel (1845–1922), deutscher Industrieller, Unternehmer und Mäzen
- Adolf Kiepert (1845–1911), Verleger
- Karl Löwe (1845–1907), Verwaltungsjurist, Präsident des Kaiserlichen Kanalamtes
- Marie Spieler (1845–1913), Malerin
- Günther zu Stolberg-Stolberg (1845–1926), schlesischer Offizier und Politiker
- Emil Tietze (1845–1931), österreichischer Geologe
- Leopold Treitel (1845–1931), deutscher Rabbiner
- Bianca Bobertag, geborene Marbach (1846–1900), Schriftstellerin
- Jaromír Čelakovský (1846–1914), Rechtshistoriker und Archivar
- Adolf Ernst (1846–1927), Schauspieler, Regisseur und Theaterleiter
- Bruno Geiser (1846–1898), Redakteur, Schriftsteller und Politiker, Mitglied des Reichstages
- Ludwig Kiepert (1846–1934), Mathematiker und Hochschullehrer
- Berthold Sprotte (1846–nach 1903), Theaterschauspieler
- Leopold Auerbach (1847–1925), Jurist und Historiker
- Berthold Geiger (1847–1919), deutscher Rechtsanwalt und Politiker
- Leopold Auerbach (1847–1925), Jurist und Historiker
- Richard Jacob (1847–1899), Bankdirektor, Zeitungsherausgeber und Reiseschriftsteller
- Friedrich Klocke (1847–1884), Mineraloge und Kristallograph
- Constantin Liebich (1847–1928), Journalist und Schriftsteller
- Paul von Ploetz (1847–1930), General der Infanterie und Mitglied des Preußischen Herrenhauses
- Conrad Schmeidler (1847–1922), Pianist, Komponist und Musiklehrer
- Marie Schröder-Hanfstängl (1847–1917), Gesangspädagogin, Opern- und Bühnensängerin
- Paul von Ploetz (1847–1930), General der Infanterie und Mitglied des Preußischen Herrenhauses
- Hermann von Eichhorn (1848–1918), Generalfeldmarschall
- Kurd Laßwitz (1848–1910), Begründer der deutschen Science-Fiction-Literatur
- Oskar von Rohrscheidt (1848–1907), preußischer Generalleutnant
- Rudolf Sendig (1848–1928), Hotelier, Stadtrat
- Waldemar Dyhrenfurth (1849–1899), Staatsanwalt, Schöpfer des Bonifazius Kiesewetter
- Richard Pischel (1849–1908), Indologe und Begründer der modernen Prakritforschung
- Georg von Caro (1849–1913), Unternehmer
- Konrad Georg Palm (1849–1880), Historiker und preußischer Staatsarchivar
- Carl Caro (1850–1884), Lyriker und Bühnendichter
- Arthur von der Groeben (1850–1930), preußischer General
- George Henschel (1850–1934), deutsch-britischer Sänger, Gesangslehrer, Komponist und Dirigent
- Kraft von Heugel (1849–1905), preußischer Generalmajor
- Max Kalbeck (1850–1921), Musikschriftsteller und Musikkritiker
- Selma Nicklass-Kempner (1850–1928), Opernsängerin und Gesangspädagogin
- Johann August Otto Riese (1850–1939), Baumeister
- Theodor Friedrich Oehler (1850–1915), luth. Theologe, Inspektor der Basler Mission[7]
- Martin Hartmann (1851–1918), Arabist, Islamwissenschaftler und Hochschullehrer
- Paul Jaeschke (1851–1901), Gouverneur von Kiautschou
- Oskar von Kirchner (1851–1925), Botaniker, Phytomediziner und Hochschullehrer
- Maximilian Kuschel (1851–1909), Ornithologe und Oologe
- Heinrich Müller-Breslau (1851–1925), Bauingenieur und Hochschullehrer
- Johannes von Saurma (1851–1916), Gutsbesitzer, Politiker und Mitglied des Preußischen Herrenhauses
- Adolf von Westarp (1851–1915), Schriftsteller
- Oscar Caro (1852–1931), Industrieller
- Eugen Landau (1852–1935), Bankier, Industrieller und Philanthrop
- Margarete Pochhammer (1852–1926), Schriftstellerin und Frauenrechtlerin
- Emil von Schoenaich-Carolath (1852–1908), Gutsherr, Lyriker und Novellist
- August Schultz (1852–1889), klassischer Philologe
- Hermann Soyaux (1852–1928), Botaniker und Forschungsreisender
- Johannes Wilda (1852–1942), Journalist und Schriftsteller
- Max Krause (1853–1918), Ingenieur
- Oscar Langendorff (1853–1908), Mediziner
- Hans von Wrochem (1853–1914), Generalleutnant
- Georg Froböß (1854–1917), Kirchenrat
- Benno von Grumbkow (1854–1914), preußischer Generalleutnant
- Moritz Moszkowski (1854–1925), Komponist und Pianist
- Paul von Ravenstein (1854–1938), Maler
- Paul Stade (1854–1931), Maler und Zeichenlehrer
- Franz Tülff von Tschepe und Weidenbach (1854–1934), ehemaliger Kommandeur des VIII. Armee-Korps
- Oktavia Brehmer, verehelichte Däubler (1855–1905), Mutter des Schriftstellers Theodor Däubler
- Hugo von Pohl (1855–1916), Marineoffizier, Admiral der Kaiserlichen deutschen Marine
- Ernst von Wolzogen (1855–1934), Schriftsteller
- Hedwig Arendt (1856–1917), Theaterschauspielerin
- Felix Auerbach (1856–1933), Physiker
- Felix von Ende (1856–1929), Genre- und Landschaftsmaler
- Georg Müller-Breslau (1856–1911), Maler
- Cuno von Uechtritz-Steinkirch (1856–1908), Bildhauer
- Carl Georg Winter (1856–1912), Archivar und Historiker
- Emil Hecht (1857–1916), Schauspieler und Regisseur
- Frank Schwarz (1857–1928), Botaniker und Hochschullehrer
- Otto Wasner (1857–1919), württembergischer Landtagsabgeordneter
- Emanuel Wurm (1857–1920), Politiker (SPD, USPD), Mitglied des Reichstags und Chefredakteur der Neuen Zeit
- Wilhelm Cauer (1858–1940), deutscher Ingenieur und Professor für Eisenbahnwesen in Berlin
- Felix Deutsch (1858–1928), Industrieller und Mitbegründer der AEG
- Marie von Ernest (1858–1923), österreichisch-italienische Schauspielerin und Dramatikerin
- Andreas Galle (1858–1943), Geodät
- Otto Rossbach (1858–1931), Philologe, Archäologe, Hochschullehrer
- Bogumil Zepler (1858–1918), Komponist
- Frank Damrosch (1859–1937), Dirigent
- Hermann Freund (1859–1925), Gynäkologe
- Arthur von Gregory (1859–1923), preußischer Generalleutnant
- Max Puchat (1859–1919), Komponist, Dirigent und Musikpädagoge
- Heinrich Rettig (1859–1921), deutscher Landschafts-, Architektur-, Genre- und Porträtmaler
- Max Semrau (1859–1928), Kunsthistoriker
- Gertrud Staats (1859–1938), Malerin
- Friedrich Stein (1859–1923), Rechtswissenschaftler, Hochschullehrer
- Valentin von Ballestrem (1860–1920), Montanindustrieller und Politiker (Zentrum)
- Claire Bernhardt (1860–1909), Schriftstellerin
- Eugen Schiffer (1860–1954), Politiker
- Paul Barsch (1860–1931), Erzähler, Lyriker und führendes Mitglied der Breslauer Dichterschule
- Adolf Schmidt (1860–1944), Geophysiker, Direktor des Geomagnetischen Observatoriums in Potsdam

#### 1861 bis 1870

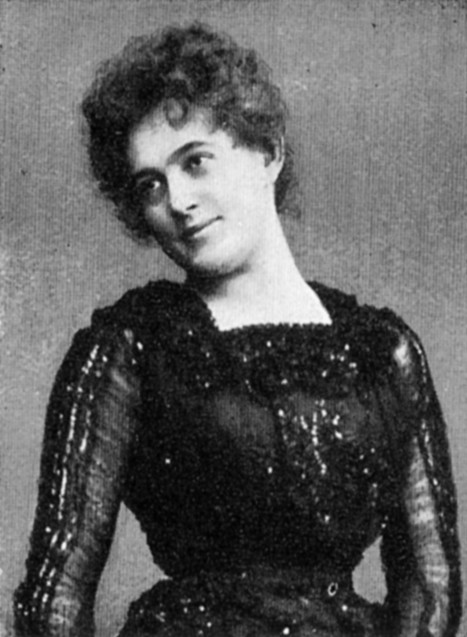
Agnes Sorma (1862–1927)

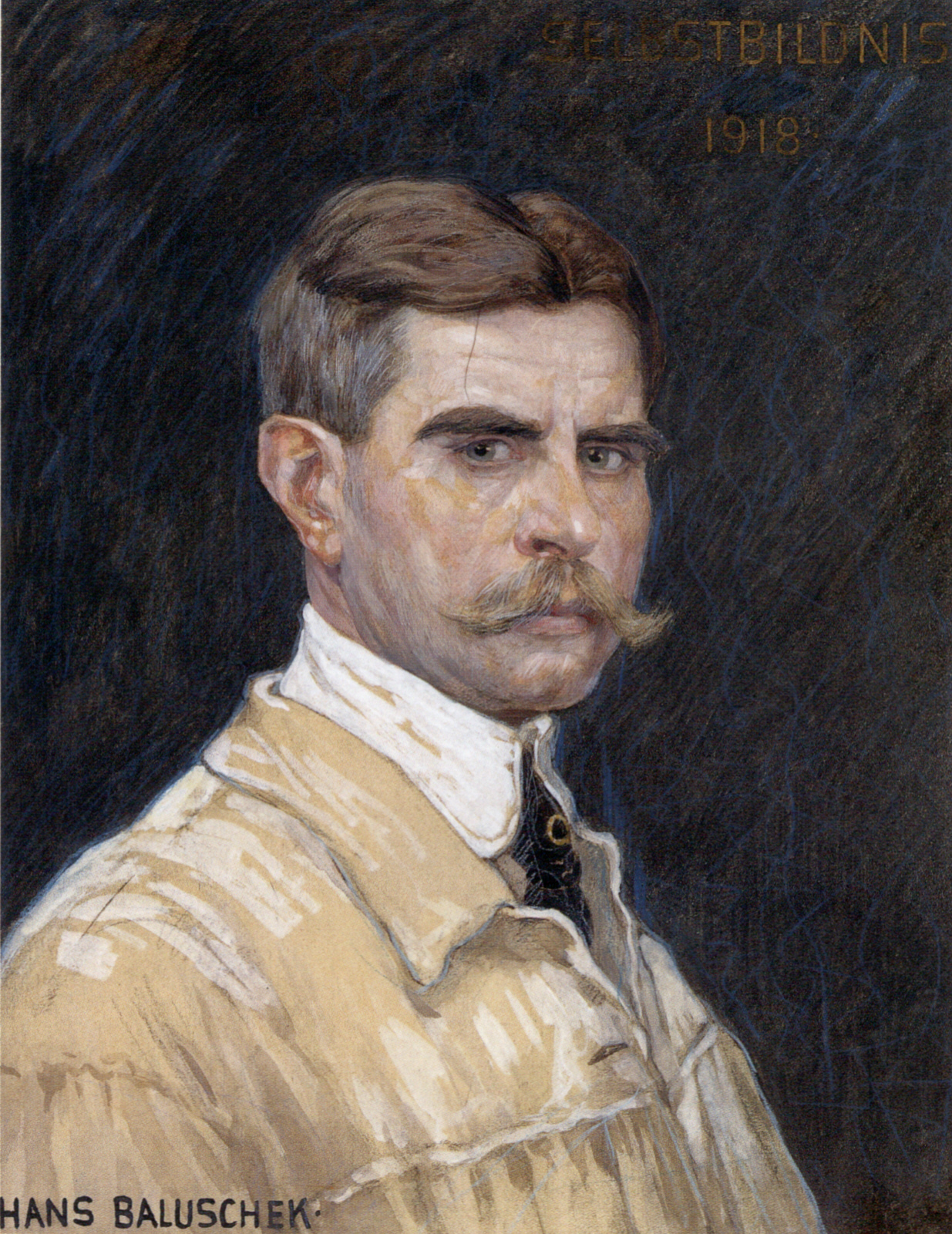
Hans Baluschek (1870–1935)

- Reinhold Brendel (1861–1927), deutscher Unternehmer
- Marie Cauer (1861–1950), deutsche Krankenschwester, Krankenhausleiterin und Publizistin
- Friedrich Fleischer (1861–1938), Porträt- und Genremaler in Weimar
- Theodor Landau (1861–1932), deutscher Arzt und Hochschulprofessor
- Georg von Prittwitz und Gaffron (1861–1936), Afrikaforscher und Oberstleutnant
- Heinrich Graf Yorck von Wartenburg (1861–1923), Politiker und Landrat von Ohlau
- Walter Damrosch (1862–1950), deutsch-US-amerikanischer Dirigent und Komponist
- Paul Habel (1862–1937), deutscher Gymnasiallehrer und Klassischer Philologe
- Harry Puder (1862–1933), Offizier und Kommandeur der Schutztruppe für Kamerun
- Clara Sachs (1862–1921), Malerin und Lithographin
- Ernst Sackur (1862–1901), Mediaevist
- Agnes Sorma (1862–1927), Schauspielerin
- Siegbert Tarrasch (1862–1934), Schachgroßmeister
- Josef Block (1863–1943), Maler
- Emil Müller (1863–nach 1920), deutscher Porträt- und Figurenmaler
- Curt Baake (1864–1940), Journalist und Politiker
- Georg Heimann (1864–1926), Bankier
- Karl Lauterbach (1864–1937), Biologe und Geograph
- Georg Molenar (1864–1924), deutscher Theaterschauspieler
- Alfred Schultze (1864–1946), Rechtswissenschaftler und Rechtshistoriker
- Gerhart von Schulze-Gaevernitz (1864–1943), Jurist, Nationalökonom, Hochschullehrer und Politiker
- Anna Bernard (1865–1938), Heimatschriftstellerin
- Ernst Hahn (1865–1940), deutscher Jurist und Kommunalpolitiker
- Georg Landsberg (1865–1912), Mathematiker und Hochschullehrer
- Otto Ferdinand Probst (1865–1923), Maler und Radierer
- Richard Stern (1865–1911), Mediziner und Hochschullehrer
- Georg Münzer (1866–1908), Musikwissenschaftler
- Hedwig Pauly-Winterstein (1866–1965), Schauspielerin
- Otto Zimmer (1866–1940), Politiker (SPD) und Mitglied des Sächsischen Landtages
- Conrad Buchwald (1867–1931), Kunsthistoriker
- Marie Oberdieck (1867–1954), Schriftstellerin
- Georg Friedrich Preuß (1867–1914), Historiker
- Alfred Kerr (1867–1948), Schriftsteller und Theaterkritiker
- Arthur Schloßmann (1867–1932), engagierter Pädiater in der Weimarer Republik
- Paul Weimann (1867–1945), deutscher Landschaftsmaler und Zeichner
- Georg Gottstein (1868–1936), Chirurg in Breslau
- Fritz Haber (1868–1934), Chemiker
- Felix Hausdorff (1868–1942), Mathematiker
- Wilhelm Kimbel (1868–1965), Kunsttischler
- Jaroslaw Marcinowski (1868–1935), Arzt und Psychoanalytiker
- Grete Waldau (1868–1951), deutsche Architekturmalerin
- Max Bielschowsky (1869–1940), Neuropathologe
- Clara Mannes (1869–1948), Pianistin und Musikpädagogin
- Heinrich von Oppen (1869–1925), Politiker, Rittergutsbesitzer und Verwaltungsbeamter
- Victor Ottmann (1869–1944), Schriftsteller, Verleger und Buchhändler
- Ernst Schwerin (1869–1946), deutscher Unternehmer
- Johannes Severin (1869–1937), deutscher Generalleutnant
- Karl Max Tilke (1869–1942), Kostümforscher
- Friedrich Auerbach (1870–1925), Chemiker
- Hans Baluschek (1870–1935), Maler und Schriftsteller
- Otto Becker (1870–1954), Musiker
- Gertrud Berry (1870–1955), Schauspielerin
- Ludwig Brühl (1870–vor 1953), Mediziner und Museumskurator
- Walter Gebhardt (1870–1918), Arzt und Anatom
- Hermann Gura (1870–1945), Theaterschauspieler und Opernsänger
- Clara Immerwahr (1870–1915), Chemikerin und Frauenrechtlerin
- Richard Kiehnel (1870–1944), Architekt des Jugendstils in den USA ab 1893 und Gründer des Architektenbüros Kiehnel & Elliot in Pittsburg, später Miami
- Arthur Korn (1870–1945), Physiker, Mathematiker und Hochschullehrer
- Erich Petzet (1870–1928), Bibliothekar und Literaturwissenschaftler

#### 1871 bis 1880

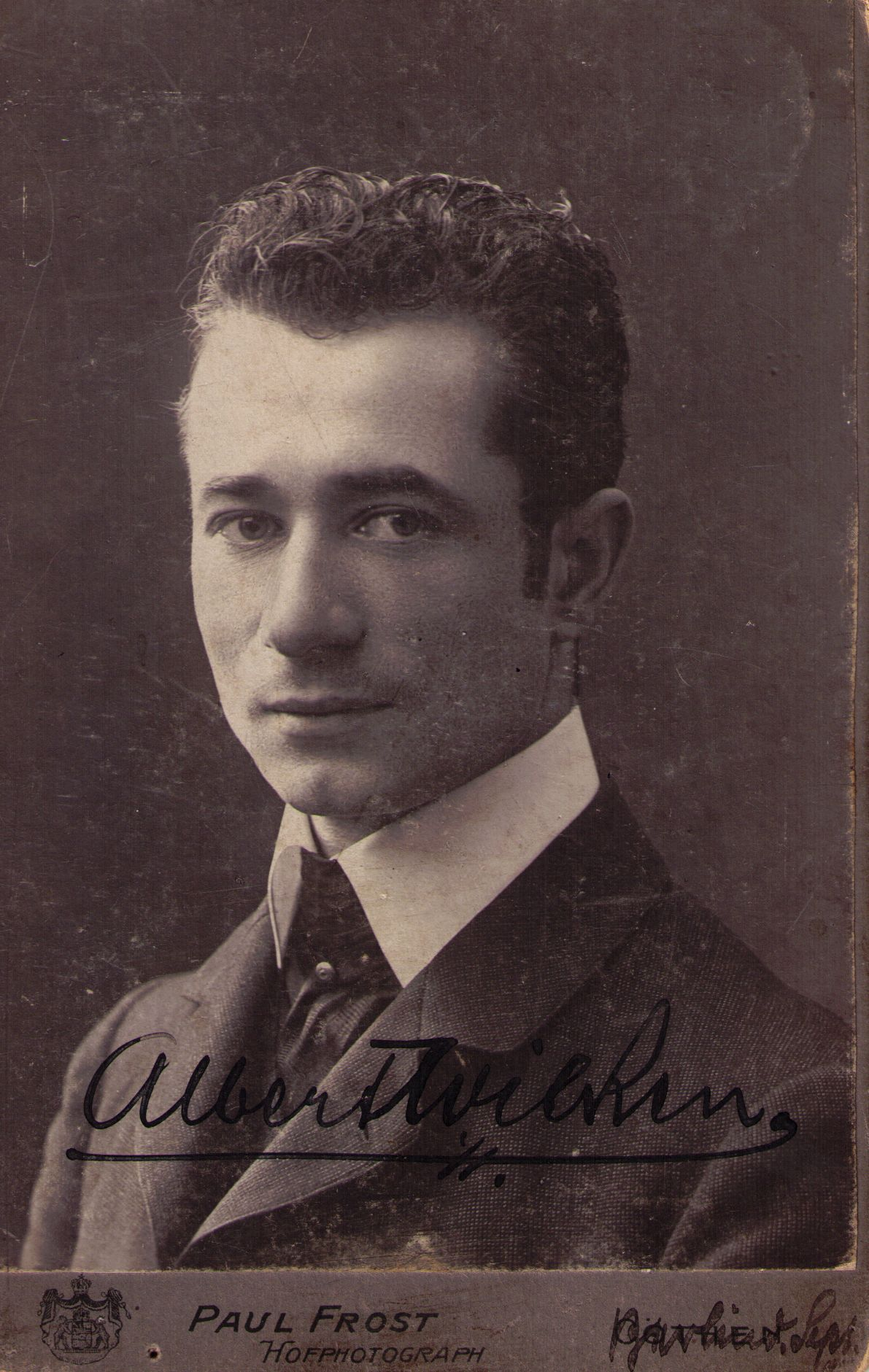
Paul Albert Glaeser-Wilken (1874–1942)

Tilli Heuser (1880–1901)

- Arthur Czellitzer (1871–1943), Augenarzt und Genealoge
- Alexander Engels (1871–1933), Schauspieler
- Margarete Friedenthal (1871–1957), Politikerin und Akteurin der bürgerlichen Frauenbewegung
- Erich Hancke (1871–1954), Kunstschriftsteller und Maler
- Paul Königsberger (1871–unbekannt), Jurist, Reichsgerichtsrat
- Theodor Müller (1871–1932), Politiker (SPD)
- Emil Philippi (1871–1910), Geologe und Hochschullehrer
- Adolf Ritter (1871–1924), Handwerker und Politiker (SPD)
- Ernst Wachler (1871–1945), „völkisch-religiöser“ Schriftsteller, Publizist, Dramaturg und Gründer des Harzer Bergtheaters
- August Weberbauer (1871–1948), Biologe und Pionier bei der Erforschung der Pflanzenwelt von Peru
- Wolfgang Frank (1871–1953), Konsularbeamter und Gesandter
- Fritz Beblo (1872–1947), Architekt und Baubeamter
- Marie Cohn (1872–1938), Schriftstellerin und Drehbuchautorin
- Max Fleischmann (1872–1943), Völkerrechtler und Hochschullehrer
- Max Kronert (1872–1925), Schauspieler und Theaterregisseur
- Viktoria Modl (1872–1942), Regisseurin
- Elimar von Monsterberg (1872–1945), deutsche Dichterin, Schriftstellerin und Journalistin
- Elisabeth Schmook (1872–1940), Malerin
- Friedrich Karl Georg Fedde (1873–1942), Botaniker
- Otfrid Foerster (1873–1941), Neurowissenschaftler
- Clara Hamburger (1873–1945), Zoologin
- Friedbert Lademann (1873–1944), Generalmajor
- Max Moszkowski (1873–1939), Mediziner und Forschungsreisender
- Matthias von Oppen (1873–1924), Jurist
- Ernst Sontag (1873–1955), Jurist, Reichsgerichtsrat
- Robert Wiene (1873–1938), Filmregisseur und Drehbuchautor
- Ernst Cassirer (1874–1945), Philosoph
- Georg Freiherr von Eppstein (1874–1942), Schriftsteller, Phaleristiker, Hofbeamter, Hochschulkurator und Publizist
- Walther Epstein (1874–1918), Architekt und Regierungsbaumeister
- Fritz von Eulenburg (1874–1937), Rittergutsbesitzer und Politiker, Mitglied des Preußischen Herrenhauses
- Anna von Gierke (1874–1943), Sozialpädagogin und Politikerin
- Paul Albert Glaeser-Wilken (1874–1942), Schauspieler und Spielleiter
- Robert Hedicke (1874–1957), Kunsthistoriker
- Friedrich Hilbig (1874–1960), Konteradmiral (Ing.)
- Max Kiehnel (1874–1945), Baumeister und Architekt des Jugendstils
- Ernst Küster (1874–1953), Botaniker
- Fritz Mehrlein (1874–1945), Senator in Lübeck
- Fritz Oliven (1874–1956), Jurist und Schriftsteller
- Richard Schipke (1874–1932), Bildhauer
- Eugene Spiro (1874–1972), Maler
- Walter Herz (1875–1930), Physikochemiker und Hochschullehrer
- Herbert Oskar Meyer (1875–1941), Rechtswissenschaftler und Rektor der Universität Göttingen
- Wilhelm Piltz (1875–1942), deutscher Oberinspizient (Oberspielwart) und Schauspieler
- Clara Behrend (1876–nach 1938), Schriftstellerin
- Walther Ludwig (1876–1946), Mathematiker, Rektor der Technischen Hochschule Dresden
- Walter Moll (1876–1927), Landrat und Ministerialbeamter
- Alexander Olbricht (1876–1942), Maler, Graphiker, Kunstprofessor in Weimar
- Max von Prittwitz und Gaffron (1876–1956), ehemaliger Generalmajor
- Arthur Sachs (1876–1942), Mineraloge und Chemiker
- Hans Soltmann (1876–1955), Graphiker, Dozent an der Akademie für Graphische Künste und Buchgewerbe zu Leipzig
- Walter Römhild (1876–1944), preußischer Landrat
- Ernst Wendel (1876–1938), Dirigent und Generalmusikdirektor in Bremen
- Otto Zänker (1876–1960), evangelischer Theologe, Bischof von Breslau, 1937 Unterzeichner der „Erklärung der 96 evangelischen Kirchenführer gegen Alfred Rosenberg“[8] wegen dessen Schrift „Protestantische Rompilger“.
- Johannes Ziekursch (1876–1945), Historiker
- Kurt Ziesché (1876–1971), katholischer Theologe
- Else Alken (1877–1942), Politikerin, Frauenrechtlerin und Opfer des Holocaust
- Georg Goldstein (1877–1943), Direktor der Deutschen Gesellschaft für Kaufmanns-Erholungsheime
- Else Krafft (1877–1947), Journalistin, Lyrikerin und Schriftstellerin
- Hans Wolfgang Limpricht (1877–unbekannt), deutscher Botaniker, Lehrer und Forschungsreisender im asiatischen Raum
- Carl Mannich (1877–1947), Chemiker
- Alice Matzdorff (1877–1932), deutsche Fotografin
- Arnold Oskar Meyer (1877–1944), Historiker und Hochschullehrer
- Käthe Münzer (1877–1976), Malerin und Karikaturistin
- Gustav Schneider (1877–1935), Politiker, Mitglied des Reichstags
- Georg Werner (Bergmann) (1877–1968), Bergmann, Gewerkschaftsfunktionär und Schriftsteller
- Paul Bloch (1878–nach 1937), deutscher Rechtsanwalt
- Elsa Glaser (1878–1932), Kunstsammlerin und Übersetzerin
- Franz Max Albert Kramer (1878–1967), Psychiater, Neurologe und Hochschullehrer
- Richard Pfeiffer (1878–1962), Maler
- Irmgard von Bongé (1879–1967), Malerin
- Hanns Heiman (1879–1965), Verbandsfunktionär, Wirtschaftsberater und Schriftsteller
- Martin Kirschner (1879–1942), Chirurg und Hochschullehrer
- Christa Niesel-Lessenthin (1879–1953), Publizistin
- Joachim von Oppen (1879–1948), Rittergutsbesitzer und Landwirtschaftsfunktionär
- Josef Sobainsky (1879–1956), Künstler
- Friedrich Karl Dühring (1880–nach 1925), Kolonialoffizier und Kaiserlicher Resident in Adamaua
- Hildegard von Gierke (1880–1966), Sozialpädagogin
- Tilli Heuser (1880–1901), Schauspielerin
- Erich Heymann (1880–1959), Verwaltungsjurist, Oberbürgermeister von Köthen
- Otto Lipmann (1880–1933), Psychologe
- Walter Todt (1880–1945), Kolonialbeamter und Rechtsanwalt

#### 1881 bis 1890

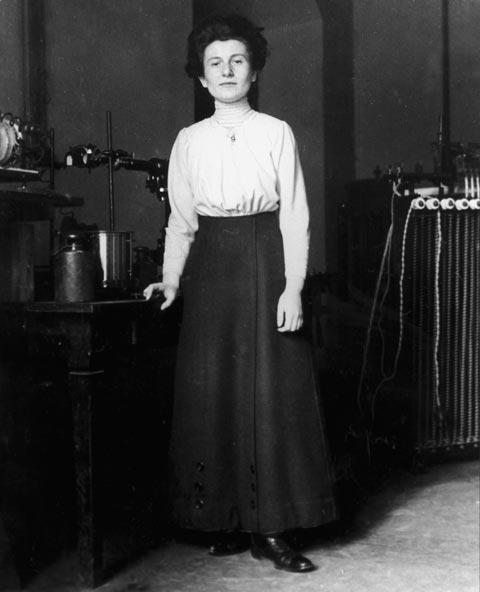
Hedwig Kohn (1887–1964)

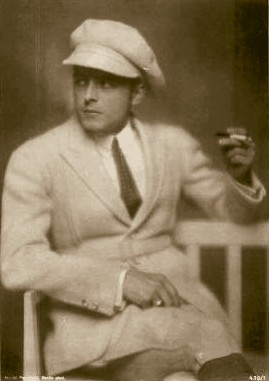
Ernst Hofmann (1890–1945)

- Emil Ludwig (1881–1948), Schriftsteller
- Hans Josef Sachs (1881–1974), deutsch-US-amerikanischer Zahnarzt und Gebrauchsgrafiksammler
- Ludwig Sachs (1881–1973), Schauspieler
- Max Seppel (1881–1954), Politiker (SPD)
- Otto Toeplitz (1881–1940), Mathematiker
- Erwin von Witzleben (1881–1944), General im Widerstand (20. Juli 1944)
- Rudolph Wolken (1881–1956), deutsch-US-amerikanischer Ringer
- Max Born (1882–1970), Physiker und Nobelpreisträger
- Friedrich Epstein (1882–1943), Chemiker, Opfer des Holocaust
- Waldemar Geyer (1882–1947), Politiker (NSDAP), Mitglied des Reichstags und Polizeipräsident in Hannover
- Adolf Lux (1882–1970), Fotolaborant und Fotograf bei der Firma Leitz in Wetzlar
- Theodor Maas (1882–1943), Pfarrer
- Heinrich Pick (1882–1947), Politiker, Bürgermeister von Stettin
- Max Schwarzer (1882–1955), Gebrauchsgraphiker und Illustrator
- Oswald Wiersich (1882–1945), Politiker und Widerstandskämpfer des 20. Juni 1944
- Oskar Erich Meyer (1883–1939), Geologe, Paläontologe, Bergsteiger und Schriftsteller
- Elfriede Reichelt (1883–1953), Kunstfotografin
- Max Sachs (1883–1935), MdL, Journalist, Redakteur und SPD-Politiker
- Ernst Schwartz (1883–1932), deutscher Kunstmaler und Grafiker
- Alfred Zappe (1883–1973), Architekt und Heraldiker
- Franz Baeumker (1884–1975), deutscher Bibliothekar und Missionshistoriker
- Hermann Becker (1884–1972), Flugzeugtechniker und Maler
- Friedrich Bergius (1884–1949), Chemiker und Nobelpreisträger
- Georg Beyer (1884–1943), Journalist der SPD-Presse
- Alfred Durra (1884–1951), Schauspieler und Theaterregisseur
- Ernst von Heydebrand und der Lasa (1884–1963), Richter
- Artur Koenig (1884–1945?), Politiker und Reichstagsabgeordneter
- Hanna Koschinsky (1884–1939), Bildhauerin
- Max Kronberg (1884–nach 1938), Schriftsteller
- Richard Kroner (1884–1974), Philosoph und Theologe
- Hans Reisiger (1884–1968), Schriftsteller und Übersetzer
- Thea Sandten (1884–1943), Stummfilmschauspielerin und Opfer des Holocaust
- Friedrich Zacher (1884–1961), Biologe
- Konrat Ziegler (1884–1974), Klassischer Philologe und Gerechter unter den Völkern (2001)
- Bertha Badt-Strauss (1885–1970), Publizistin und Journalistin
- Nikolaus von Falkenhorst (1885–1968), Offizier, Generaloberst, Rechtsritter des Johanniterordens
- Theodor Goerlitz (1885–1949), Politiker (DDP) und Historiker, Oberbürgermeister der Stadt Oldenburg
- Reinhold Jahnow (1885–1914), Jagdflieger
- Fritz Karsen (1885–1951), Reformpädagoge
- Otto Klemperer (1885–1973), Dirigent und Komponist
- Kurt Kroner (1885–1929), Bildhauer
- Walter Eberhard Loch (1885–1979), Maler, Graphiker und Schriftsteller
- Hans Lukaschek (1885–1960), Politiker (Zentrum, CDU)
- Engelbert Milde (1885–1951), Sänger und Kabarettist
- Cécil von Renthe-Fink (1885–1964), Diplomat, Reichsbevollmächtigter im besetzten Dänemark
- Alice Verden (1885–1956), deutsche Schauspielerin und Hörspielsprecherin
- Eberhard Buchwald (1886–1975), Theoretischer Physiker, Rektor der TH Danzig
- Günter Dyhrenfurth (1886–1975), Bergsteiger und Himalaya-Forscher
- Erich Fellgiebel (1886–1944), ehemaliger General der Nachrichtentruppe im Zweiten Weltkrieg
- Martin Gusinde (1886–1969), als Priester Anthropologe, Lehrer und Universitätsprofessor
- Caroline von Heydebrand (1886–1938), anthroposophische Pädagogin
- Willibald Krain (1886–1945), Maler, Zeichner und Illustrator
- Gertrud Kurowski (1886–1947), Schriftstellerin
- Resi Langer (1886–1971), Kabarettistin, Schauspielerin und Rezitatorin
- Walter Müller-Wulckow (1886–1964), Kunsthistoriker und Museumsdirektor
- Nelli Neumann (1886–1942), Mathematikerin
- Hans Louis Schäffer (1886–1967), Ministerialbeamter und Finanzexperte
- Alfred Thon (1886–1952), Maler, Zeichner und Kunstpädagoge
- Hedwig Kohn (1887–1964), Physikerin (gehörte zu den einzigen drei Frauen in Deutschland mit einer Habilitation in Physik vor dem Zweiten Weltkrieg)
- Max Krusemark (1887–?), Architekt in Münster/Westf.
- Carl Müller (1887–1961), Jurist, Landrat im Kreis Cochem sowie Regierungsdirektor in Koblenz
- Lotte Pritzel (1887–1952), Puppenkünstlerin, Kostümbildnerin und Zeichnerin
- Hans-Joachim von Steinaecker (1887–1945), Oberst und Beteiligter am Attentat vom 20. Juli 1944
- Georg Quabbe (1887–1950), Rechtsanwalt und Schriftsteller
- Heinz Stamer (1887–1958), Marineoffizier und Politiker
- Wolfgang Sternberg (1887–1953), deutsch-US-amerikanischer Mathematiker, Hochschullehrer
- Herbert Straehler (1887–1979), Marineoffizier
- Willy Cohn (1888–1941), Historiker und Pädagoge
- Otto Erhardt (1888–1971), deutscher Regisseur
- Waldemar von Grumbkow (1888–1959), Jurist und Schriftsteller
- Ernst Kühl (1888–1972), Oberst der Luftwaffe und hochdekorierter Kampfflieger
- Werner von Pigage (1888–1959), Maler
- Willi Schur (1888–1940), Schauspieler, Sänger und Regisseur
- Paul Thomas (1888–?), Radrennfahrer
- Arnold Ulitz (1888–1971), Schriftsteller
- Ulrich Altmann (1889–1950), Theologe
- Hans Biberstein (1889–1965), Dermatologe, nach der Emigration Hochschullehrer in New York
- Walter von Boltenstern (1889–1952), ehemaliger Generalleutnant im Zweiten Weltkrieg
- Christian Gotthard Hirsch (1889–1977), Künstler
- Walther Jaensch (1889–1950), Anthropologe und Sportmediziner
- Siegfried Marck (1889–1957), Philosoph und intellektueller Vordenker der Sozialdemokratie
- Walter Meckauer (1889–1966), Schriftsteller
- Kaete Nick-Jaenicke (1889–1967), Konzertsängerin und Gesangslehrerin
- Käte Perls (1889–1945), Kunstsammlerin und Galeristin
- Herbert Rolf Schlegel (1889–1972), Maler
- Grete Schmedes (1889–1985), Graphikerin und Illustratorin
- Rudolf Stahl (1889–1986), Mediziner und Hochschullehrer
- Erika Unruh (1889–1981), Schauspielerin
- Frieda Hauke (1890–1972), Politikerin und Mitglied der Weimarer Nationalversammlung
- Susanne von Hoerner-Heintze (1890–1978), Schriftstellerin
- Ernst Hofmann (1890–1945), Schauspieler
- Richard Kobrak (1890–1944), Sozialpolitiker
- Josef Lenzel (1890–1942), römisch-katholischer Priester und Widerstandskämpfer gegen das NS-Regime, Märtyrer
- Georg Loewenstein (1890–1998), Mediziner, Dermatologe, Sexualwissenschaftler und Sozialhygieniker
- Fritz Nagel (1890–1962), deutscher Landwirtschaftspädagoge und Hochschullehrer
- Wilhelm Pfannenstiel (1890–1982), Hygieniker, Hochschullehrer und SS-Standartenführer
- Richard Riess (1890–1931), deutscher Schriftsteller und Übersetzer
- Fritz Steffen (1890–1961), deutscher Jurist, Hochschullehrer für Bürgerliches Recht und Zivilprozessrecht
- Fritz Woike (1890–1962), evangelischer Arbeiterdichter

#### 1891 bis 1900

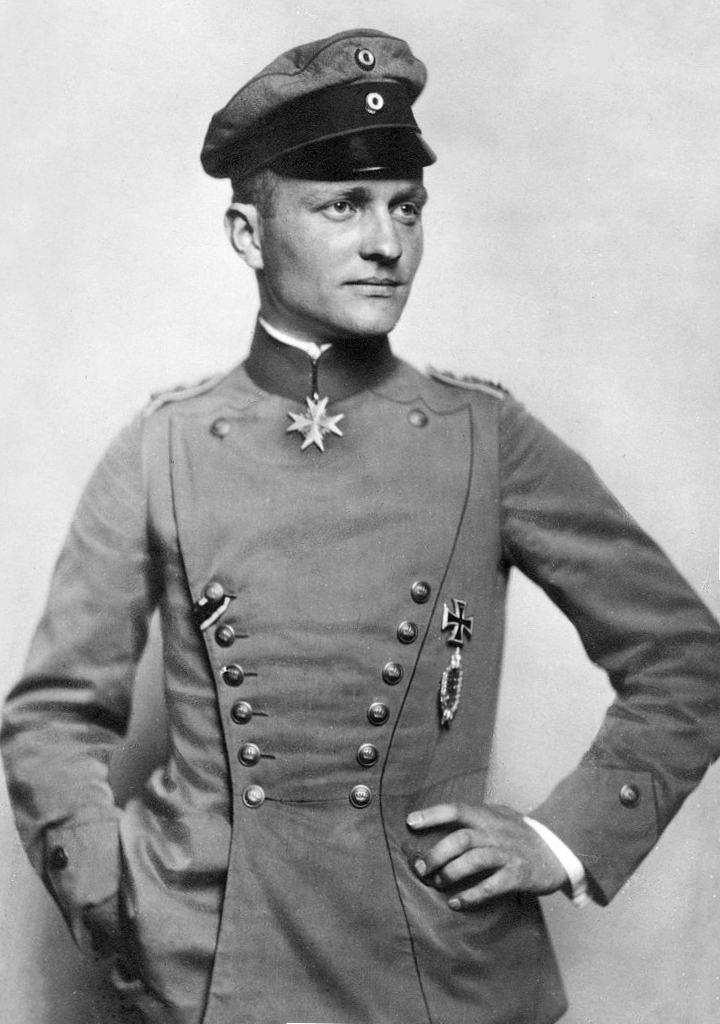
Manfred von Richthofen – Der Rote Baron (1892–1918)

- Walther Binner (1891–1971), deutscher Schwimmer und Präsident des Weltschwimmverbandes FINA
- Ernst Brieger (1891–1969), deutsch-britischer Mediziner
- Augustina (Margarethe) Glatzel (1891–1963), Benediktinerin, Äbtissin von St. Gabriel in Bertholdstein
- Henry Koch (1891–1977), Marineoffizier und Wehrwirtschaftsbeamter
- Arthur Korn (1891–1978), Architekt, Stadtplaner und Autor
- Hellmut Neumann (1891–1979), Rechtsanwalt und Oberbürgermeister (DDP/SED) von Mühlhausen
- Lothar Neumann (1891–1963), Postbaurat und Architekt des Postscheckamtes Breslau
- Fritz Hermann Schwob (1891–1956), Politiker (Zentrum, CDU in der Sowjetischen Besatzungszone), Abgeordneter und Arbeitsminister in Brandenburg
- Edith Stein (1891–1942), Philosophin, katholische Heilige und eine der Patroninnen Europas
- Kurt Wurbs (1891–1980), deutscher Journalist und Politiker (SPD)
- Hans Behrendt (1892–1959), Generalleutnant
- Hettie Dyhrenfurth (1892–1972), Bergsteigerin
- Paul Franke (1892–1961), Politiker (NSDAP), Mitglied des Reichstags
- Hans Kohlsdorfer (1892–1969), deutscher Offizier
- Käthe Ephraim Marcus (1892–1970), deutsch-israelische Malerin und Bildhauerin
- Manfred von Richthofen (1892–1918), erfolgreichster deutscher Jagdflieger im Ersten Weltkrieg; Träger des Pour le Mérite
- Ora Doelk (1893–1984), Tänzerin und Choreografin
- Herbert Ernst (1893 – nach 1954), Motorradrennfahrer und Unternehmer
- Ruth Hoffmann (1893–1974), Schriftstellerin
- Norbert Appaly (* 1893), deutscher Arzt und Politiker (NSDAP)
- Wolfgang Born (1893–1949), deutsch-US-amerikanischer Kunsthistoriker, Hochschullehrer
- Max Fischer (1893–1954), deutsch-US-amerikanischer Journalist
- Walter Benjamin Goldstein (1893–1984), deutsch-israelischer Literaturwissenschaftler
- Herbert Jilski (1893–1979), Polizeigeneral
- Georg Conrad Kißling (1893–1944), Brauereibesitzer und Widerstandskämpfer gegen das NS-Regime
- Heinrich Lauterbach (1893–1973), Architekt und Architekturtheoretiker, Hochschullehrer
- Dagobert Lubinski (1893–1943), Journalist und Widerstandskämpfer gegen das NS-Regime
- Wilhelm Mardus (1893–1960), Mitglied der SPD und kurzzeitig Bezirksbürgermeister des Berliner Bezirks Friedrichshain
- Wilhelm Friedrich Karl Rabe (1893–1958), Astronom
- Helene Reimann (1893–1987), Künstlerin der Art brut
- Käthe Rosenthal (1893–1942), Botanikerin, Opfer des Nationalsozialismus
- Erna Scheffler (1893–1983), Juristin und Richterin des Bundesverfassungsgerichts
- Ernst Friedrich (1894–1967), anarchistischer Pazifist
- Guido Hoheisel (1894–1968), Mathematiker
- Józef Lipski (1894–1958), Politiker und Diplomat
- Theodor Marcus (1894–1973), deutscher Verleger
- Lothar von Richthofen (1894–1922), jüngerer Bruder von Manfred und ebenfalls Jagdflieger; Träger des Pour le Mérite
- Werner Wolfgang Rogosinski (1894–1964), Mathematiker
- Ernst Walter Schmidt (1894–1981), evangelischer Theologe und Autor
- Käthe Stern (1894–1973), Pädagogin
- Felix Aber (1895–1964), Rabbiner
- Herbert Barthel (1895–1945), Politiker (NSDAP) und SA-Führer
- Paula von Reznicek (1895–1976), Tennisspielerin, Journalistin und Schriftstellerin
- Alfred Schneider (1895–1968), Politiker, Mitglied des Landtags von Nordrhein-Westfalen
- Bernhard Schottländer (1895–1920), Politiker der USPD und Journalist
- Karl Slotta (1895–1987), deutsch-US-amerikanischer Biochemiker
- Walther Steller (1895–1971), Germanist und Volkskundler
- Fritz Sternberg (1895–1963), marxistischer Ökonom
- Helmut Berve (1896–1979), Althistoriker und Hochschullehrer
- Marianus Czerny (1896–1985), Experimentalphysiker
- Lily Ehrenfried (1896–1994), Ärztin, Heilgymnastikerin und Begründerin der Holistischen Gymnastik
- Georg Pniower (1896–1960), Landschaftsarchitekt
- Lessie Sachs (1896–1942), Autorin
- Herbert Balzer (1897–1945), Politiker (KPD) und NS-Opfer
- Herbert A. E. Böhme (1897–1984), Schauspieler
- Ernst Eckstein (1897–1933), Politiker (SPD) und NS-Opfer
- Norbert Elias (1897–1990), Soziologie
- Friedrich Wilhelm Hauck (1897–1979), General der Artillerie und Militärhistoriker, Ritterkreuzträger
- Katharina Heinroth (1897–1989), Zoologin, Verhaltensforscherin und Direktorin des Berliner Zoos (erstes weibliches Zoodirektorat Deutschlands)
- Walther Jansen (1897–1959), Bundesvogt des Deutschen Pfadfinderbundes
- Karl Franz Klinke (1897–1972), Mediziner und Hochschullehrer
- Ernst Kloss (1897–1945), Kunsthistoriker
- Fritz Knappe (1897–?), Radrennfahrer
- Erich Loewenhardt (1897–1918), Jagdflieger im Ersten Weltkrieg und Träger des Pour le Mérite
- Bruno Müller-Reinert (1897–1954), Politiker (NSDAP), Reichstagsabgeordneter
- Harry Ralton, bürgerlich Karl Heinz Rosenthal (1897– 1953), Komponist, Pianist und Autor
- Alfred Spangenberg (1897–1947), Politiker (NSDAP)
- Frieda Stoppenbrink-Buchholz (1897–1993), Heilpädagogin und Reformerin der Hilfsschulpädagogik
- Stefan Weintraub (1897–1981), Jazzmusiker und Bandleader
- Georg Zivier (1897–1974), Journalist und Schriftsteller
- Peter Brieger (1898–1983), Kunsthistoriker und Hochschullehrer
- Ellen Epstein (1898–1942), Pianistin und Opfer des Holocaust
- Bolko von Stein (1898–unbekannt), deutscher Jurist, u. a. Verteidiger während der Nürnberger Prozesse
- Erich Tschimpke (1898–1970), SS-Oberführer im Kommandostab Reichsführer-SS
- Alice Rosenstein (1898–1991), Neurologin, Psychiaterin und Neurochirurgin
- Johannes Ilmari Auerbach (1899–1950), Bildhauer, Maler und Schriftsteller
- Fritz Blaschke (1899–1968), Fußballspieler und -trainer
- Karl Friedrich Bonhoeffer (1899–1957), Chemiker und Physiker
- Werner de Boor (1899–1976), evangelisch-lutherischer Theologe
- Ernst Feja (1899–1927), Bahnradsportler
- Ilse Langner (1899–1987), Schriftstellerin
- Arno Müller (1899–1984), Sozialwissenschaftler, Hochschullehrer
- Carl Hanns Pollog (1899–1975), deutsch-Schweizer Verkehrsgeograph, Buchautor und Übersetzer
- Käthe Schuftan (1899–1958), nach England emigrierte jüdische deutsche Malerin und antifaschistische Widerstandskämpferin
- Max Simon (1899–1961), SS-Gruppenführer und Kriegsverbrecher
- Gottfried Weber (1899–1958), General
- Richard Aster (1900–1945), SA-Gruppenführer
- Anna Caspari (1900–1941), Kunsthändlerin
- Hermann Diesener (1900–1978), Bildhauer
- Hans Ebner (1900–1977), Bauingenieur
- Herbert Hennies (1900–1979), Schauspieler, Hörspielsprecher, Schriftsteller und Liedtexter
- Elinor Hubert (1900–1973), Ärztin und Politikerin (SPD)
- Fritz London (1900–1954), Physiker
- Hilde Marchwitza (1900–1961), Übersetzerin und Widerstandskämpferin gegen den Nationalsozialismus
- Franz Marszalek (1900–1975), Dirigent und Komponist
- Wolfgang Pohl (1897–1962), Ministerialbeamter und Wirtschaftsmanager
- Herbert Jensch (1900–1944), Schlosser, Matrose, Revolutionär, Politiker und Opfer des Nationalsozialismus
- Ernst Scheyer (1900–1985), deutschamerikanischer Kunsthistoriker
- Cornelia Schröder-Auerbach (1900–1997), Musikpädagogin, Cembalistin, Musikwissenschaftlerin und Autorin
- Annemarie Wolff-Richter (1900–1945), Individualpsychologin und Widerstandskämpferin
- Lucie Prussog-Jahn (1900–1990), Bildhauerin

### 20. Jahrhundert
- Elizabeth Czerczuk (Geburtsjahr unbekannt), polnisch-französische Schauspielerin, Tänzerin, Regisseurin und Theaterleiterin
- Zofia Owińska (Geburtsjahr unbekannt), Musikjournalistin und Pianistin

#### 1901 bis 1910

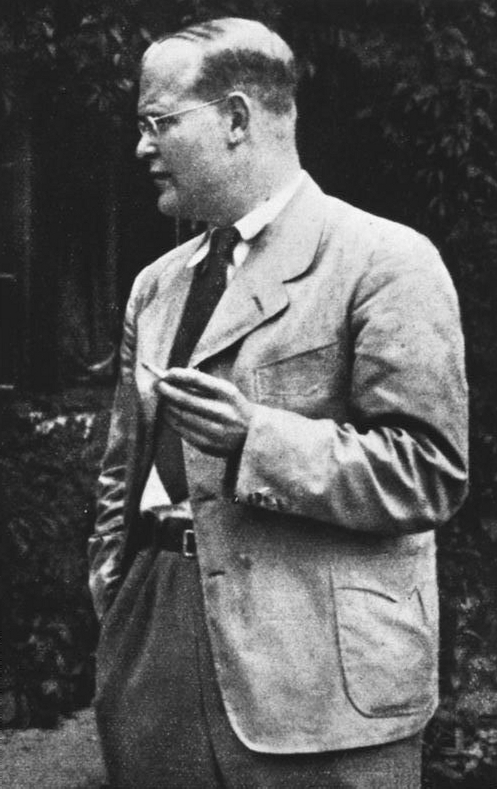
Dietrich Bonhoeffer
(1906–1945)

- Herbert Blaschke (1901–1973), Kunstmaler, Graphiker, Staffierer, Restaurator und Museumsleiter
- Klaus Bonhoeffer (1901–1945), Jurist und Widerstandskämpfer
- Georg Fiebiger (1901–1962), Produktionsleiter, Filmproduzent und Komponist
- Hermann Pabel (1901–1945), Komponist, Kapellmeister und Chordirigent
- Heinrich-Christian Schäfer-Hansen (1901–1977), Kaufmann, SA-Führer und Mitglied des Reichstags
- Hans Otto Stern (1901–1956), deutscher Schauspieler
- Wilhelm Tarras (1901–1970), Jockey
- Hans Urner (1901–1986), evangelischer Theologe, Kirchenhistoriker, Hymnologe und Friedensaktivist
- Ewald Walter (1901–1997), Bistumsarchivar von Köln
- Günther Anders (1902–1992) (eigentlich Günther Stern), Philosoph und Essayist
- Friedel Apelt (1902–2001), Politikerin (KPD/SED), Gewerkschaftsfunktionärin und Widerstandskämpferin
- Karl Bruchmann (1902–1967), Historiker, Direktor des Bundesarchivs
- Trude Brück (1902–1992), Malerin, Grafikerin und Restauratorin
- Stefan Cohn-Vossen (1902–1936), Mathematiker und Hochschullehrer
- Herta Gotthelf (1902–1963), Politikerin und Redakteurin
- Emmi Handke (1902–1994), Politikerin und Generalsekretärin des Internationalen Lagerkomitees Ravensbrück
- Dietrich Lang-Hinrichsen (1902–1975), Rechtswissenschaftler, Hochschullehrer und Richter am Bundesgerichtshof
- Hugo Leipziger-Pearce (1902–1998), Architekt und Hochschullehrer
- Hans-Karl Loewer (1902–nach 1941), Bannführer der HJ
- Katharina Mann (1902–nach 1954), Konzertsängerin und Gesangspädagogin
- Kurt Yonah Mendelsohn (1902–1978), deutsch-israelischer Ökonom
- Oskar Pusch (1902–1992), Finanzbeamter, Genealoge und Autor
- Paul Rom, geboren als Paul Plottke (1902–1982), Pädagoge und Psychotherapeut
- Werner Sander (1902–1972), Chasan und Chorleiter, Gründer des Leipziger Synagogalchores und Mitglied der Vereinigung der Verfolgten des Naziregimes (VVN)
- Manfred Sell (1902–1971), Volkswirt und Historiker
- Wolfgang Winkler (1902–unbekannt), Politiker, Bürgermeister, Landrat des Kreises Züllichau-Schwiebus
- Emanuel Bin-Gorion (1903–1987), deutsch-israelischer Schriftsteller und Übersetzer
- Klaus Clusius (1903–1963), Chemiker
- Joachim Konrad (1903–1979), evangelischer Theologe
- Heinz Malitzky (1903–1995), Bundesrichter am Bundesfinanzhof
- Fredo Marvelli, bürgerlich Friedrich Jäckel (1903–1971), Zauberkünstler
- Werner May (1903–1975), Lehrer, Pfarrer und Schriftsteller
- Fritz Philipp (1903–1981), Gewerkschafter, Vorsitzender der IG Metall im FDGB der DDR
- Rudolf Seifert (1903–1952), deutscher Zoologe und Hochschullehrer
- Katharina Staritz (1903–1953), evangelische Theologin und eine der ersten Pfarrerinnen
- Alfons Teuber (1903–1971), Schauspieler und Schriftsteller
- Richard Türk (1903–1984), SS-Hauptsturmführer, Bürgermeister, Landtags- und Reichstagsabgeordneter
- Hans Venatier (1903–1959), Schriftsteller und Gymnasiallehrer
- Leo Bieber (1904–1981), Schauspieler
- Kurt Jäckel (1904–1937), Romanist
- Heinrich Gerhard Kuhn (1904–1994), deutsch-britischer Physiker und Hochschullehrer
- Alfred Pollak (1904–1988), Politiker (SPD)
- Eva Michaelis-Stern (1904–1992), deutsch-israelische Sozialarbeiterin
- Richard Mohaupt (1904–1957), Komponist
- Max Radler (1904–1971), Maler
- Herbert Sprotte (1904–1962), Architekt
- Tania Stern (1904–1995), deutsch-britische Übersetzerin
- Erwin M. Wuttke (1904 – nach 1960), Schriftsteller
- Robert Alt (1905–1978), Erziehungswissenschaftler, Hochschullehrer und Politiker (SED)
- Klaus Dohrn (1905–1993), Bankier
- John Gutmann (1905–1998), US-amerikanischer Fotograf
- Hans Kriegler (1905–1978), deutscher NS-Rundfunkfunktionär und Architekt
- Erich Langer (1905–1958), Pädagoge und Politiker, Mitglied des deutschen Bundestages
- Kurt Müller-Osten (1905–1980), evangelischer Theologe, Propst und Prälat, Kirchenliederdichter
- Wilhelm Bernhard Pabst (1905–1964), Architekt und Mitglied einer Widerstandsgruppe
- Erich Rosenthal-Pelldram (1905–1989), Jurist,  Ministerialdirektor und Staatssekretär in Hessen
- Karl Ludwig Skutsch (1905–1958), Kunsthistoriker und Schriftsteller
- Wolfgang Steinitz (1905–1967), Sprachwissenschaftler
- Erna Wagner-Hehmke (1905–1992), Fotografin
- Boleslaw Barlog (1906–1999), Theaterregisseur
- Dietrich Bonhoeffer (1906–1945), evangelischer Theologe und Widerstandskämpfer
- Edmund von Borck (1906–1944), Komponist
- Johannes Grüger (1906–1992), Illustrator
- Kurt Janetzky (1906–1994), Hornist
- Gerhard Kramer (1906–nach 1958), Diplomat und Kommunalpolitiker
- Heinz David Leuner, geborener Loewy (1906–1977), deutsch-britischer Publizist
- Wilhelm Meyer-Detring (1906–2002), Offizier, Generalleutnant der Bundeswehr
- Hans Schaefer (1906–1961), Althistoriker und Hochschullehrer
- Maria-Pia Geppert (1907–1997), Biostatistikerin
- Ernst Hainauer (1907–1970), deutsch-britischer Musikverleger
- Theda Heineken (1907–1993), Reformpädagogin und Frauenrechtlerin
- Ernst Jokl (1907–1997), deutsch-amerikanischer Pionier der Sportmedizin
- Max Kalki (1907–1990), Violinist, Konzertmeister und Kammermusiker
- Reinhard Kapp (1907–1995), Rechtsanwalt, Steuerberater und Stifter
- Erna Kilkowski (1907–1985), Politikerin (CDU)
- Erich Meyer-Heisig (1907–1964), Kunst- und Kulturhistoriker
- Steffi Ronau (1907–1995), Schauspielerin
- Eva Siewert (1907–1994), Journalistin, Schriftstellerin, Radiosprecherin und Opernsängerin
- Desider Stern (1907–2000), jüdischer Dokumentar, Sammler und Bibliograph
- Otto Albert Bernhard Weiß (1907–1955), Offizier der Schutzpolizei und Oberst der Luftwaffe
- Kurt Wiesner (1907–1967), Theologe
- Arno Assmann (1908–1979), Schauspieler, Regisseur und Theaterintendant
- Wilhelm Martin Busch (1908–1987), Illustrator und Hochschullehrer
- Anno von Gebhardt (1908–1978), Kaufmann und Politiker
- Manon Hahn (1908–1993), Kostümbildnerin und Filmausstatterin
- Helmut Kruse (1908–1999), Wirtschaftsjurist und Archäologe
- Karlheinz Rüdiger (1908–1943), deutscher Schriftleiter
- Charlotte Witthauer (1908–1980), Schauspielerin und Synchronsprecherin
- Heinz Engelmann (1909–1989), Animationsfilmer, Karikaturist und Werbegrafiker
- Ilse von Kamptz (1909–2000), Buchhändlerin, Antiquarin und Galeristin
- Charlotte Kretschmann (1909–2024), deutsche Altersrekordlerin
- Gerhard Kubetschek (1909–1976), Unternehmer und Gründer von Kuba-Imperial
- Joachim Küttner (1909–2011), deutsch-amerikanischer Physiker
- Gerhard Prescha (1909–1996), Verleger der deutschen Homophilenbewegung der 1950er Jahre
- Jacques Rossi (1909–2004), polnisch-französischer politischer Aktivist und Schriftsteller, Opfer des Stalinismus und Gulag-Lexikograph
- Margarete Slezak (1909–1953), Opern- und Konzertsängerin
- Walter Sprick (1909–1989), Physiker und Computerpionier
- Daniel Traub (1909–1995), Maler und Graphiker
- Dietrich Volz (1909–1996), Präsident des Landgerichts Wiesbaden
- Bernhard Wiese (1909–1982), deutscher Gerätebauer und Unternehmer
- Joachim Wrana (1909–1986), Ingenieur, ehemaliger Rektor der Bergakademie Freiberg
- Claire Frühling-Gerlach (1910–1994), Konzertsängerin, Pianistin und Musikprofessorin
- Gerhart Hein (1910–1998), Maler
- Günter Herzog (1910–1942), Jazz- und Unterhaltungsmusiker
- Rodolfo Holzmann (1910–1992), peruanischer Komponist und Musikwissenschaftler
- Günther Knobloch (1910–1970), SS-Hauptsturmführer
- Georg Mende (1910–1983), marxistischer Philosoph
- Hildegund Menzel-Rogner (1910–1945), deutsche Philosophin und Wissenschaftlerin
- Wolfgang Müller-Osten (1910–1995), Chirurg und Standespolitiker
- Franz Pabel (1910–2006), deutscher Theologe und Musikwissenschaftler
- Fritz Schulz (1910–1991), Mediziner, Politiker und Mitglied des Niedersächsischen Landtages
- Walter Thiel (1910–1943), Ingenieur und Raketenpionier
- Fritz Wenzel (1910 – nach 1964), Politiker und Präsident der Deutschen Friedensgesellschaft
- Gotthard Wolf (1910–1995), Direktor des Instituts für den Wissenschaftlichen Film (IWF)

#### 1911 bis 1920
- Martin Domke (1911–2005), Maler, Grafiker, Bildhauer, Glasmaler, Kunsthandwerker und Kunstpädagoge
- Dietrich Gerhardt (1911–2011), Slawist und Hochschullehrer
- Heinrich Kiefer (1911–1980), Maler und Grafiker
- Hans Kreuzer (1911–1988), Chemigraf und Maler
- Marianne Manasse (1911–1984), Kunsthistorikerin, Malerin, Antirassismusaktivistin und Lehrerin
- Friedrich Wilhelm Merkel (1911–2002), Ornithologe und Professor für Zoologie
- Karl Schiller (1911–1994), Wissenschaftler und Politiker (SPD)
- Eva Siao (1911–2001), chinesische Photographin und Journalistin
- Horst Ademeit (1912–1944), Kampfpilot
- Ruth Arion (1912–1998), deutsch-israelische Malerin
- Erhard Bauschke (1912–1945), Musiker und Leiter eines Tanzorchesters
- Dan Even (1912–1975), israelischer Militär deutscher Herkunft
- Fritz Langner (1912–1998), Fußballspieler und -trainer
- Maria Lobe (1912–2001), Widerstandskämpferin gegen den Nationalsozialismus und Militärärztin
- Gerhard Möbus (1912–1965), Pädagoge, Psychologe und Politologe
- Ludwig Nawrotzky (1912–1983), deutscher Zeichner und Illustrator
- Erich Peter Neumann (1912–1973), Journalist und Politiker, Mitglied des Deutschen Bundestags
- Heimo Rau (1912–1993), Indologe, Hochschullehrer
- Rose Rauch (1912–1988), deutsche Schauspielerin und Sängerin
- Hans Walter Schmidt (1912–1934), SA-Führer, Opfer der Röhm-Affäre
- Hans Schultz (1912–2003), deutsch-Schweizer Rechtswissenschaftler und Hochschullehrer
- Lothar Fendler (1913–nach 1951), SS-Sturmbannführer
- Pierre Gassmann (1913/14–2004), Gründer von Picto und der wahrscheinlich berühmteste Fotolaborant der Welt
- Markus von Gosen (1913–2004), Grafiker, Zeichner und Maler
- Johann Christoph Hampe (1913–1990), Theologe, Journalist und Schriftsteller
- Martin Hirsch (1913–1992), Richter des Bundesverfassungsgerichts, Politiker, Mitglied des Deutschen Bundestages
- Fritz Hoffmann (1913–2007), römisch-katholischer Geistlicher, Fundamentaltheologe, Philosoph und Hochschullehrer
- Claude Schaefer (1913–2010), deutsch-französischer Kunsthistoriker und Hochschullehrer
- Alfred Seidel (1913–2001), Grafiker und Kunstmaler
- Jadwiga Żylińska (1913–2009), polnische Schriftstellerin
- Ruth Blaue, geborene Heine (1914–1972), Mörderin
- Eberhard Cyran (1914–1998), Schriftsteller
- Helga Dohrn-Kennedy (1914–nach 1955), österreichische Schauspielerin
- Kaspar Germann (1914–1985), Schriftsteller
- Walter Jokisch (1914–1984), Schauspieler, und Theaterregisseur
- Lisa Krause (1914–1965), Politikerin (SED), Oberbürgermeisterin von Dessau, Staatssekretärin der DDR
- Eberhard Perlick (1914–1971), deutscher Mediziner und Hochschullehrer für Innere Medizin
- Hans Pischner (1914–2016), Musiker (Cembalist), Kulturpolitiker, Staatsopernintendant, Ehrenpräsident der Europäischen Kulturwerkstatt (EKW)
- Clemens Riedel (1914–2003), Bäckermeister und Politiker (CDU), Mitglied des Bundestages und des Europaparlaments
- Feodora Schmidt (1914–1997), Pilotin, Rekordhalterin im Dauersegelflug
- Friedrich A. Wagner (1914–2007), Journalist und Reiseschriftsteller
- Joseph Walk (1914–2005), deutsch-israelischer Pädagoge und Historiker
- Charlotte Wasser (1914–2001), Publizistin und Literaturpropagandistin
- Heinrich Albertz (1915–1993), evangelischer Theologe, Politiker der SPD, Regierender Bürgermeister von (West-)Berlin
- Heinz Wolfgang Arndt (1915–2002), australischer Ökonom
- Elisabeth Ettlinger (1915–2012), Archäologin
- Henry M. Hoenigswald (1915–2003), deutsch-US-amerikanischer Linguist
- Klaus-Andreas Moering (1915–1945), Maler des Expressionismus
- Horst Rosenthal (1915–1942), Zeichner
- Johanna Blecha (1916–2000), Politikerin und Oberbürgermeisterin
- Hans W. Cohn (1916–2004), Lyriker und Psychotherapeut (Ende der 1930er Jahre Emigration nach Großbritannien)
- Hans Groebe (1916–unbekannt), Industriemanager, Generaldirektor des Elektrokonzerns AEG-Telefunken
- Hans-Peter Schmitz (1916–1995), Flötist und Hochschullehrer
- Günter Baranek (1917–2001), Generalmajor des Heeres der Bundeswehr
- Alexander Fuks (1917–1978), Althistoriker und Papyrologe, Hochschullehrer
- Eugen Gollomb (1917–1988), langjähriger Vorsitzender der Israelitischen Religionsgemeinde zu Leipzig
- Renate Haußleiter-Malluche (1917–1994), Politikerin
- Heinz Hofmann (* 1917), Musiker und Kapellmeister
- Peter Pauly (1917–2021), evangelisch-lutherischer Geistlicher in Namibia
- Norman Dyhrenfurth (1918–2017), US-amerikanischer Bergsteiger, Expeditionsleiter, Kameramann und Regisseur
- Ruth Lommel (1918–2012), Schauspielerin
- Hildegard Maria Rauchfuß (1918–2000), Schriftstellerin
- Kurt Redel (1918–2013), Dirigent
- Günther Sauer (1919–1990), Schauspieler, Hörspiel- und Synchronsprecher sowie Hörspiel- und Dialogregisseur
- Johannes Viebig (1919–2008), evangelisch-lutherischer Theologe und Kreisdekan von Nürnberg
- Gustav Adolf Baumm (1920–1955), Grafiker, Motorradkonstrukteur und -rennfahrer
- Senta Baldamus (1920–2001), Bildhauerin
- Heinz Bello (1920–1944), katholischer Märtyrer der NS-Zeit
- Friedrich Wilhelm Blaschke (1920–2006), Maler, Grafiker und Holzschneider
- Sibylle Boden-Gerstner (1920–2016), Kostümbildnerin, Malerin und Modejournalistin
- Karlheinz Böhm (1920–1971), Politiker, Mitglied des Landtags von Nordrhein-Westfalen
- Werner Grunert (1920–2020), Politiker (SPD)
- Rudi Mirke (1920–1951), Radrennfahrer
- Ruth Neudeck (1920–1948), SS-Aufseherin im Frauen-Konzentrationslager Ravensbrück
- Reinhard G. Pauly (1920–2019), deutsch-US-amerikanischer Musikwissenschaftler und Geiger
- Renate Riemeck (1920–2003), Historikerin und Friedensaktivistin
- Gerhard Röthler (1920–1999), Holocaust-Überlebender
- Hans-Arno Simon (1919–1989), Komponist, Sänger, Pianist und Produzent
- Klaus Trostorff (1920–2015), Widerstandskämpfer gegen das NS-Regime, Lehrer, Diplomjurist, Kommunalpolitiker und ehemaliger Direktor der Nationalen Mahn- und Gedenkstätte Buchenwald

#### 1921 bis 1930

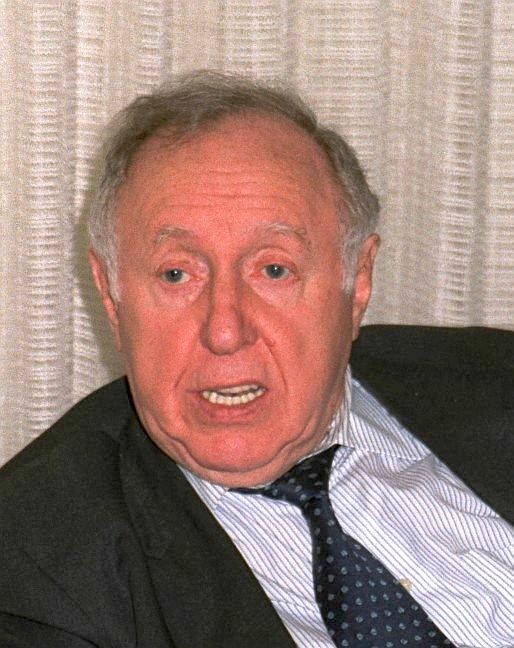
Ignatz Bubis (1927–1999)

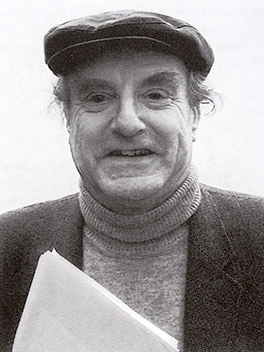
Peter Grau
(1928–2016)

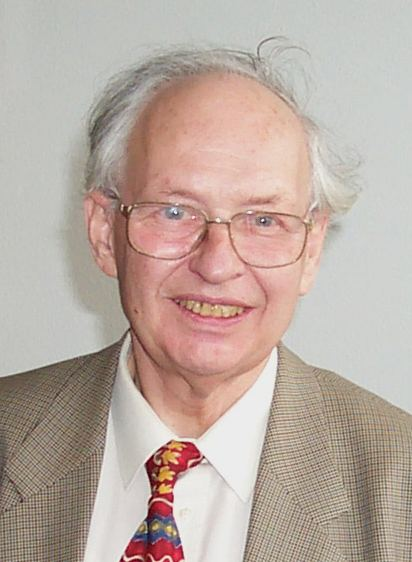
Reinhard Selten
(1930–2016)

- Walter Boehlich (1921–2006), Literaturkritiker, Verlagslektor und Übersetzer
- Gottfried von Dietze (1921–2012), evangelischer Pfarrer, Pferdefachmann, Wegbereiter des Therapeutischen Reitens
- Christian Feit (1921–2017), Diplomat
- Georg Folz (1921–2005), Arzt und Politiker (CDU), Mitglied des Niedersächsischen Landtages
- Lothar Lahn (1921–1994), Diplomat, Botschafter der Bundesrepublik Deutschland
- Walter Laqueur (1921–2018), deutsch-jüdisch-amerikanischer Publizist und Historiker
- Thomas von Randow (1921–2009), Mathematiker, Wissenschaftsredakteur und Buchautor
- Rudolf Schemainda (1921–1987), Geograph und Meeresforscher
- Helmut Walter (1921–2005), Brigadegeneral, Unterabteilungsleiter im Bundesnachrichtendienst
- Wilmut Borell (1922–1997), Schauspieler
- Yehezkel Braun (1922–2014), israelischer Komponist
- Walter Conrad (1922–2006), Schriftsteller, Erzähler und Fachbuchautor
- Horst Gabriel (1922–2007), Chorschaffender
- Karl-Dietrich Gundermann (1922–1995), Chemiker und Hochschullehrer
- Macky Kasper (1922–1968), Jazz- und Unterhaltungsmusiker
- Heinz Winfried Sabais (1922–1981), Schriftsteller, Lyriker und Politiker
- Hans-Erdmann Schönbeck (1922–2022), Automobilmanager
- Helmut Schwager (1922–2021), Bildhauer
- Günther Singer (1922–1989), zweiter Vorsitzender der Jüdischen Landesgemeinde Thüringen nach der Befreiung vom Nationalsozialismus
- Barbara Suchner (1922–2010), Lyrikerin, Schriftstellerin und Philologin
- Friedrich Cramer (1923–2003), Chemiker, Genforscher und Hochschullehrer
- Lieselotte Kantner (1923–2024), Industriedesignerin
- Herbert Klein (1923–2001), Schwimmer, Europameister und Weltrekordler
- Hans Konrad König (1923–2016), EU-Beamter, Generalsekretär der Internationalen Handelskammer, Kunstsammler und Mäzen
- Johannes Lindner (* 1923), Pathologe und Hochschullehrer, Lehrstuhlinhaber in Hamburg
- Wolfgang Neuss (1923–1989), Kabarettist und Schauspieler
- Horst Pohl (1923–2013), Politiker (SED), Oberbürgermeister der Stadt Gera
- Wolfgang Rudolph (1923–2014), Volkskundler
- Elizabeth B. Snyder (1923–2022), Bildende Künstlerin und Sängerin
- Günter Szewierski (1923–2005), Fußballspieler
- Leni Alexander (1924–2005), Komponistin und Hörspielautorin
- Karl E. Birnbaum (1924–2012), deutsch-schwedischer Historiker und Politikwissenschaftler
- Fritz Heinrich (1924–2006), Physiker und Professor
- Manfred Hertwig (1924–2006), deutscher Soziologe
- Renate Lasker-Harpprecht (1924–2021), deutsch-französische Autorin und Journalistin
- Elisabeth Loewe (1924–1996), Malerin des Nachexpressionismus
- Ferdinand Löwenberg (1924–2004), Antifaschist und Journalist
- Hubert Olbrich (1924–2019), Lebensmitteltechnologe und Professor an der TU Berlin
- Peter Wallfisch (1924–1993), britischer Pianist
- Ingeborg Wellmann (1924–2015), Schauspielerin
- Walter Apelt (* 1925), Anglist und Hochschullehrer
- Henrik Birnbaum (1925–2002), Slawist und Historiker
- Roy Etzel (1925–2015), Trompeter und Bandleader
- Eva-Johanna Hajak (* 1925), Schriftstellerin
- Franz Heiduk (1925–2023), Biograf, Lexikograf und Herausgeber
- Bernhard Heisig (1925–2011), Maler
- Henry Kamm (1925–2023), deutsch-amerikanischer Journalist
- Heinz Klinke (1925–2010), Politiker, Mitglied des Landtags von Schleswig-Holstein
- Anita Lasker-Wallfisch (* 1925), Holocaust-Überlebende, Mitglied des Mädchenorchesters von Auschwitz
- Martin Löwenberg (1925–2018), Widerstandskämpfer gegen den Nationalsozialismus, Verfolgter des Naziregimes und Überlebender des Holocaust
- Ingeborg Ottmann (1925–2010), Schauspielerin
- Herbert Otto (1925–2003), Schriftsteller
- Sieghard Pohl (1925–1994), Maler, Grafiker und Publizist
- Klaus Friedrich Roth (1925–2015), Mathematiker, Träger der Fields-Medaille
- Ilse Seibold (1925–2021), Mikropaläontologin und Wissenschaftshistorikerin der Geologie
- Hubert Suschka (1925–1986), Schauspieler
- Peter Thomas (1925–2020), Filmkomponist, Dirigent und Arrangeur
- Claus Weyrosta (1925–2003), Politiker (SPD), Mitglied des Landtags von Baden-Württemberg
- John Gunther Dean, geb. Dienstfertig (1926–2019), US-amerikanischer Diplomat
- Karl-Heinz Domdey (1926–2012), deutscher Wirtschaftswissenschaftler und Hochschullehrer
- Maria Frisé, geb. von Loesch (1926–2022), Journalistin und Schriftstellerin
- Erhard Gorys (1926–2004), Autor und Kunsthistoriker
- Hans Bernhard Kaufmann (1926–2022), Religionspädagoge
- Joachim Lehnhoff (1926–2013), Journalist und Schriftsteller
- Horst Lyr (1926–2025), Phytopathologe und Hochschulprofessor
- Dagmar Nick (* 1926), Dichterin und Schriftstellerin
- Georg Rosbigalle (1926–2012), Fußballspieler
- Utta Roy-Seifert (1926–2025), Literaturübersetzerin und Gründerin der IG Übersetzerinnen Übersetzer
- Heiner Schmidt (1926–1985), Schauspieler, Sprecher und Regisseur
- Fritz Stern (1926–2016), deutsch-amerikanischer Historiker
- Fedor Strahl (1926–2009), Unternehmer und Naturschützer
- Elisabeth Walther (1926–2020), Managerin, Politikerin und Mitglied des ZK der SED
- Martin Wiehle (1926–2023), Historiker
- Franz-Josef Wiesner (1926–2024), Brigadegeneral der Bundeswehr
- Hans Werner Bracht (1927–2005), Jurist und Hochschullehrer
- Ignatz Bubis (1927–1999), Vorsitzender des Zentralrates der Juden in Deutschland
- Warner Max Corden (1927–2023), australischer Ökonom
- Rudi Czerwenka (1927–2017), deutscher Schriftsteller, Journalist und Drehbuchautor
- Hans Daiber (1927–2013), Journalist und Autor
- Norbert Fischer (1927–2006), Jurist und Bankier
- Ekkehard Foerster (1927–2023), Botaniker
- Eberhard Golla (1927–2004), Brigadegeneral des Heeres der Bundeswehr
- Maria Grabis (1927–2015), römisch-katholische Ordensschwester, „Mutter der Müllmenschen“ in Kairo
- Irmgard Karner (1927–2014), Schachspielerin
- Kurt Kleinert (1927–2016), Sekretariatsleiter des DDR-Ministerrats
- Eberhard Krug (1927–1978), Schauspieler und Hörspielsprecher
- Klaus Kühn (1927–2022), Wissenschaftler, Erforscher der Bindegewebe-Proteine
- Marianne Kühn-Berger (1927–2016), Modejournalistin, Designerin und Malerin
- Günter Rittner (1927–2020), Maler und Grafiker
- Brigitte Stoll (1927–2020), Politikerin
- Karl-Heinz Zirpel (* 1927), Wirtschaftsfunktionär und DDR-Diplomat (Handelsrat)
- Abraham Ascher (* 1928), US-amerikanischer Historiker
- Siegurd Fitzek (1928–2022), Schauspieler
- Günter Görlich (1928–2010), Schriftsteller
- Peter Grau (1928–2016), Grafiker, Maler und Hochschullehrer
- Johannes Grossmann (1928–2014), Schauspieler
- Peter Hacks (1928–2003), Schriftsteller
- Dieter Heinze (1928–2005), Kulturfunktionär und Diplomat der DDR
- Klaus Schmidt (1928–1983), deutscher Geologe
- Ernst Schmitz (1928–2021), Chemiker und Hochschullehrer
- Wolfgang Büsch (1929–2012), Jurist und Politiker (SPD)
- Karl Heinrich Ehrenforth (1929–2017), Musikpädagoge und Altprior der Ansverus-Communität
- Hubertus Carl Frey (1929–2003), Grafikdesigner und Art Director
- Manfred Haiduk (1929–2025), Literaturwissenschaftler
- Gisela Heller (1929–2025), Redakteurin und Schriftstellerin
- Peter Herzog (1929–2004), Schauspieler
- Thomas Jaeger (1929–1980), Bauingenieur
- Nora Kaufhold (* 1929), deutsche Keramikerin und Textil- und Modegestalterin
- Reinhard Leue (1929–2012), evangelischer Theologe und Publizist
- Albrecht Magen (1929–2006), Unternehmensvorstand und Kommunalpolitiker
- Christa-Maria Ohles (1929–2000), Schriftstellerin
- Werner Rackwitz (1929–2014), Opernintendant und Kulturpolitiker
- Winfried Schrammek (1929–2017), Organist und Musikwissenschaftler
- Hans Seidel (1929–2021), evangelischer Theologe
- Adalbert Seipolt (1929–2009), Mönch der Benediktinerabtei Metten und Autor
- Wolfgang Stock (1929–2005), deutscher Ingenieur und Hochschullehrer
- Norbert Bischof (* 1930), Psychologe und Systemtheoretiker
- Hans Boldt (1930–2024), Staatsrechtler und Politikwissenschaftler
- Horst G. W. Gleiss (1930–2020), Biologe, Breslau-Heimatforscher und -Autor
- Reinhard Glemnitz (* 1930), Schauspieler und Synchronsprecher
- Annemone Haase (* 1930), Schauspielerin
- Klaus Hartenstein (* 1930), Fußballspieler
- Gerhard Lehnert (1930–2010), Mediziner
- Michael Marszalek (1930–2014), Kameramann und Musikproduzent
- Wolfgang Hermann Müller (* 1930), Philosoph und Hochschullehrer
- Kurt Pätzold (1930–2016), Historiker
- Ehrenfried Petras (1930–1980), Mikrobiologe
- Reinhard Pfalz (1930–2014), Mediziner, Direktor der HNO-Klinik des Universitätsklinikums Ulm
- Horst Rittner (1930–2021), Fernschachweltmeister
- Peter Schweigler (1930–1989), deutscher Bibliothekar
- Reinhard Selten (1930–2016), Ökonom und Nobelpreisträger
- Heinz Wodzicka (1930–2022), Maler und Grafiker

#### 1931 bis 1940

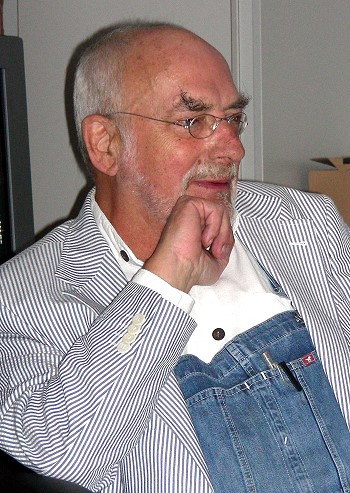
Peter Lustig (1937–2016)

- Günther Bröker (1931–1995), Theologe und Christlicher Archäologe
- Georg Brühl (1931–2009), Museologe, Kunstwissenschaftler, Publizist und Kunstsammler
- Peter Dorn (* 1931), Komponist und Pianist
- Horst Friedrich (1931–2015), Chronologiekritiker und Sachbuchautor
- Thuri Lorenz (1931–2017), Klassischer Archäologe
- Franz M. Matschinsky (1931–2022), deutsch-US-amerikanischer Mediziner und Biochemiker
- Wolfgang Nossen (1931–2019), Vorsitzender der Jüdischen Landesgemeinde Thüringen
- Michael O. Rabin (* 1931), israelischer Informatiker und Logiker, Turingpreisträger
- Fritz Reimer (* 1931), Psychiater
- Helmut Skowronek (1931–2019), Psychologe und Rektor der Universität Bielefeld
- Volker Soergel (1931–2022), Physiker und Hochschullehrer
- Manfred Szejstecki (1931–2016), Bergmann, Bergingenieur, Zeichner, Grafiker, Maler, Objekt- und Videokünstler
- Dorothea Walda (1931–2016), Schauspielerin
- Wolfgang Barton (1932–2012), Maler und Grafiker
- Maria-Thomas Beil (* 1932), Benediktinerin
- Reinhard Dietrich (1932–2015), Bildhauer
- Manfred Gottschalk (1932–1982), katholischer Bischof von Oudtshoorn
- Godehard Joppich (1932–2024), Benediktiner, Theologe, Kantor und Professor
- Johann-Friedrich Konrad (1932–2015), evangelischer Theologe und Hochschullehrer
- Gerald Milde (1932–2023), Geologe und Hochschullehrer
- Winfried Pietrek (* 1932), römisch-katholischer Priester und Publizist
- Christa Sammler (* 1932), Bildhauerin
- Ingo Schmidt (1932–2020), Wirtschaftswissenschaftler und Hochschullehrer
- Ekkehart Stein (1932–2008), Staatsrechtler und Hochschullehrer
- Eckhard Wolf (1932–2018), Richter am Bundesgerichtshof
- Robert W. Berger (* 1933), Mathematiker
- Konrad Cramer (1933–2013), Philosoph und Hochschullehrer
- Christian Herfarth (1933–2014), Chirurg und Hochschullehrer
- Renate von Heydebrand (1933–2011), Literaturwissenschaftlerin
- Harald-Dietrich Kühne (1933–2011), Volkswirtschaftler, Hochschullehrer und Politiker
- Liselotte Kuschnitzky (1933–1977), Schauspielerin
- Joachim Lukas (* 1933), Architekt
- Joachim Meisner (1933–2017), Theologe, Kardinal und Erzbischof von Köln
- Horst Milde (1933–2023), Politiker (SPD), Mitglied des Niedersächsischen Landtages
- Margaret Raspé (1933–2023), Performancekünstlerin, Fotografin und Filmemacherin
- Dieter Reiher (* 1933), evangelischer Theologe, Pädagoge und Politiker
- Manfred Reimer (* 1933), Mathematiker und Hochschullehrer
- Horst-Dieter Schiele (* 1933), Chefredakteur und Verlagsgeschäftsführer
- Manfred Schütz (* 1933), Jugend-Schriftsteller und Buchgestalter
- Dietrich Alexander (1934–1999), Philosoph
- Helmut Altner (* 1934), Biologe, Hochschulpolitiker
- Kunibert Becker (1934–2001), Politiker, Bürgermeister der Stadt Werl
- Elert Bode (1934–2025), Schauspieler, Theaterregisseur und Theaterintendant
- Józef Grundmann (1934–1991), Radrennfahrer
- Erhard Hexelschneider (1934–2018), Slawist
- Dietrich Hoffmann (1934–2023), Erziehungswissenschaftler und Hochschullehrer
- Manfred Just (* 1934), Rechtswissenschaftler
- Karl-Eduard von Kospoth (* 1934), Brigadegeneral der Luftwaffe der Bundeswehr
- Wolfgang Langer (1934–2020), römisch-katholischer Theologe
- Peter Mende (1934–2016), Diplomat, Botschafter der Bundesrepublik Deutschland
- Franz Michalski (1934–2023), Holocaust-Überlebender und Autor
- Fritz Mierau (1934–2018), Slawist, Literaturwissenschaftler, Übersetzer, Essayist und Herausgeber
- Horst Miesler (* 1934), Maler
- Gottfried Milde (1934–2018), Rechtsanwalt und Politiker (CDU), Innenminister Hessens
- Marlene Schmidt (* 1934), Schönheitskönigin, Schauspielerin, Drehbuchautorin und Filmproduzentin
- Hannes Scholz (1934–2017), Fußballtrainer und -funktionär
- Armin Stolper (1934–2020), Schriftsteller und Dramaturg
- Roswitha Völz (* 1934), Schauspielerin, Balletttänzerin und Synchronsprecherin
- Werner Boldt (* 1935), Geschichtsdidaktiker
- Gerold von Braunmühl (1935–1986), von der RAF ermordeter Diplomat, Politischer Direktor im Auswärtigen Amt
- Erika Drees (1935–2009), Ärztin, Bürgerrechtlerin, Umwelt- und Friedensaktivistin
- Dietmar Hallmann (* 1935), Bratschist (Gewandhaus-Quartett)
- Hansjochen Hancke (* 1935), Rechtswissenschaftler und Bibliothekar
- Joachim Hruschka (1935–2017), Rechtswissenschaftler
- Siegfried Kühn (* 1935), Regisseur und Drehbuchautor
- Paul Mai (1935–2022), römisch-katholischer Priester, Historiker und Archivdirektor
- Ulrich Nembach (* 1935), evangelischer Theologe
- Heinz Neumärker (1935–2017), Amateurfotograf und Bildautor
- Fritz Nöpel (1935–2020), Karateka und Wegbereiter des Gōjū-Ryū-Karate in Deutschland
- Norbert Pohl (1935–2003), Grafiker und Holzgestalter
- Peter Przybylski (1935–2019), Jurist und Publizist
- Eva Rühmkorf (1935–2013), Psychologin und Politikerin (SPD)
- Werner-Christoph Schmauch (* 1935), deutsch-amerikanischer evangelischer Theologe, Pfarrer, Publizist und Friedensaktivist
- Pit Schubert (1935–2024), Sachbuchautor und Bergsteiger
- Eberhard Stief (1935–2015), Ingenieur, Hochschullehrer und Politiker (NDPD)
- Klaus Taube (* 1935), Fußballspieler
- Johannes Winter (1935–2014), Politiker (CDU), Mitglied des Brandenburgischen Landtages
- Hubert Witt (1935–2016), Nachdichter und Herausgeber
- Klaus Dieter Wolff (1935–2007), Verwaltungsjurist
- Norbert Wolff (1935–2010), Offizier, Generalmajor der NVA der DDR
- Lothar Buchmann (1936–2023), Fußballtrainer
- Hans-Jürgen Eberhardt (1936–2017), Radiologe und Strahlentherapeut
- Peter Fulde (1936–2024), Theoretischer Physiker
- Werner Kasig (1936–2020), Geologe
- Christine Koschel (1936–2024), Schriftstellerin und Übersetzerin
- Wolfgang Krause (1936–2020), Ingenieur und Politiker (CDU), Mitglied des Bundestages
- Klaus Kutzer (1936–2025), Jurist, Richter am deutschen Bundesgerichtshof von 1982 bis 2001
- Horst Langer (1936–2007), Ingenieur und Manager
- Klaus Manchen (1936–2024), Film- und Theaterschauspieler
- Ursula Rogmann (* 1936), Künstlerin
- Ulrich Bremsteller (1937–2025), Organist
- Gisela Gebauer-Nehring (* 1937), Politikerin
- Hans Hilmar Goebel (* 1937), Neuropathologe
- Sabine Hahn (1937–2020), Schauspielerin
- Siegbert Hahn (1937–2024), Maler
- Wolfram Hoepfner (* 1937), Klassischer Archäologe, Bauforscher und Hochschullehrer
- Christian Hünemörder (1937–2012), Wissenschaftshistoriker
- Hans-Ulrich Klose (1937–2023), Politiker (SPD), Erster Bürgermeister der Freien und Hansestadt Hamburg
- Wolfgang Körner (1937–2019), Schriftsteller
- Klaus Lindner (1937–2022), Bibliothekar und Kartograf
- Wessel Lücke (1937–2022), Basketballfunktionär
- Peter Lustig (1937–2016), Fernsehdarsteller und Jugendbuchautor
- Dorothea Prühl (* 1937), Künstlerin, Schmuckgestalterin, Kunstprofessorin
- Dietmar Sauermann (1937–2011), Volkskundler
- Wolfgang Schade (* 1937), Generalmajor des Heeres der Bundeswehr
- Anita Schubert (* 1937), deutsche Objektkünstlerin, Malerin und Collagistin
- Christian Starck (* 1937), Staatsrechtler
- Heinz Dieter Stodolkowitz (* 1937), Jurist, Richter am deutschen Bundesgerichtshof von 1988 bis 2002
- Monika Taubitz (* 1937), Lyrikerin und Schriftstellerin
- Renate Tost (* 1937), Kalligrafin, Schriftkünstlerin und Fachautorin
- Dietrich Wirth (* 1937), Arbeitsphysiologe, Flugmediziner, Autor und Journalist
- Gerhard Henschel (1938–2022), Maler
- Norbert Conrads (* 1938), Historiker und Germanist
- Horst David (1938–2020), Serienmörder
- Wolfgang Dittrich (* 1938), Bibliothekar, Direktor der Niedersächsische Landesbibliothek und Vorsitzender des Vereins Deutscher Bibliothekare
- Renate Fölsch (* 1938), Gewerkschafterin, Politikerin und Präsident der Reichsbahndirektion Schwerin
- Andreas Franzke (* 1938), Kunsthistoriker, Rektor der Staatlichen Akademie der Bildenden Künste Karlsruhe
- Karl-Georg Hirsch (* 1938), Grafiker und Holzstecher sowie Hochschullehrer
- Hans-Winfried Jüngling (1938–2018), Jesuit und Bibelwissenschaftler
- Heiko Lange (* 1938), Wirtschaftsmanager
- Klaus Mehrländer (1938–2021), Hörspielregisseur
- Peter Ulrich Sauer (* 1938), Kernphysiker, Hochschullehrer
- Ulrich Wilhelm Schaefer (1938–2002), Internist, Krebsforscher und Hochschullehrer
- Joachim Starck (* 1938), Jurist, Richter am deutschen Bundesgerichtshof von 1990 bis 2003
- Wolfgang Steiner (* 1938), Unternehmer, Sammler von Hinterglasmalerei
- Hans-Joachim Torke (1938–2000),  Historiker und Hochschulprofessor
- Helga Abret (1939–2013), Germanistin und Übersetzerin
- Renate Apitz (1939–2008), Schriftstellerin
- Helmut Burkhardt (1939–2022), evangelischer Theologe
- Alfred Fletcher (1939–2002), Brigadegeneral der Luftwaffe
- Hans-Joachim Franke (* 1939), Jurist und Politiker (CDU), Landtagsabgeordneter in Nordrhein-Westfalen
- Walter Hayn (1939–1964), Todesopfer an der Berliner Mauer
- Katinka Hoffmann (1938–2021), Schauspielerin und Theaterbetreiberin
- Peter Paul Hoffmann (* 1939), Automobilrennfahrer
- Reiner Kaczynski (1939–2015), katholischer Geistlicher und Liturgiewissenschaftler
- Dieter Lindner (1939–2024), Fußballspieler und -funktionär
- Jutta Lowag (1939–2014), Volkswirtin sowie Verwaltungsdirektorin und stellvertretende Intendantin des Bayerischen Rundfunks
- Horst Mehrländer (* 1939), Politiker (FDP), Staatssekretär im Wirtschaftsministerium Baden-Württemberg
- Eberhard Neumann (* 1939), Biochemiker und -physiker, Hochschullehrer
- Peter Pragal (* 1939), Journalist
- Hans-Wolf Reinhardt (* 1939), Bauingenieur
- Dietmar Schneider (1939–2022), Fotograf und Kunstvermittler
- Frank Selten (* 1939), Sprachlehrer und Jazzmusiker
- Wolfgang Weber (1939–2023), Ingenieur und Politiker, Mitglied des Sächsischen Landtages
- Hans-Gerd Winter (* 1939), Germanist, Hochschullehrer
- Winfried Woesler (* 1939), Literaturwissenschaftler und Hochschullehrer
- Michael Bautz (1940–2017), Geistlicher, Generalvikar des Bistums Dresden -Meißen
- Reinhard Bernhof (* 1940), Dichter und Schriftsteller
- Carl von Boehm-Bezing (1940–2023), Bankmanager
- Joachim Giesel (* 1940), Fotograf
- Walter Heimann (* 1940), Musikpädagoge und Musikwissenschaftler
- Lothar Herbst (1940–2000), Poet und Oppositioneller gegen die kommunistische Diktatur
- Ekkehard Kappler (* 1940), Betriebswissenschaftler
- Siegbert Kardach (* 1940), Internist und Schriftstellerarzt in Erfurt
- Axel Klingenberg (* 1940), Schauspieler
- Eike Lehmann (1940–2019), Schiffbauingenieur und Hochschullehrer
- Klaus-Dieter Lehmann (* 1940), Präsident der Stiftung Preußischer Kulturbesitz
- Bernfried Nugel (* 1940), deutscher Anglist und Hochschullehrer
- Rudi Pawelka (* 1940), Leitender Polizeidirektor a. D., ehemaliger Bundesvorsitzender der Landsmannschaft Schlesien und ehemaliger Ratsherr der Stadt Leverkusen
- Josef „Sepp“ Piontek (* 1940), Fußballspieler und Fußballtrainer
- Klaus W. Ruprecht (* 1940), Ophthalmologe und ehemaliger Direktor der Augenklinik am Universitätsklinikum des Saarlandes in Homburg/Saar
- Peter Schönfelder (1940–2020), Botaniker und Universitätsprofessor (Uni Regensburg)
- Cornelius Sommer (1940–2011), Diplomat und Sprachpfleger
- Michael-Hubertus von Sprenger (* 1940), Jurist, Rechtsanwalt
- Anna-Katharina Szagun (* 1940), evangelische Theologin
- Hannelore Telloke (1940–2019), Theaterschauspielerin
- Karl-Ludwig Voss (1940–2018), lutherischer Theologe und Dekan
- Edwin Werner (* 1940), Musikwissenschaftler, Händelforscher
- Bodo Wolf (1940–2024), Ingenieur, Energiewirtschaftler und Unternehmer

#### 1941 bis 1950

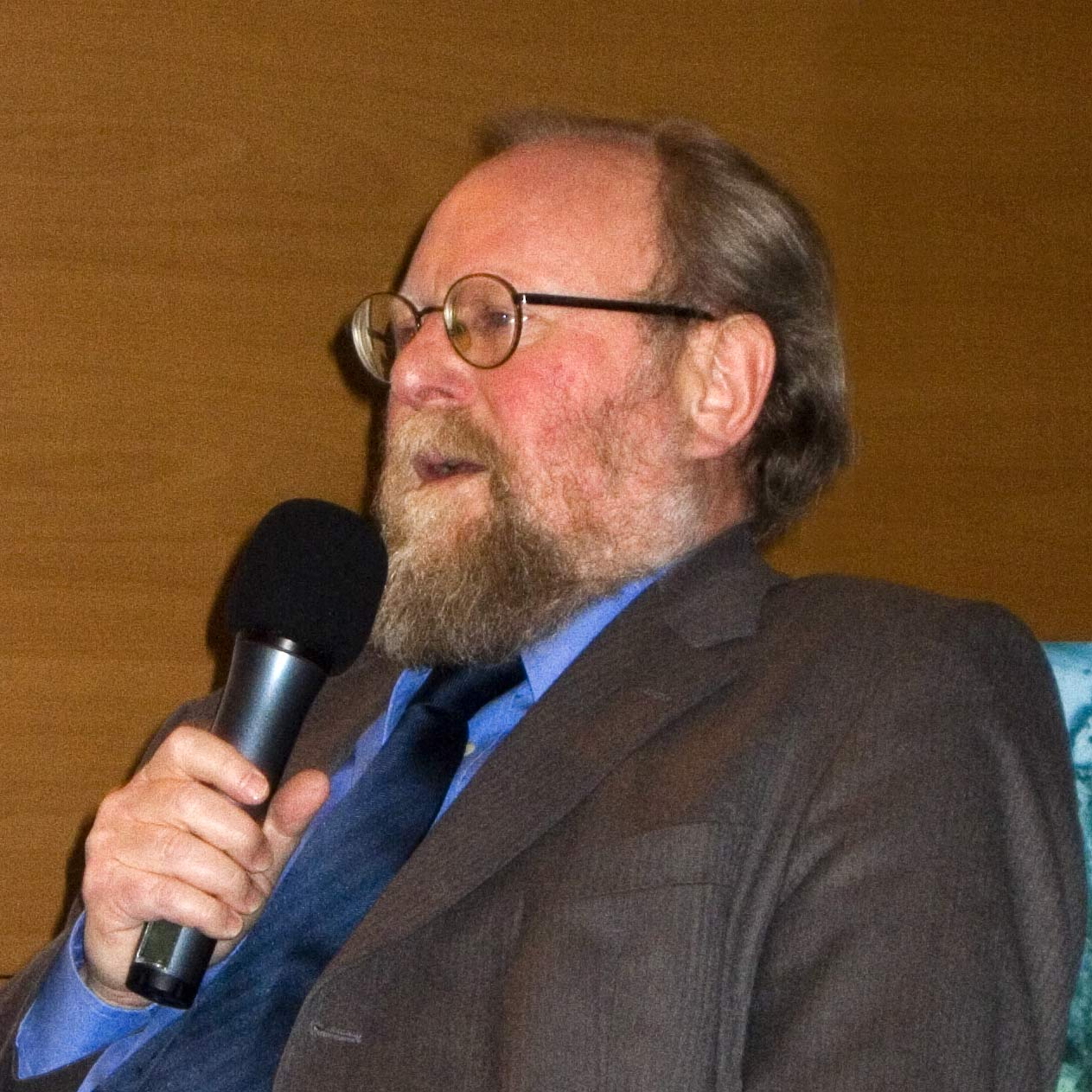
Wolfgang Thierse (* 1943)

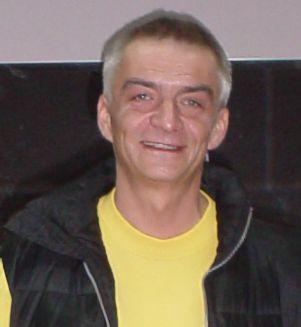
Andrzej Ziemiański (* 1960)

- Karl-Heinz Baum (* 1941), Autor und Journalist
- Peter Franke (* 1941), Schauspieler
- Dietmar Franzke (1941–2023), Politiker (SPD)
- Hans Dietrich Hartel (* 1941), Schriftsteller
- Werner Jüptner (* 1941), Laserphysiker
- Rüdiger Kirschstein (* 1941), Schauspieler und Künstler
- Michael Kittner (* 1941), Rechtswissenschaftler und Arbeitsrechtler.
- Gisela Kosubek (* 1941), Übersetzerin
- Naëmi Priegel (* 1941), Schauspielerin und Sängerin
- Hans Reich (* 1941), Bankmanager
- Bernhard Schütz (1941–2023), deutscher Kunsthistoriker und Hochschullehrer
- Horst Georg Skorupa (1941–2004), Keramiker in der DDR
- Klaus-Michael Stephan (* 1941), Bildhauer und Maler
- Gerd Stricker (1941–2019), deutscher Historiker
- Hagen Tschoeltsch (* 1941), Politiker (FDP)
- Lena Vandrey (1941–2018), deutsch-französische Malerin, Bildhauerin und Autorin
- Joachim Wanke (* 1941), katholischer Bischof von Erfurt
- Michael Auditor (1942–2023), Politiker (SPD)
- Hans-Gerd von Dücker (1942–2022), deutscher Jurist und Richter
- Alfred Gomolka (1942–2020), Politiker (CDU)
- Thomas Körner (* 1942), Schriftsteller
- Randolf Kronberg (1942–2007), Schauspieler, Synchron- und Hörspielsprecher
- Dietrich Kurz (1942–2023), Sportpädagoge und Hochschullehrer
- Carmen Nolting (* 1942), Textilgestalterin
- Birgit Pausch (* 1942), Schauspielerin und Autorin
- Ina Rösing (1942–2018), Kulturanthropologin, Ethnologin, Psychologin, Soziologin und Thanatologin
- Arnold von Rümker (1942–2023), Agrarökonom und Verbandsfunktionär, Präsident der Johanniter-Unfall-Hilfe
- Sieglinde Seele (1942–2024), Denkmalforscherin
- Andreas Sobeck (1942–2018), Bildhauer
- Christiane Thalgott (* 1942), Architektin, Stadtplanerin und Baubeamtin
- Ilse Tschörtner (1942–2022), Übersetzerin
- Jürgen Wölbing (1942–2009), Zeichner und Grafiker
- Michael Altmann (1943–2016), Schauspieler
- Volker Baehr (1943–1981), Stadtplaner und Kommunalpolitiker
- Horst Dittmann (1943–2021), Tänzer
- Peter Gatter (1943–1997), Journalist, Fernsehredakteur
- Michael Gawlik (1943–1985), Maler und Grafiker in der DDR
- Rolf Gehlhaar (1943–2019), US-amerikanischer Komponist und Professor für Experimentelle Musik an der Coverty University (England)
- Ilona Grandke (* 1943), Schauspielerin, Sängerin und Synchronsprecherin
- Brigitte Hähnel (1943–2013), deutsche Schriftstellerin
- Winfried Hamel (* 1943), Wirtschaftswissenschaftler, Hochschullehrer
- Gregor Henckel-Donnersmarck (1943–2025), Abt des Zisterzienserstiftes Heiligenkreuz
- Rainer Hoffmann (* 1943), Politikwissenschaftler und Hochschullehrer
- Brigitte Lückert (1943–2020), Pädagogin und Politikerin
- Horst Möller (* 1943), Historiker und Professor für Neuere und Neueste Geschichte
- Volker Neuhaus (1943–2025), Germanist und Hochschullehrer
- Winfried Petzold (1943–2011), Politiker (NPD)
- Martin Puttke (* 1943), Ballettpädagoge, Ballettmeister, Ballettdirektor und Tanzwissenschaftler
- Peter Staisch (1943–2022), Fernsehjournalist
- Maria-Barbara von Stritzky (* 1943), römisch-katholische Theologin
- Wolfgang Thierse (* 1943), Kulturwissenschaftler, Politiker (SPD), Präsident und Vizepräsident des Deutschen Bundestages
- Sabine Tschierschky (* 1943), Malerin, Grafikerin und Hochschullehrerin
- Thomas Wachweger (1943–2015), Künstler
- Werner Waldhoff (1943–1997), Schriftsteller und Übersetzer
- Christoph Walter (1943–1995), Fußballspieler
- Günter D. Alt (* 1944), Fernsehjournalist und Moderator
- Friedrich Leopold Graf von Brühl (* 1944), Politiker, Bürgermeister der Stadt Werl
- Achim Exner (* 1944), Politiker (SPD), ehemaliger Oberbürgermeister von Wiesbaden
- Klaus Hennig (* 1944), Judoka
- Wolfgang Hermann (* 1944), Politiker (FDP), MdL Niedersachsens
- Karl-Heinz Hiersemann (1944–1998), Politiker (SPD), Vizepräsident des Bayerischen Landtags
- Helmut Huttary (1944–2016), Fußballtrainer und -spieler
- Nikolaus Klehr (1944–2016), Dermatologe
- Heiner Kreuzer (1944–1985), Politiker (SPD), Mitglied des Niedersächsischen Landtages
- Jörn Pfennig (* 1944), Lyriker und Jazzmusiker
- Friedrich Wilhelm Rösing (* 1944), Anthropologe
- Burghard Schneider (* 1944), Jurist, Staatssekretär im Saarland und Verbandsfunktionär
- Tatja Seibt (* 1944), Schauspielerin
- Klaus Weiß (1944–2000), Handballtorwart
- Thekla Carola Wied (* 1944), Schauspielerin
- Michael Zeller (* 1944), Schriftsteller
- Seweryn Blumsztajn (* 1946), Journalist
- Gabriel Chmura (1946–2020), israelisch-polnischer Dirigent und mehrfacher Generalmusikdirektor
- Hugo Aust (1947–2025), Germanist, Literaturwissenschaftler und Hochschullehrer
- Ewa Dałkowska (1947–2025), Schauspielerin
- Zofia Kulik (* 1947), Künstlerin
- Krystyna Tkacz (* 1947), Schauspielerin
- Leszek Żabiński (1947–2019), Wirtschaftswissenschaftler, Rektor der Kattowitzer Wirtschaftsuniversität
- Wojciech Arkuszewski (* 1948), Politiker
- Jan Tomaszewski (* 1948), Fußballtorhüter
- Dariusz L. Aleksandrowicz (1949–2022), Philosoph und Hochschullehrer
- Jerzy Lewi (1949–1972), Schachmeister
- Stanisław Bereś (* 1950), Literaturkritiker, -historiker und Lyriker
- Jan Harasimowicz (* 1950), Kunsthistoriker, Philosoph und Theologe

#### 1951 bis 1970

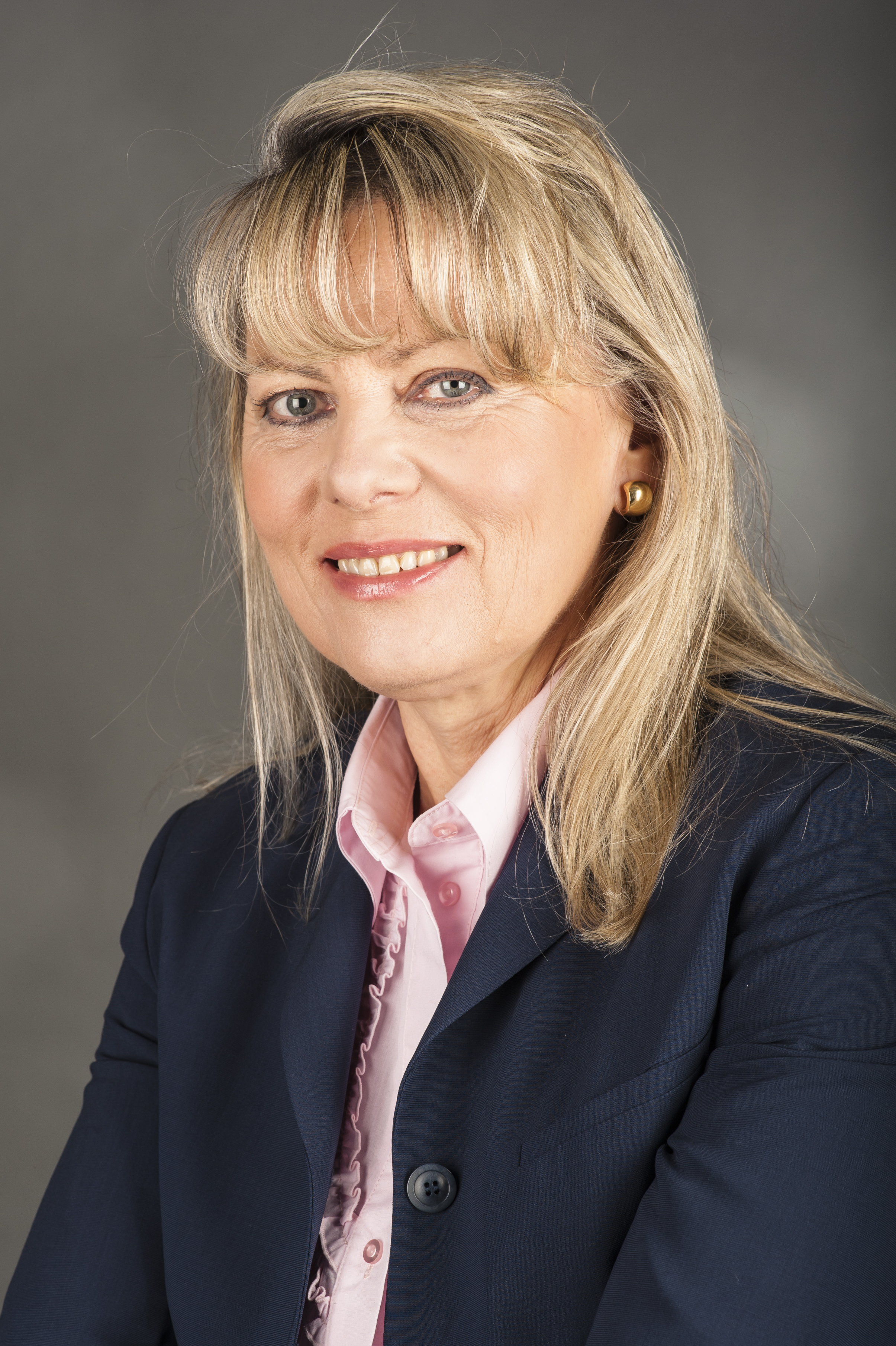
Lidia Joanna Geringer de Oedenberg (* 1957)

- Rafał Augustyn (* 1951), Komponist, Musik- und Literaturkritiker
- Andrzej Bart (* 1951), Schriftsteller, Regisseur und Drehbuchautor
- Alexander Gerybadze (* 1951), Wirtschaftswissenschaftler und Innovationsforscher
- Tomasz Giaro (* 1951), Rechtswissenschaftler
- Gabriela Kownacka (1952–2010), Schauspielerin
- Eva Stachniak (* 1952), Schriftstellerin
- Zbigniew Woźniak (* 1952), Maler und Karikaturist
- Urszula Małgorzata Benka (* 1953), Lyrikerin, Erzählerin und Übersetzerin
- Teresa Orlowski (* 1953), Erotik-Darstellerin und -Produzentin
- Władysław Frasyniuk (* 1954), Politiker
- Andrzej Sekuła (* 1954), Kameramann und Regisseur
- Tomasz Gutkowski (* 1955), Bergbauingenieur, Vorstand des Bundes der Polen in Deutschland – ZPwN – Rodlo (2000–2006), Journalist und Autor
- Maciej Łagiewski (* 1955), Historiker
- Leszek Swornowski (* 1955), Fechter
- Jan Jakub Kolski (* 1956), Filmregisseur und Schriftsteller
- Wojciech Konikiewicz (* 1956), polnischer Komponist, Jazz- und Improvisationsmusiker
- Lidia Joanna Geringer de Oedenberg (* 1957), Politikerin und Abgeordnete des Europäischen Parlaments
- Andrzej Siemieniewski (* 1957), römisch-katholischer Geistlicher, Bischof von Legnica
- Witold Mokiejewski (* 1958), Radrennfahrer
- Konstanty Radziwiłł (* 1958), Politiker und Mediziner, Gesundheitsminister
- Andrzej Lis (* 1959), Fechter
- Adam Poprawa (* 1959), Literaturhistoriker, Literaturkritiker, Musikkritiker, Lyriker und Prosaschriftsteller
- Mirosław Rzepkowski (* 1959), Sportschütze
- Ewa Wolak (* 1960), Politikerin, Abgeordnete des Sejm
- Andrzej Ziemiański (* 1960), Science-Fiction-Autor
- Piotr Baron (* 1961), Jazzmusiker
- Witold Pahl (* 1961), Politiker
- Piotr Siemion (* 1961), Schriftsteller und Rechtsanwalt
- Robert Felisiak (* 1962), polnischer, ab 1989 deutscher Fechter, Olympiasieger
- Robert Iwaszkiewicz (* 1962), Politiker
- Darek Oleszkiewicz (* 1963), Jazz-Bassist und Hochschullehrer
- Kuba Stankiewicz (* 1963), Jazzmusiker
- Waleri Salow (* 1964), russischer Schachgroßmeister
- Piotr Wojtasik (* 1964), Jazzmusiker
- Zbigniew Łowżył (* 1965), Komponist, Schlagzeuger, Pianist und Musikpädagoge
- Dorota Czerner (* 1966), polnische Schriftstellerin
- Andrzej Majewski (* 1966), Aphoristiker und Kunstfotograf
- Marek Krajewski (* 1966), Schriftsteller
- Cezary Gmyz (* 1967), Journalist
- Rafał Kubacki (* 1967), Judoka
- Olaf Lubaszenko (* 1968), Regisseur und Schauspieler
- Maria Makowska (* 1969), Fußballspielerin, polnische Rekordnationalspielerin
- Piotr Wawrzynek (* 1970), römisch-katholischer Geistlicher und Weihbischof in Liegnitz

#### 1971 bis 1980
- Krzysztof Cwalina (* 1971), Schwimmer
- Krystian Kiełb (* 1971), Komponist, Musiktheoretiker und Musikpädagoge
- Kinga Preis (* 1971), Schauspielerin
- Joanna Wiśniewska (* 1972), Diskuswerferin
- Ania Hardukiewicz (* 1973), freischaffende polnisch-deutsche Malerin und bildende Künstlerin
- Tomasz Bobel (* 1974), Fußballspieler
- Katarzyna Mol-Wolf (* 1974), deutsche Verlegerin und Autorin
- Monika A. Pohl (* 1974), Autorin und Dozentin
- Joanna Jakimiuk (* 1975), Degenfechterin
- Michał Witkowski (* 1975), Autor
- Filip Zawada (* 1975), Dichter, Musiker und Fotograf
- Kasia Bortnik (* 1976), Jazzmusikerin
- Tomasz Kosztowniak (* 1977), Fußballspieler
- Monika Anna Wojtyllo (* 1977), Regisseurin, Schauspielerin und Autorin
- Artur Majewski (* 1978), Jazzmusiker
- Agnieszka Smoczyńska (* 1978), Regisseurin
- Patrycja German (* 1979), Performance-Künstlerin
- Paweł Rańda (* 1979), Ruderer
- Natalia Avelon (* 1980), deutsch-polnische Sängerin und Schauspielerin
- Anna Fojudzka (* 1980), Schachspielerin
- Iza Kała (* 1980), Schauspielerin

#### 1981 bis 1990
- Ania Fucz (* 1981), deutsche Thaiboxerin
- Marcin Jędrusiński (* 1981), Sprinter
- Dagmara Kraus (* 1981), deutsche Lyrikerin und Übersetzerin
- Łukasz Bodnar (* 1982), Radrennfahrer
- Katarzyna Karasińska (* 1982), Skirennläuferin
- Krzysztof Ostrowski (* 1982), Fußballspieler
- Filip Adamski (* 1983), deutscher Ruderer
- Agnieszka Dziemianowicz-Bąk (* 1984), Politikerin, soziale Aktivistin und Frauenrechtlerin
- Joanna Kaczor (* 1984), Volleyballspielerin
- Jarosław Lech (* 1984), Volleyball- und Beachvolleyballspieler
- Nadia Szagdaj (* 1984), Musikerin, Schriftstellerin und Bildkünstlerin
- Jagoda Szelc (* 1984), Regisseurin und Drehbuchautorin
- Julia Szychowiak (* 1986), Dichterin
- Przemysław Czajkowski (* 1988), Leichtathlet
- Marta Leśniak (* 1988), Tennisspielerin
- Dagmara Wozniak (* 1988), US-amerikanische Fechterin
- Rafał Omelko (* 1989), Leichtathlet
- Symela Ciesielska (* 1990), Fußballspielerin
- Joanna Linkiewicz (* 1990), Leichtathletin

#### 1991 bis 2000
- Monika Brzeźna (* 1991), Radrennfahrerin
- Wojciech Pszczolarski (* 1991), Radsportler
- Robert Sobera (* 1991), Stabhochspringer
- Mariola Wiertelak (* 1991), Handballspielerin
- Damian Sylwestrzak (* 1992), Fußballschiedsrichter
- Agata Forkasiewicz (* 1994), Sprinterin
- Szymon Walków (* 1995), Tennisspieler
- Jakub Zdybek (* 1995), Beachvolleyballspieler
- Urszula Bogucka (* 1996), Schauspielerin
- Mateusz Sochowicz (* 1996), Rennrodler
- Nastazja Staniszewska (* 1996), Malerin, Grafikerin und Bildhauerin
- Hubert Hurkacz (* 1997), Tennisspieler
- Bartosz Rudyk (* 1998), Radsportler
- Kinga Jakubowska (* 1999), Handballspielerin
- Mata (* 2000), Rapper und Hip-Hopper

### 21. Jahrhundert
- Weronika Baszak (* 2002), Tennisspielerin
- Tomasz Pieńko (* 2004), Fußballspieler
- Krzysztof Kurowski (* 2006), Fußballspieler

## Mit Breslau verbundene Persönlichkeiten
Zahlreiche wichtige Persönlichkeiten wurden zwar nicht in Breslau geboren, verbrachten aber einen großen Teil ihres Lebens in dieser Stadt oder waren für Breslau von großer Bedeutung. Im Folgenden sind einige Persönlichkeiten alphabetisch aufgelistet:

### A bis G

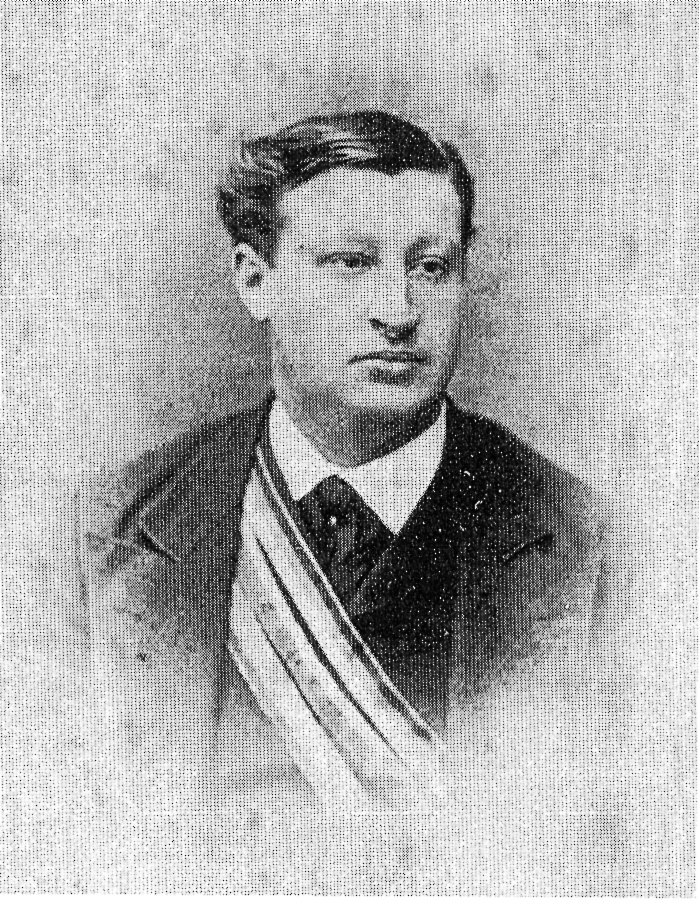
Waldemar Dyhrenfurth

- Ephraim Ludwig Gottfried Abt (1752–1819), Bergbaubeamter und Regionalhistoriker
- Andreas Acoluthus (1654–1704), Orientalist und Sprachforscher
- August Gottfried Wilhelm Andreae (1757–1830), Kriegs- und Domänenrat
- Alois Alzheimer  (1864–1915), Psychiater und Neuropathologe
- Jean Pierre Antoine d’Alençon (1687–1752), 2. Kammerdirektor der Kriegs- und Domänenkammer
- Johann Theodor von Arnold (1705–1758), Regierungsdirektor der niederschlesischen Regierung
- Pierre d’Aval (1745– nach 1806), 2. Direktor der Akzise- und Zolldirektion
- Jerzy Samuel Bandtkie, polnischer Historiker und Bibliograf; wuchs in Breslau auf und wirkte dort von 1798 bis 1811
- Christian Behrens (1852–1905), Bildhauer; wirkte ab 1886 bis zu seinem Tode als Vorsteher des Meisterateliers für Bildhauerei am Schlesischen Museum der Bildenden Künste in Breslau
- Adolf Kardinal Bertram (1859–1945), Erzbischof
- Gottlob Benedict Bierey (1772–1840), Komponist, Kapellmeister und Theaterpächter
- Valeska Gräfin Bethusy-Huc (1849–1926), Schriftstellerin, Politikergattin
- Johann Gottlieb Blümner (1763–1837), Rendant beim Oberlandesgericht
- Helmut de Boor (1891–1976), germanistischer Mediävist; verbrachte Kinder- und Teile der Jugendzeit in Breslau und besuchte dort das Gymnasium; älterer Bruder des Theologen Werner de Boor (s. o.)
- Albert Bothe (1875–1963), Kunstmaler, Graphiker, Buchgestalter, von 1909 bis 1924 aktiv als Dozent an der Handwerker- und Kunstgewerbeschule Breslau
- Johannes Brahms (1833–1897), Komponist, Pianist und Dirigent; erhielt im März 1878 die Ehrendoktorwürde der Universität Breslau
- Johann Gustav Gottlieb Büsching (1783–1829), namhafter Archivist und Professor für Altertumskunde, wirkte in Breslau ab 1811
- Constantin Carathéodory (1873–1950), Mathematiker
- Johann Philipp von Carrach (1730–nach 1781), Rechtswissenschaftler, Verwaltungsbeamter und Geheimer Rat in Breslau
- Hans Gerhard Creutzfeldt (1885–1964), Psychiater, Neurologe und Neuropathologe
- Ceslaus von Breslau (1184–1242), Missionar, Heiliger und seit 1963 Schutzpatron von Breslau
- Therese Dahn (1845–1929), Ehefrau von Felix Dahn, Schriftstellerin, Ehrensenatorin der Universität Breslau
- Ludwig Devrient (1784–1832), Schauspieler; wirkte von 1809 bis 1815 in Breslau
- Waldemar Dyhrenfurth (1849–1899), Staatsanwalt, skurriler Gesellschaftskritiker, Schöpfer des Bonifazius Kiesewetter
- Hermann Ebbinghaus (1850–1909), deutscher Psychologe, Begründer der experimentellen Gedächtnisforschung, Pionier der empirischen Lehr- und Lernforschung; wirkte von 1894 bis 1905 als ordentlicher Professor in Breslau.
- Joseph Ebers (1845–1923), von 1883 bis 1921 Diözesanbaumeister in Breslau
- Joseph Freiherr von Eichendorff (1788–1857) besuchte das Königlich Katholische Matthias-Gymnasium in Breslau von 1801 bis 1805.
- Sofia Ennaoui (* 1995), polnische Leichtathletin, Mittelstreckenläuferin
- Max Filke (1855–1911), Kirchenmusiker und Komponist; wirkte ab 1891 als Domkapellmeister
- August Froehlich (1891–1942), Priesterseminar und Weihe in Breslau, Widerstandskämpfer gegen den Nationalsozialismus, Verteidiger der Rechte polnischer Zwangsarbeiter, Märtyrer
- Joachim Christian Gass (1766–1831), Konsistorialrat, Leiter des Schullehrerseminars und Professor der Theologie
- Georg von Giesche (1653–1716), geboren in der Nähe von Breslau; Leinenhändler und Kaufmann in Breslau (Ring Nr. 20), Begründer des schlesischen Bergbaus
- Georg August von Görner (1645–1715), Advokat der Rats- und Kanzleistelle des Kaisers Leopold I. für Ober- und Niederschlesien
- Jadwiga Grabowska-Hawrylak (1920–2018), polnische Architektin der Nachkriegsmoderne
- Jerzy Grotowski (1933–1999), Regisseur; in Breslau ab 1965

### H bis K

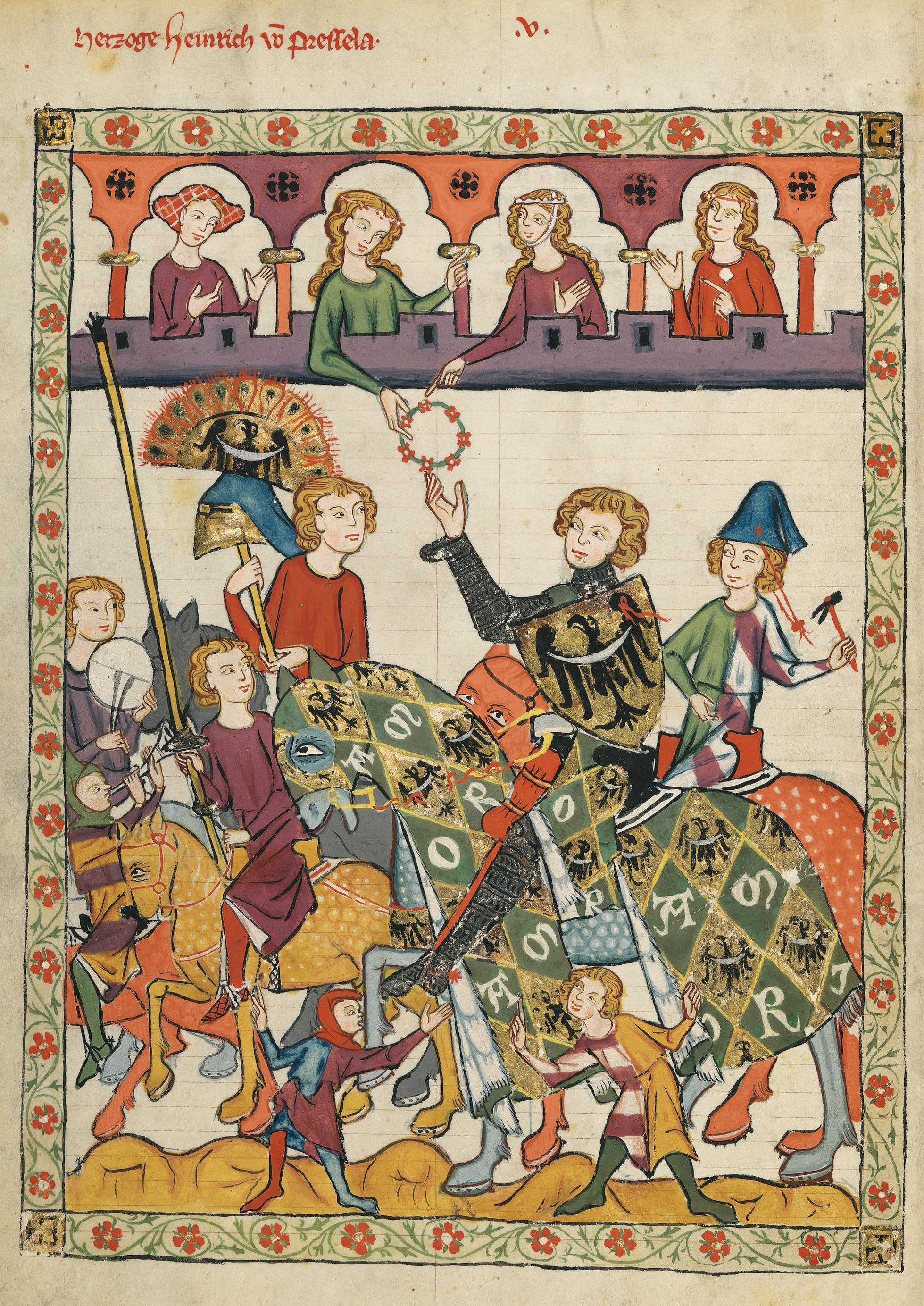
Heinrich IV. der Fromme als Minnesänger

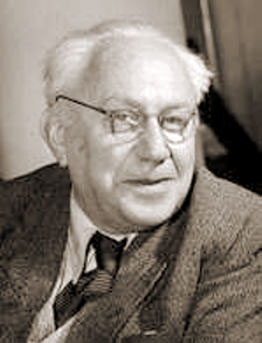
Ludwik Hirszfeld

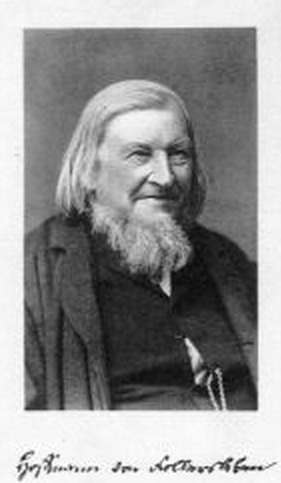
August Heinrich Hoffmann von Fallersleben

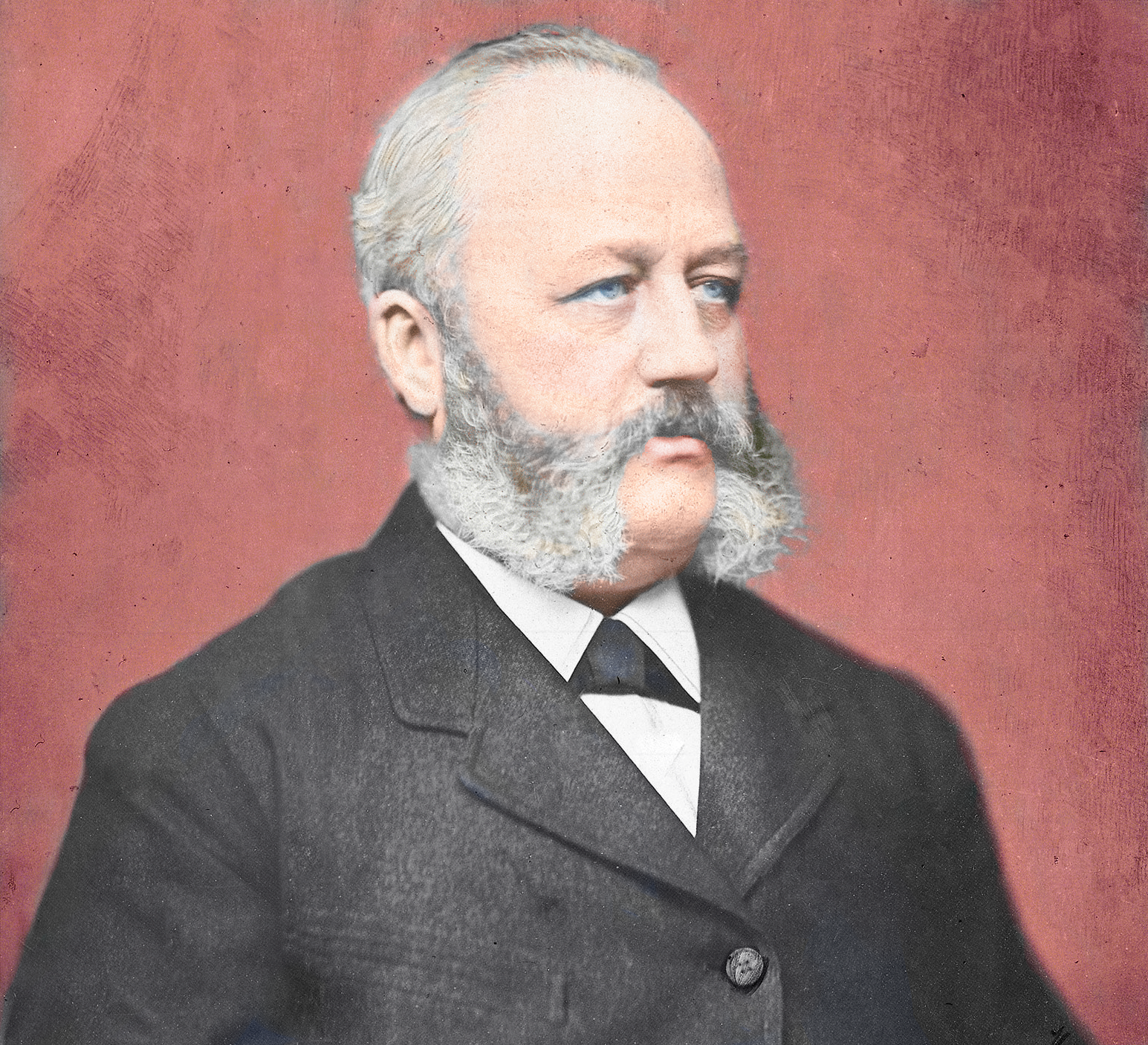
Julius Kemna

- Christoph Hackner (1663–1741), Baumeister und Architekt; hier tätig von 1695 bis 1741
- Friedrich Gustav Hagemann (1760–≈1830), Schauspieler und Dramaturg; lebte und verstarb in Breslau
- Friedrich Heinrich von der Hagen (1780–1856), Germanist
- Elkan Markus Hahn (1781–1841), Mathematiker, Lehrer in Breslau
- Wenzel Hancke (1770–1848), Chirurg; seine Witwe stiftete 1877 das Wenzel-Hancke-Krankenhaus
- Gerhart Hauptmann (1862–1946), Schriftsteller und Nobelpreisträger; besuchte die Realschule am Zwingerplatz und später die Kunst- und Kunstgewerbeschule
- Heinrich III. von Schlesien-Breslau, Herzog, Verleiher des Stadtrechts an Breslau 1261; geboren 1227/30
- Heinrich IV. der Fromme, Herzog von Breslau, Minnesänger (Heinrich von Pressela); geboren um 1270 bei Jauer
- Johann Hermann (1574–1605), Mediziner
- Johann Timotheus Hermes (1738–1821), Dichter und Romanschriftsteller; ab 1771 in Breslau
- Johann Heß (1490–1547), lutherischer Theologe und Reformator; wirkte ab 1523 als erster protestantischer Pfarrer in Breslau
- Friedrich von Heyden (1789–1851), Schriftsteller und von 1826 bis zu seinem Tod Oberregierungsrat von Breslau
- Georg Paul Heyduck (1898–1962), ab 1913 Studium in Breslau, bis 1945 freischaffender Maler in der Stadt
- Ludwik Hirszfeld (1884–1954), polnischer Mediziner, hat das AB0-System der Blutgruppen mitentwickelt
- Carl Julius Adolph Hugo Hoffmann (1801–1843), deutsch-schlesischer Kirchenmusiker und Komponist; studierte in Breslau
- August Heinrich Hoffmann von Fallersleben (1798–1874), Schöpfer des Liedes der Deutschen, war ab 1823 Kustos an der Universitätsbibliothek und Ordinarius für deutsche Sprache und Literatur in Breslau 1830–42
- Friedrich Kapff (1759–1797), Mineraloge und Beamter, Registrator und Kanzleidirektor am Oberbergamt, Kreiskalkulator am Kriegs- und Domänenkammer
- Max Kayser (1853–1888), sozialdemokratischer Reichstagsabgeordneter
- Paul Keller (1873–1932), Schriftsteller und Publizist
- Julius Kemna (1837–1898), Maschinenfabrikant
- Gustav Robert Kirchhoff (1824–1887), Physiker; von 1850 bis 1854 Professor in Breslau
- Paul Kleinert (1839–1920), evangelischer Theologe; studierte in Breslau
- David Tobias Knoll (1736–1818), Komponist
- Robert Koch (1843–1910), Arzt, Mikrobiologe und Hygieniker, beamteter Stadtarzt in Breslau
- Franz Adrian Köcher (1786–1846), Mathematiker, lehrte am Magdalenengymnasium, Reformierten Gymnasium, an der Divisionsschule und der Universität
- Bolesław Kominek (1903–1974), Verfasser des berühmten Hirtenbriefes der polnischen Bischöfe
- Georg von Kopp (1837–1914), von 1887 bis 1914 Fürstbischof von Breslau, Kardinal
- Johann Gottlieb Korn, Gründer des berühmten Korn-Verlages
- Gottlob Kranz (1660–1733), Historiker und Pädagoge, Bibliothekar und Rektor des örtlichen Elisabet-Gymnasiums
- Rudolf Kühn (1886–1950), Architekt, Stadtbaurat in Breslau
- Johann Gottlieb Kunisch (1789–1852), deutscher Gymnasiallehrer am Collegium Fridericianum in Breslau, Buchautor und Redakteur

### L bis R
- Alexis Langer (1825–1904), Architekt des Historismus
- Paul Lehmann (1883–1961), war als SPD-Mitglied von 1929 bis 1933 Abgeordneter des Provinzial-Landtags Niederschlesien in Breslau
- Gotthold Ephraim Lessing (1729–1781), war hier nach 1760 Sekretär des Generals Tauentzien
- Franz Ernst Christoph Leuckart (1748–1817), Musikverleger, Kunst- und Musikalienhändler
- Moritz Abraham Levy (1817–1872), Rabbiner, Orientalist und Numismatiker
- Heinrich Lichner (1829–1898), Komponist
- Daniel Casper von Lohenstein (1635–1683), bedeutender Dichter des Barock, Syndikus und Diplomat in Breslau
- Carl Johann Lüdecke (1826–1894), Architekt und Direktor der Kunstschule in Breslau
- Friedrich von Lüdinghausen Wolff (1643–1708), Gründer der Universität Leopoldina und ihr erster Kanzler
- Ludwig Gottfried Madihn (1748–1834), Hochschullehrer und Universitätsrektor der Schlesischen Friedrich-Wilhelms-Universität zu Breslau
- Józef Marek (1930–1978), Weihbischof von Breslau
- Kurt Masur (1927–2015), Dirigent; Schüler an der Landesmusikschule Breslau von 1942 bis 1944, Ehrenbürger der Stadt Breslau
- Johann von Mikulicz (1850–1905), Chirurg und Begründer der Gastroskopie
- Theodor Mommsen (1817–1903), Historiker; hat während seiner Professur in Breslau das Werk Römische Geschichte veröffentlicht, für das er 1902 den Nobelpreis für Literatur bekommen hat
- Johann Theodor Mosewius (1788–1858), Opernsänger; Musikdirektor der Universität Breslau, Bach-Forscher
- Moritz Moszkowski (1854–1925), Komponist und Pianist
- Otto Mueller (1874–1930), Maler, Mitglied der Künstlergruppe „Die Brücke“; Professor an der Staatlichen Akademie für Kunst und Kunstgewerbe in Breslau
- Hermann Müller (1876–1931), Reichskanzler, nach seinem Wahlkreis auch Müller-Breslau genannt
- Hermann Neufert (1858–1935), Pädagoge, studierte in Breslau, das auch seine erste Hauptwirkungsstätte wurde
- Paul Pfotenhauer (1842–1897), Archivar im Staatsarchiv Breslau und Historiker, Autor zahlreicher Schriften zur Breslauer und Schlesischen Geschichte sowie über Breslauer Persönlichkeiten
- Richard Plüddemann (1846–1910), Architekt, Stadtbaurat von Breslau 1885–1909, Stadtältester von Breslau
- Hans Poelzig (1869–1936), Architekt; zeitweise Direktor der königlichen Kunst- und Kunstgewerbeschule in Breslau
- Jan Evangelista Purkyně (1787–1869), tschechischer Mediziner, Politiker und Literat; 1832–53 Professor für Physiologie und Pathologie an der Universität Breslau
- Julius Ferdinand Räbiger (1811–1891), Theologe, Professor in Breslau und 25 Jahre Stadtverordneter
- Heinrich XLVII. Reuß zu Köstritz (1756–1833), Regierungspräsident
- Tadeusz Różewicz (1921–2014), polnischer Dichter und Dramatiker

### S bis Z

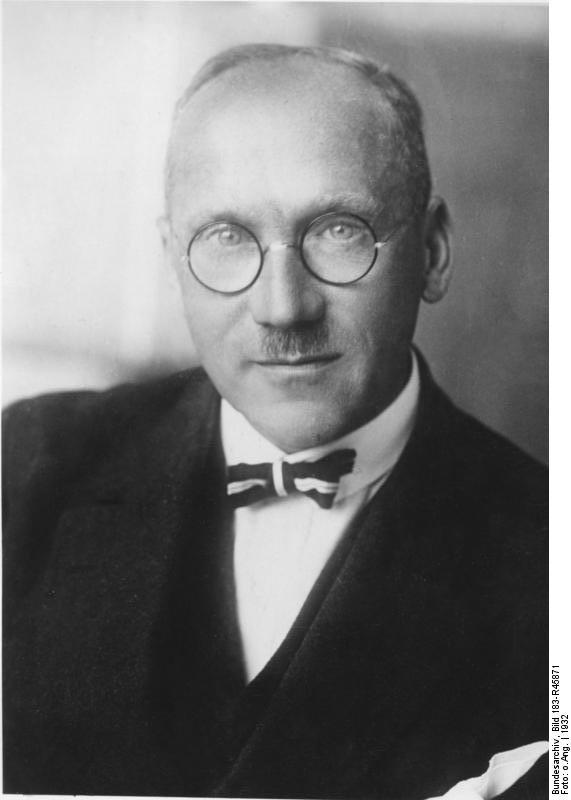
Ferdinand Sauerbruch

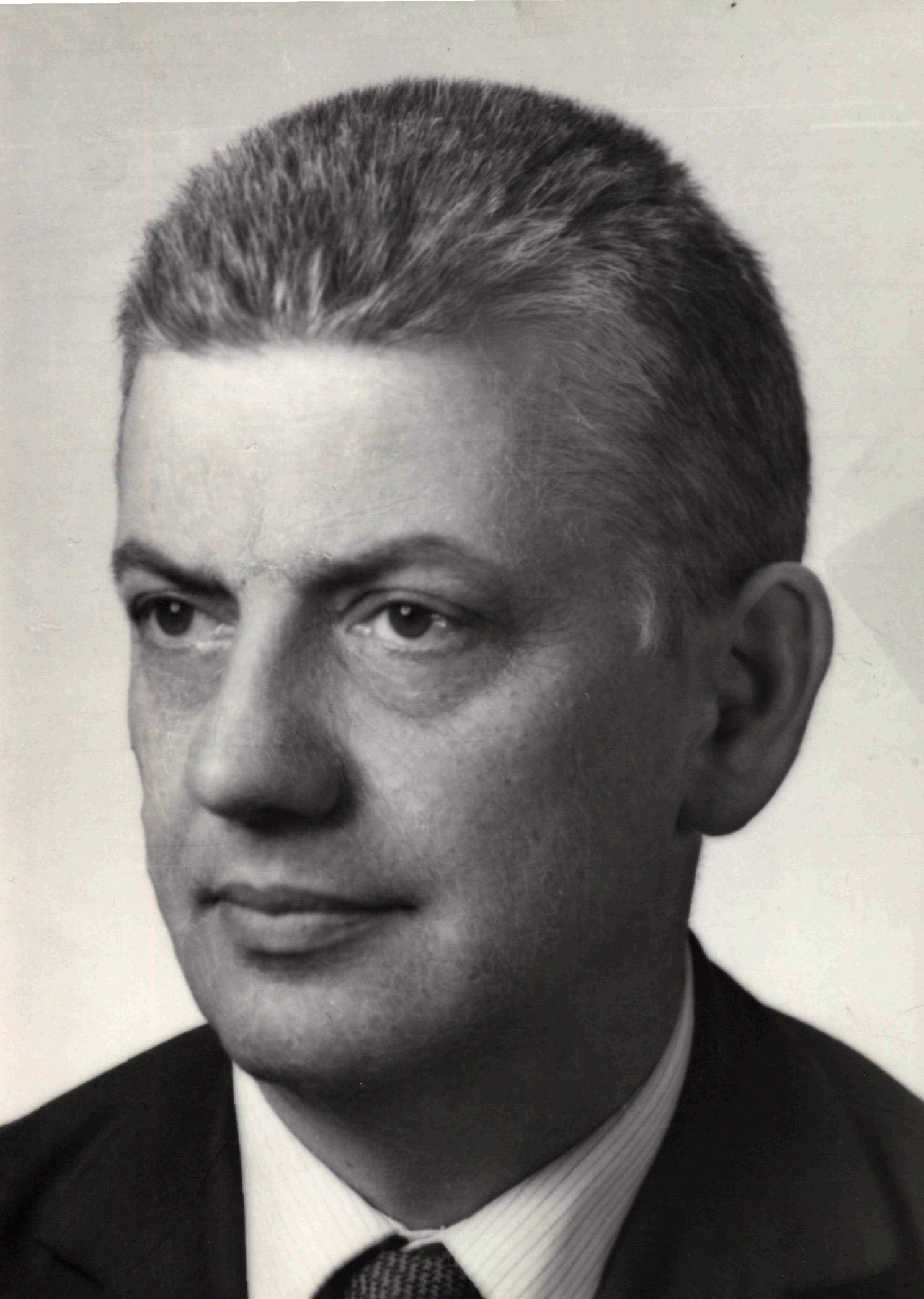
Henryk Zieliński

- Ernst Sandberg (1849–1917), Geheimer Sanitätsrat
- Joseph Sauer (1803–1868), Seelsorger, Rektor des Priesterseminars und Domherr in Breslau
- Ferdinand Sauerbruch (1875–1951), Chirurg, entwickelte an der Breslauer Universitätsklinik die Thoraxchirurgie
- Karl Friedrich Ludwig Schäffer (1746–1817), Jurist, Pianist und Komponist, war Notar und Justizkommissionsrat in Breslau, organisierte dort Konzerte und trat öffentlich auf
- Hans Scharoun (1893–1972), Architekt, Professor (1925–32) an der Staatlichen Akademie für Kunst und Kunstgewerbe in Breslau
- Jakob Schickfuß (1574–1637), kaiserlicher Kammerfiskal und Rat in Breslau, verstarb in Breslau.
- Christoph Schlegel (1613–1678), Diakon an der St. Elisabethkirche, Professor am Gym. St. Elisabeth und Probst Kreuzkirche in Breslau
- Franz Schlegel (1822–1882), deutscher Arzt, Gründer und erster Direktor des Zoologischen Gartens Breslau
- Walter Schmidt (* 1930), deutscher Historiker, Professor in Berlin, Schlesienexperte, 1942–1945 Private Lehranstalt Dr. Gudenatz/Lobmeier in Breslau
- Joseph Ignaz Schnabel (1767–1831), wurde 1805 Domkapellmeister und führte in seiner Amtszeit die Kirchenmusik am Breslauer Dom zu beachtlicher Blüte. Von ihm stammt eine Bearbeitung der berühmten Weihnachtspastorella Transeamus usque Bethlehem.
- Johannes Schneider (1824–1876), katholischer Priester an der Sandkirche und an St. Matthias, Gründer der karitativen Kongregation Marienschwestern von der Unbefleckten Empfängnis
- Franz Paul Scholz (1772–1837), deutscher Geistlicher, Naturwissenschaftler und Forschungsreisender
- Valentin Siebrecht (1907–1996), Präsident des Landesarbeitsamtes Südbayern; Reifeprüfung am St. Matthias-Gymnasium (1927)
- Simon Sobeich (1749–1832), römisch-katholischer Geistlicher und Theologe, Leiter des Priesterseminars, Domherr
- Henrich Steffens (1773–1845), Philosoph; war Professor in Breslau von 1811 bis 1831
- Bernhard Strehler (1872–1945), deutscher Priester
- Oskar Telke (1848–1917), Geheimer Sanitätsrat
- Josef Tief (1904–1971), Architekt und Baumeister; wirkte von 1930 bis 1945 in Breslau
- Johann Karl Tobisch (1793–1855), Professor am Friedrichs-Gymnasium in Breslau von 1822 bis 1855; verstarb in Breslau
- Vincenz Eugen Tobisch (1800–1852), Oberlehrer am Friedrichs-Gymnasium in Breslau von 1822 bis 1852; verstarb in Breslau
- Henryk Tomaszewski (1919–2001), polnischer Schauspieler und Pantomime; Gründer des Pantomimentheaters in Breslau
- Eugen von Vaerst (1792–1855), preußischer Offizier und Schriftsteller; Mitarbeiter der Neuen Breslauer Zeitung, Theaterdirektor in Breslau
- Heinrich Veith († 1877), Jurist und Bergrechtler; wirkte zwischen 1860 und 1874 unter anderem als Stadtrichter sowie beim Oberbergamt Breslau
- Paul Viebig (1876–1940), Pfarrer in der Pauluskirche, Kirchenrat und als wichtiges Mitglied des Pfarrernotbundes im Widerstand gegen den Nationalsozialismus aktiv
- Rudolf Walter (1918–2009), Organist, Komponist, Kirchenmusikdirektor und Hochschullehrer; von 1942 bis 1945 Tätigkeit als Kirchenmusiker an St. Maria auf dem Sande in Breslau
- Carl Maria von Weber (1786–1826), Komponist; 1804–06 Kapellmeister in Breslau
- Carl Wernicke (1848–1905), Neurologe und Psychiater; wirkte als Professor in Breslau
- Johann Heinrich Friedrich Karl Witte (1800–1883), Jurist und Romanist
- Rafał Wojaczek (1945–1971), polnischer Dichter
- Henryk Zieliński (1920–1981), polnischer Historiker und Professor an der Universität Wrocław
- Bodo Zimmermann (1902–1945), Künstler
- Carl Johann Christian Zimmermann (1831–1911), Architekt in Breslau und Hamburg
- Beata Zwolańska-Hołod (* 1975), Bildhauerin in Breslau